# Assedio di Gerusalemme (70)
L'assedio di Gerusalemme dell'anno 70 fu l'episodio decisivo della prima guerra giudaica, sebbene il conflitto abbia avuto effettivo termine con la caduta di Masada nel 73. L'esercito romano, guidato da Tito Flavio Vespasiano (il futuro imperatore Tito) assediò e conquistò la città di Gerusalemme, occupata dai ribelli ebrei sin dall'inizio della rivolta, nel 66. Ecco come sintetizza il tutto Giuseppe Flavio, storico ebraico contemporaneo agli eventi:
(Giuseppe Flavio, Guerra giudaica, V 6.1.257)
Durante l'assedio i Romani soffrirono per la mancanza di acqua, la cui fonte era lontana e di scarsa qualità. Lo stesso Tito, colpito alla spalla sinistra da una pietra, ebbe problemi al braccio per il resto della vita. Ci furono anche diserzioni fra i soldati romani, scoraggiati dal lungo assedio, ma alla fine l'esercito romano ebbe la meglio e si impadronì di Gerusalemme. Una buona parte della città restò in rovina, così come il tempio; l'evento è ricordato ancora oggi nell'annuale ricorrenza ebraica della Tisha BeAv. L'arco di Tito, eretto per celebrare il suo stesso trionfo, si trova tutt'oggi a Roma.

## Contesto storico

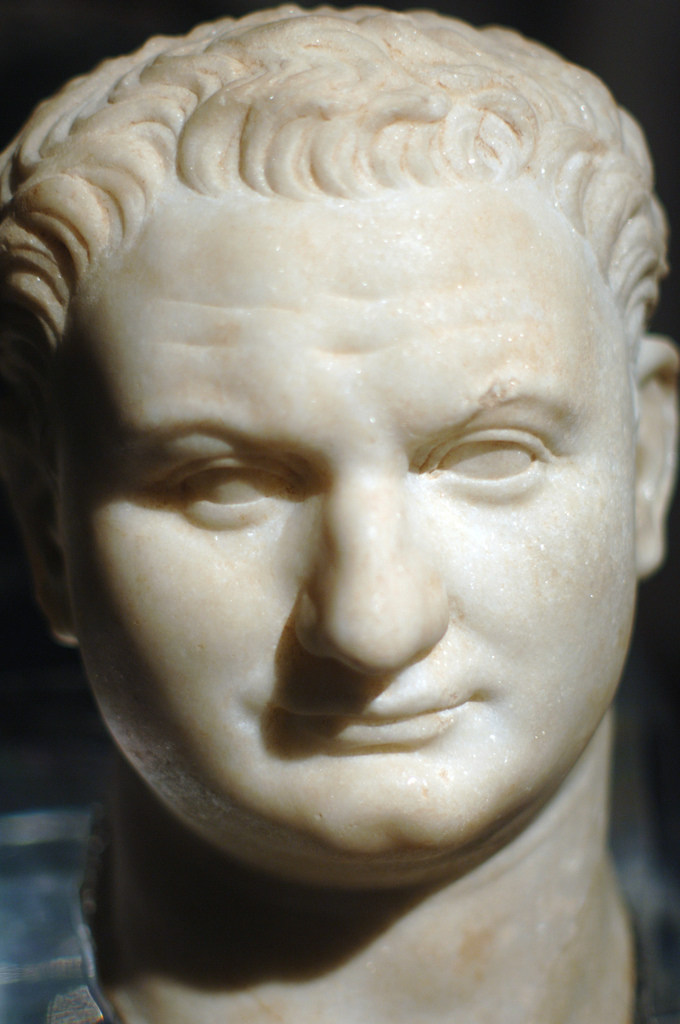
Tito, figlio primogenito di Vespasiano, incaricato dal padre di portare a termine la guerra giudaica.

Nel pieno della prima guerra giudaica e della guerra civile a Roma, anche a Gerusalemme si combatteva una guerra interna fra tre differenti fazioni. Si racconta che Eleazar figlio di Simone, che inizialmente aveva diviso dal popolo gli Zeloti permettendo loro di penetrare nel Tempio, fingendosi sdegnato per i comportamenti di Giovanni, poiché soffriva di dover sottostare ad un tiranno più giovane, si staccò dagli altri e prese con sé alcuni notabili, tra cui Giuda figlio di Chelchia, Simone figlio di Esron ed Ezechia figlio di Chobaris, oltre a un discreto numero di Zeloti. Essi presero allora possesso della parte più interna del Tempio, dove accatastarono grandi quantità di viveri per costituire sicure riserve in vista dei futuri scontri. Essendo, poi, in numero inferiore rispetto alle altre fazioni, evitavano di muoversi dalla loro posizione. Giovanni invece, se da un lato era superiore per numero di armati, era inferiore per posizione, poiché si trovava al di sotto di Eleazar. Gli scontri che si susseguirono tra le due fazioni furono sanguinosi e senza tregua, per cui il Tempio risultava profanato dalle continue stragi di ambedue le parti.
Simone figlio di Ghiora, che il popolo aveva scelto come tiranno, sperando nel suo aiuto, controllava la città alta e una parte della città bassa. Decise di attaccare con maggior violenza le truppe di Giovanni, che erano sottoposte anche agli attacchi dall'alto. Quest'ultimo, infatti, si veniva a trovare nella situazione di dover combattere su due fronti; e se si trovava in una posizione di svantaggio nei confronti degli uomini di Eleazar, per la posizione inferiore, era compensato dal vantaggio della posizione superiore contro quelli di Simone. E così la guerra civile infuriava tra le tre fazioni presenti in città: gli uomini di Eleazar, che occupavano il Tempio e che se la prendevano soprattutto contro Giovanni, il quale spogliava il popolo e lottava contro Simone, che a sua volta utilizzava altri mezzi dalla città per combattere contro i suoi due avversari. I dintorni del Tempio andarono poi distrutti dal fuoco e la città si trasformò in un terribile campo di battaglia, dove le fiamme divorarono tutto il grano, che si sarebbe rivelato utile per l'assedio successivo contro i Romani e che avrebbe costituito un'importante riserva di provviste di alcuni anni.
(Giuseppe Flavio, La guerra giudaica, V, 1.5.27.)
Giovanni arrivò a impiegare il legname che era invece destinato ad usi sacri, per costruire delle macchine da guerra. Si trattava di travi, giunte dal Libano di grandi dimensioni e diritte. Giovanni le fece tagliare per realizzare delle torri che collocò dietro al piazzale interno, di fronte alla parte occidentale dell'esedra, l'unico lato da dove poteva effettuare l'assalto.
Con l'inizio del 70, Vespasiano fu raggiunto ad Alessandria d'Egitto dalla lieta notizia che Vitellio era morto e che il Senato ed il popolo di Roma lo aveva proclamato imperatore (inizi di gennaio). Giunsero, quindi, numerose ambascerie a congratularsi con lui da ogni parte del mondo, che ora era diventato suo. Vespasiano, ansioso di salpare per la capitale non appena fosse terminato l'inverno, sistemò le cose in Egitto e spedì il figlio Tito con ingenti forze a conquistare Gerusalemme e porre fine alla guerra in Giudea.

### Antefatti: marcia di avvicinamento romano alla città
Tito si trasferì per via di terra a Nicopoli, che dista solo venti stadi da Alessandria, e da qui imbarcatosi con l'esercito su navi da guerra, risalì il corso del Nilo fino alla città di Thmuis. Da qui proseguì a piedi e si accampò presso la città di Tanis. Poi il secondo giorno marciò fino ad Eracleopoli, il terzo fino a Pelusio dove riposò per due giorni. Il sesto giorno oltrepassò le foci del Nilo e, dopo un giorno di marcia attraverso il deserto, pose l'accampamento presso il santuario di Giove Casio, ed il giorno seguente raggiunse Ostracine. La tappa successiva dove riposarsi fu Rinocorura e da qui proseguì per Rafia, lungo il confine con la Siria. Nuova tappa fu Gaza, poi Ascalona, Iamnia, Ioppe ed infine Cesarea marittima, località che aveva eletto a suo quartier generale, dove radunare tutte le truppe prima della partenza per Gerusalemme.
E mentre Giovanni, sperava di farla finita con le altre due fazioni interne a Gerusalemme, dopo che era riuscito a costruire grandi macchine d'assedio per dar loro l'assalto, i Romani si apprestarono a raggiungere la capitale giudea.
Tito condusse l'esercito in bell'ordine, procedendo attraverso la Samaria fino a Gofna (dove era presente una guarnigione romana). Dopo aver alloggiato qui per una notte, riprese la marcia e a fine giornata di marcia pose l'accampamento nel luogo che i Giudei chiamano "Valle delle Spine" presso il villaggio di nome Gabath Saul (che significa Collina di Saul), a circa trenta stadi da Gerusalemme. Da qui, scelti 600 cavalieri, proseguì in ricognizione verso la città, per esaminarne le sue fortificazioni e valutare meglio le intenzioni dei Giudei, qualora, intimoriti al vedere l'armata romana, preferissero arrendersi. Tito aveva infatti saputo che il popolo desiderava ardentemente la pace, ma non aveva il coraggio di ribellarsi alle tre fazioni di briganti in città.

## Forze in campo

### Romani

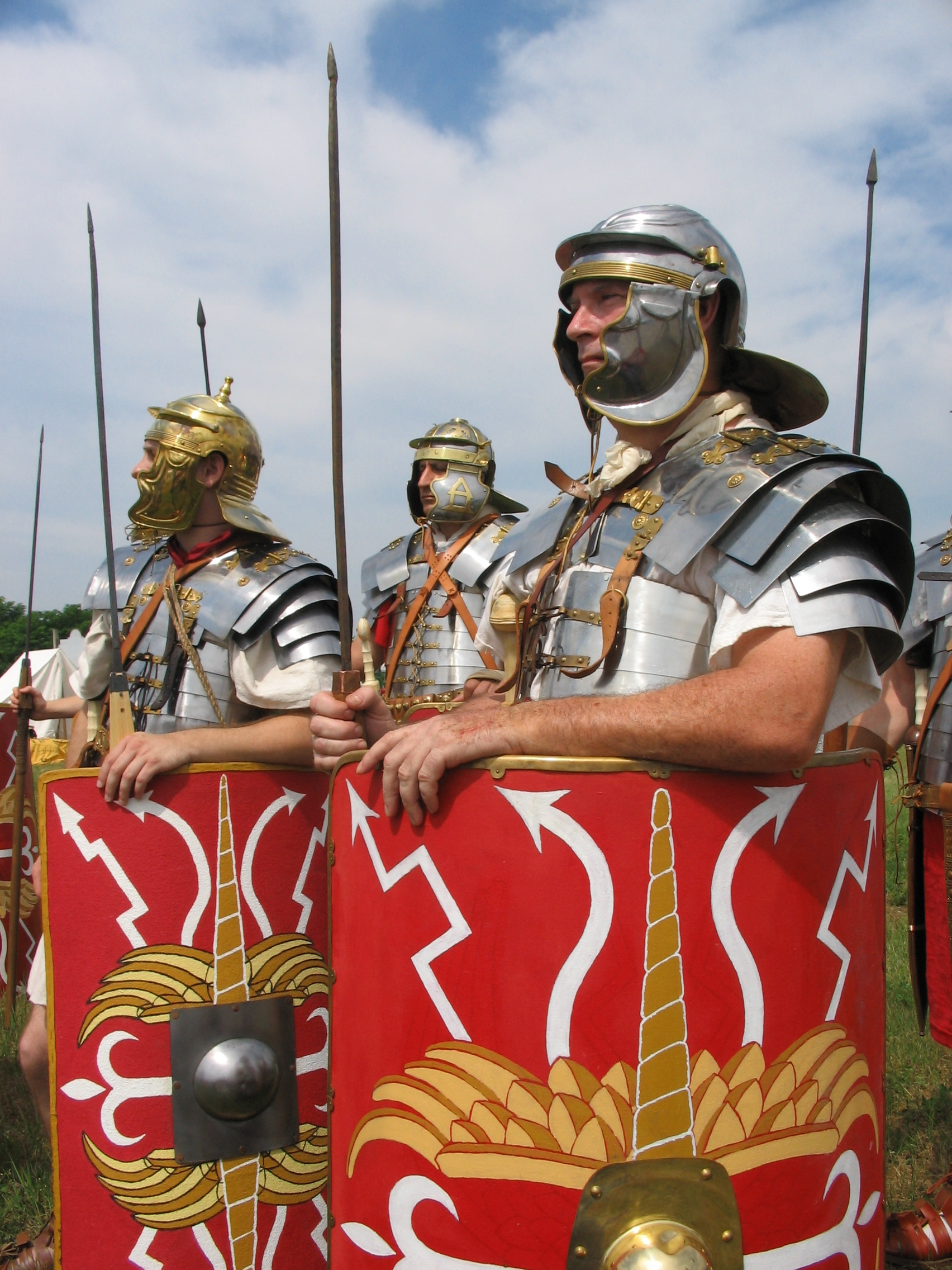
Legionari del I secolo in formazione schierata, muniti di scutum, lorica segmentata e cassis.

Tito, dopo aver raccolto presso di sé la maggior parte dell'armata romana ed ordinando che tutte le altre unità lo raggiungessero a Gerusalemme, si mise in marcia da Cesarea. Aveva ai suoi ordini le tre legioni che avevano combattuto in Giudea con il padre negli anni precedenti, oltre alla legio XII Fulminata che all'inizio della guerra, sotto il comando di Gaio Cestio Gallo, era stata sconfitta dalle truppe ribelli e desiderava più di ogni altra vendicarsi. Comandò quindi alla legio V Macedonica di mammalucco
passando per Emmaus, alla legio X Fretensis di passare per Gerico, mentre egli stesso si avviò con le altre due (la XII Fulminata e la XV Apollinaris) ed un numero assai maggiore di truppe alleate fornite dai re clienti, oltre ad un buon numero di ausiliari siriaci.
I vuoti lasciati nelle quattro legioni, da quei reparti che Vespasiano aveva inviato insieme a Muciano in Italia, furono riempiti dalle truppe condotte da Tito. Egli era infatti giunto da Alessandria d'Egitto con 2 000 legionari scelti tra le truppe di stanza in Egitto (poste sotto il comando di Eternio Frontone, vale a provenienti dalla legio III Cyrenaica e dalla legio XXII Deiotariana), oltre ad averne convocati altri 3 000 dalle guarinigioni siriane lungo l'Eufrate. Nel suo seguito il personaggio più importante per lealtà e capacità era Tiberio Alessandro che, come governatore d'Egitto, aveva appoggiato la candidatura di Vespasiano alla porpora imperiale. Egli assisteva Tito con i suoi consigli su come condurre la guerra.

### Giudei
Il numero di combattenti agli ordini di Simone era di 10 000, a parte gli Idumei, con cinquanta comandanti e lui come capo supremo. Gli Idumei, suoi alleati, erano circa 5 000 con dieci comandanti, fra cui i migliori erano Giacomo figlio di Sosas e Simone figlio di Cathlas. Giovanni quando occupò il tempio aveva con sé 6 000 uomini e venti comandanti al quale poi si unirono 2 500 Zeloti con a capo Eleazar e Simone figlio di Arino.
Simone aveva in suo potere la "città alta", le mura fino al Cedron e parte delle mura antiche che, dalla Siloa scendevano verso oriente fino al palazzo di Monobazo, re dell'Adiabene. Controllava, inoltre, la fonte e parte dell'Acra (la "città bassa"), fino alla reggia di Elena, madre di Monobazo. Giovanni occupava il tempio ed i dintorni, compreso l'Ophel e la valle del Cedron. Avendo distrutto tutto ciò che si trovava fra i due schieramenti, i loro scontri non cessarono neppure quando i Romani erano accampati di fronte alle mura. E se con la prima sortita unirono le forze contro il nemico straniero, tornarono a scontrarsi fra loro poco dopo, facendo solo un favore all'armata romana di Tito.

## Assedio

### Scontro tra avanguardie
Ormai prossimo alle mura della città, poco distante dalle cosiddette "Torri delle Donne", all'improvviso un grandissimo numero di nemici apparvero, uscendo dalla porta che si trova di fronte ai monumenti di Elena, e s'incunearono in mezzo alla cavalleria romana, dividendo la stessa in due parti e tagliando così fuori Tito con pochi altri. Non potendo tornare indietro in mezzo ai suoi, a causa del gran numero di nemici che si erano frapposti, considerando che molti dei suoi si erano dati alla fuga senza saper nulla del pericolo che incombeva sul loro comandante, optò per l'unica possibilità che aveva di salvarsi: voltò il cavallo e urlando ai compagni di seguirlo, si lanciò in mezzo ai nemici, aprendosi a forza il passaggio per raggiungere il grosso della cavalleria romana. I suoi compagni si tennero stretti a Tito, ricevendo colpi da dietro e sui fianchi, sapendo che l'unica loro possibilità di salvarsi era di rimanere uniti al loro comandante, cercando di non rimanere accerchiati. Fu così che Tito riuscì a mettersi in salvo, raggiungendo l'accampamento romano.
(Giuseppe Flavio, La guerra giudaica, V, 2.2.66)

### Primi accampamenti romani nei pressi della città
La strategia di Tito fu quella di ridurre le riserve di cibo ed acqua degli assediati, permettendo ai pellegrini di entrare in città per la consueta visita al tempio in occasione di Pesach, ma impedendo loro di uscire. Una volta raggiunto nella notte dalla legione proveniente da Emmaus (la legio V Macedonica), il giorno seguente, Tito tolse l'accampamento e si avvicinò ulteriormente alla città fino a raggiungere la località di Scopos (Monte Scopus), da dove era possibile vedere la città e la grande mole lucente del Tempio: si tratta di un'altura che con i suoi declivi raggiunge la parte settentrionale della città. Qui, alla distanza di sette stadi dalla città, comandò di posizionare un accampamento per due legioni, mentre la V Macedonica venne posta a tre stadi dietro a quelle, poiché più stanca per la marcia notturna e meritandosi maggiore protezione. Poco dopo giunse anche la quarta legione, la legio X Fretensis, che proveniva da Gerico, dove alcune vexillationes erano state lasciate a guardia dei passi già occupati in precedenza da Vespasiano. Quest'ultima legione ebbe l'ordine di accamparsi a sei stadi da Gerusalemme, sul monte degli Olivi, che si trova di fronte alla parte orientale della città, da cui la divide un profondo burrone che si chiama Cedron (valle del Cedron).

### Attacco giudeo al campo romano

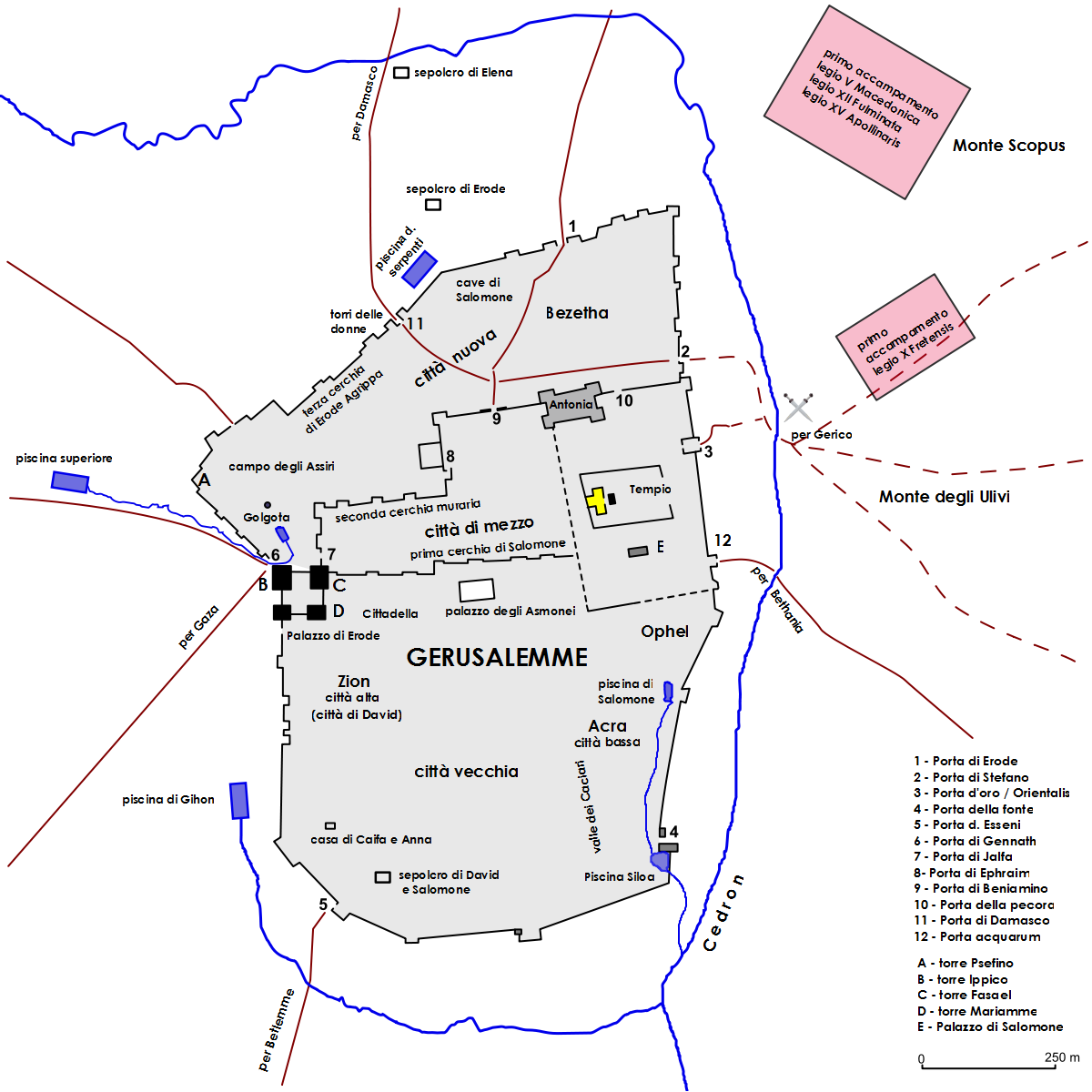
La città di Gerusalemme e l'inizio dell'assedio: i primi accampamenti romani delle quattro legioni

I Giudei, osservando i Romani intenti nelle loro operazioni di fortificazione, presero la decisione di compiere una prima sortita contro la legio X Fretensis, gettandosi giù per il burrone con terrificanti clamori e piombando sul nemico in modo del tutto inaspettato. I legionari, sparpagliati a lavorare, privi di armi, poiché ritenevano che i Giudei erano ancora in disaccordo e non sufficientemente coraggiosi dal compiere un simile attacco, furono colti alla sprovvista e gettati nel panico. Alcuni, infatti, lasciarono perdere il lavoro e provarono a fuggire, molti altri corsero alle armi, ma furono uccisi prima di poterle imbracciare. Frattanto i Giudei, imbaldanziti da questo primo successo, proseguirono nell'attacco, generando grande entusiasmo anche in coloro che inizialmente non avevano partecipato all'assalto.
Quando i Romani si videro raggiunti, cercarono inizialmente di frenare l'impeto del nemico, ma poi, travolti da un numero sempre maggiore di Giudei, abbandonarono l'accampamento. Forse l'intera legione sarebbe stata in pericolo se Tito non fosse intervenuto con grande prontezza e, dopo averli rimproverati per la loro viltà, li costrinse a tornare indietro. Attaccò, quindi, egli stesso con truppe scelte, un fianco dei Giudei facendone grande strage e spingendone molti giù verso il burrone. Quando però raggiunsero l'altra costa, i Giudei si rivoltarono e, con in mezzo il letto del torrente, tornarono ad attaccare i Romani, combattendo fino a mezzogiorno. Più tardi Tito, dopo aver sistemato una linea difensiva, composta sia dalle truppe accorse sia da alcuni elementi presi dalla legio X, rimandò a monte il resto della legione a completare i lavori di fortificazione.
I Giudei, credendo che i Romani si stessero ritirando e vedendo che l'uomo da essi posto sulle mura lanciava segni agitando la sua veste, si lanciarono fuori con un tale impeto, che sembravano un branco di belve feroci. Infatti, i Romani che tentarono di contrapporsi a questa moltitudine di assatanati pronti a morire, non riuscirono a sostenerne l'urto, rompendo lo schieramento e dandosi alla fuga su per il monte. A mezza costa rimase invece fermo Tito con pochi altri della scorta, i quali, per quanto lo pregassero insistentemente di ritirarsi e non esporsi al pericolo, considerando che era il comandante in capo, non furono in grado di ottenere ascolto. I Giudei, intanto, benché sorpresi dal suo coraggio, continuarono ad incalzare i Romani che fuggivano verso l'alto. Tito, per nulla intimorito, si scagliò colpendo il nemico sul fianco, e ne bloccò l'impeto iniziale. Contemporaneamente i soldati che si stavano occupando di fortificare il campo, quando videro i compagni che fuggivano verso di loro disordinati, furono colti nuovamente dal panico, tanto che tutta la legione si disperse credendo che i Giudei avessero ormai travolto ogni resistenza e che il loro stesso comandante si fosse dato alla fuga, non credendo possibile fosse stato abbandonato in mezzo alle schiere nemiche. Quando però si accorsero che Tito era nel mezzo della mischia, timorosi per la sua sorte, ne segnalarono il pericolo a tutta la legione con grandi urla. La vergogna, poi, invase i loro animi e li costrinse a tornare indietro, rimproverandosi per aver abbandonato Tito Cesare. Si gettarono così con tutto l'impeto di cui disponevano contro le forze giudee e, dopo essere riusciti a farle ripiegare lungo il declivio, riuscirono a respingerle giù verso valle ed a ricacciarle nel burrone. Tito, che aveva travolto quelli che si era trovato di fronte, inviò nuovamente la legione a completare le fortificazioni del campo, riuscendo così a salvare per ben due volte l'intera legione in pericolo.

### Nuovi scontri tra fazioni interne alla città
Acquietatasi al momento la guerra con i Romani, la discordia tornò ad alimentare gli scontri interni alla città. Giunta la festa degli Azzimi, il giorno quattordici del mese di Xanthico (fine marzo), quando secondo i Giudei essi si liberarono, la prima volta, dagli Egiziani, la fazione di Eleazar spalancò le porte e ammise nel Tempio chiunque volesse pregarvi. Giovanni allora, ne approfittò e, scegliendo alcuni dei suoi, tra i meno conosciuti, li inviò con le armi ben nascoste ad impadronirsi del Tempio. Appena giunti al suo interno, si liberarono delle vesti e generarono un grande panico. Gli Zeloti compresero immediatamente che l'attacco era rivolto a loro e cercarono rifugio nei sotterranei del Tempio; intanto, il popolo che si era raccolto impaurito attorno all'altare e nei pressi del santuario, venne calpestato senza pietà con botte e colpi di spada. Molti cittadini pacifici vennero, quindi, uccisi e chiunque avesse riconosciuto gli assalitori veniva condotto al supplizio come se fosse uno zelota. Giuseppe Flavio aggiunge:
(Giuseppe Flavio, La guerra giudaica, V, 3.1.104.)
Fu così che la fazione di Giovanni, riuscì ad impadronirsi anche della parte più interna del tempio e delle provviste che qui erano contenute, ed ora si sentivano più forti nel dover affrontare la sfida contro Simone, tanto che la lotta delle fazioni, che inizialmente era a tre, si ridusse ad una lotta a due.

### Secondo attacco giudeo

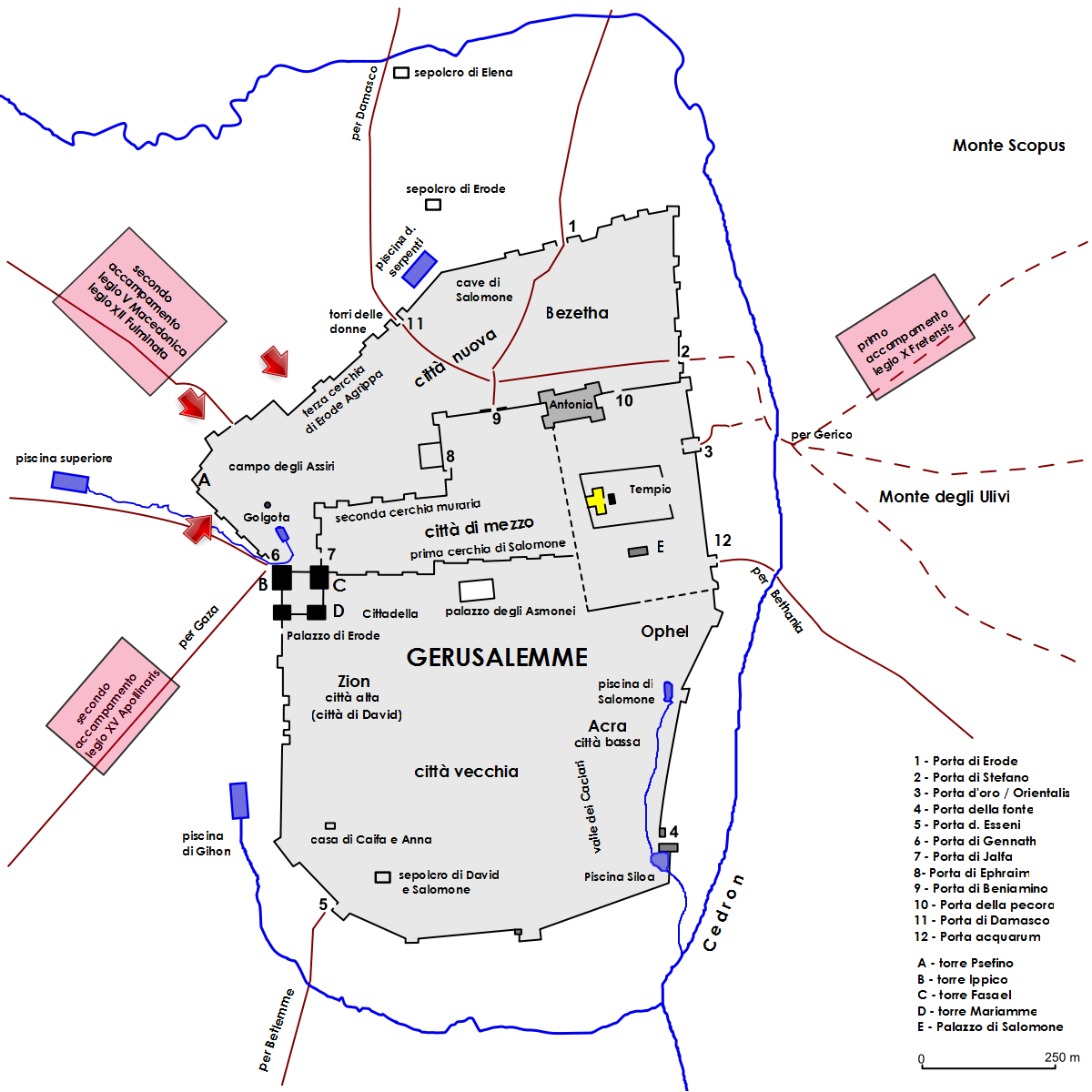
La seconda fase dell'assedio di Tito: gli accampamenti romani di tre delle quattro legioni vengono spostati lungo la parte nord-occidentale della città. Inizia l'attacco alla "città nuova"

Tito decise, frattanto, di togliere gli accampamenti dal colle Scopos per insediarli più vicino alla città, disponendo a difesa di coloro che vi lavoravano, contro eventuali nuove sortite giudee, un'adeguata forza di cavalleria e fanteria. Al resto dell'esercito ordinò invece di spianare tutto quanto si trovava tra questa località e le mura avversarie. E così i legionari cominciarono ad abbattere tutti gli ostacoli che trovarono, da recinti e steccati che gli abitanti avevano creato per delimitare i loro orti e le loro piantagioni, fino a tutti gli alberi da frutta che vi crescevano. Poi colmarono gli avallamenti del terreno, spianarono col piccone i macigni che vi fuoriuscivano, livellando ogni cosa fino alla zona dove sorgeva la cosiddetta "Vasca dei Serpenti".
I Giudei, ancora una volta, organizzarono a danno dei Romani un nuovo agguato. I più audaci dei ribelli, uscendo dalle cosiddette "Torri delle Donne", quasi fossero stati espulsi da coloro che volevano la pace, si aggiravano in quei pressi. Contemporaneamente altri, che si trovavano sulle mura e fingevano di far parte del popolo, chiedevano a gran voce la pace e invitavano i Romani ad entrare, promettendo loro di aprir le porte cittadine, mentre scagliavano pietre contro quelli che si trovavano in esterno e si prestavano alla messinscena, nel falso tentativo di farli allontanare dalle porte. Questi fingevano di voler rientrare a forza, pregando quelli dentro le mura di farli entrare. Ma Tito non si fidava poiché, avendoli invitati il giorno precedente a trattare per mezzo di Giuseppe, non aveva trovato da parte loro alcuna disponibilità; diede ai soldati l'ordine di non muoversi. I Romani però delle prime file, disposti a protezione dei lavori di sterro, avevano già impugnato le armi e corsero verso le mura. Quando i Romani giunsero nei pressi di due torri che fiancheggiavano la porta, i Giudei corsero fuori e, circondandoli, li attaccarono alle spalle. Intanto quelli sulle mura scaraventarono una grande quantità di pietre e proiettili di ogni tipo, uccidendone alcuni e ferendone moltissimi. Solo al termine di un lungo combattimento con le lance, i Romani riuscirono a spezzare l'accerchiamento e cominciarono la ritirata, mentre i Giudei continuavano ad inseguirli, colpendoli in continuazione fino ai monumenti di Elena.
Finalmente giunti in salvo, i soldati furono accolti dalle minacce dei comandanti, mentre Tito Cesare, tutto infuriato li redarguì dicendo loro che suo padre, Vespasiano, che era invecchiato sui campi di battaglia, non aveva mai assistito ad un tale disastro; che la legge marziale romana puniva con la pena di morte tutti coloro che non obbedivano agli ordini, muovendosi anzitempo dal loro posto di combattimento. Ben presto quegli indisciplinati avrebbero imparato a loro spese che nessuna vittoria può essere apprezzata dai Romani se frutto d'insubordinazione. Era evidente a tutti che Tito intendeva applicare la legge romana della decimazione, e così le altre legioni si raccolsero intorno a Tito e lo supplicarono in favore dei commilitoni, pregandolo di graziarli e che a breve si sarebbero riscattati con futuri atti di valore. Tito Cesare annuì. Egli credeva che la pena pronunciata per un solo soldato doveva sempre essere applicata, mentre quando si trattava di troppi colpevoli era meglio fermarsi alle minacce. Ai soldati, perciò, concesse la grazia, dopo aver loro ricordato a lungo di essere più cauti in futuro.

### Opere difensive della città di Gerusalemme

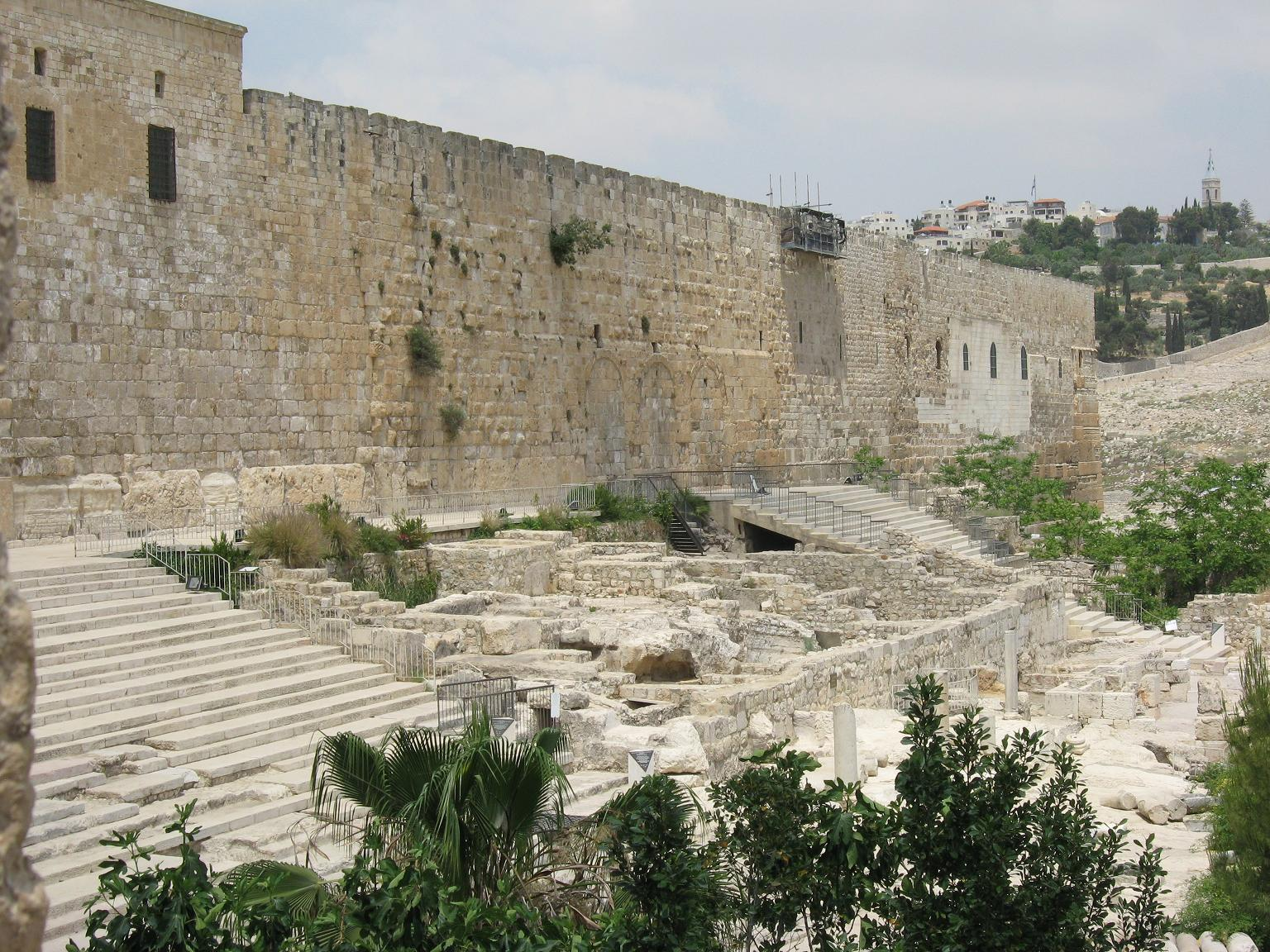
Parete sud del Monte del Tempio con i resti di un edificio forse identificabili come parte dell'Acra

Gerusalemme era protetta da una triplice cinta muraria, ad esclusione della parte che si affaciava su profondi burroni difficilmente superabili. Qui vi era un solo tratto di mura. La città fu costruita su due colline, tra le quali si trovava una valle lungo la quale le case degradavano (valle dei Caciari). Una di queste colline era notevolmente più elevata rispetto all'altra e aveva sulla sommità una spianata maggiore (chiamata piazza superiore della città alta, o anche "fortezza" per volere di re David, padre di Salomone che fu il primo a costruire il Grande Tempio). La seconda collina era chiamata Acra, e formava la città bassa. Di fronte a questa vi era una terza collina, originariamente più bassa dell'Akra e da questa separata da un'ampia vallata. Più tardi, gli Asmonei colmarono questa vallata, congiungendo città e tempio, e quindi facendo abbassare la sommità dell'Acra. La valle dei Caciari arrivava fino alla Siloa, una fonte ricchissima di acqua dolce. Le due colline della città si affacciavano all'esterno su profondi burroni, tanto da non esserci alcuna possibilità di accesso su entrambi i lati.
La più antica fra le tre cinta murarie era imprendibile, trovandosi a ridosso degli strapiombi e dell'altura su cui si trovava. Oltre al vantaggio della posizione naturale, venne costruita in modo imponente e solida, costantemente controllata e curata a partire da Davide e Salomone, compresi tutti i loro successori. Partendo da nord, dalla torre chiamata Ippico, continuava fino al Xisto, poi raggiungeva il palazzo del consiglio e terminava lungo il portico occidentale del Grande Tempio. Dalla parte opposta, lungo il lato occidentale, le mura correvano attraverso la località chiamata Bethso fino alla porta degli Esseni, continuando a sud fino ad includere la fonte Siloa. Da qui piegava ad est verso la vasca di Salomone, superava la località denominata Ophel e raggiungeva il portico orientale del grande tempio.
La seconda cerchia di mura iniziava dalla porta presente nella prima cerchia, che si chiamava Gennath e, cingendo solo la parte settentrionale della città, giungeva fino alla fortezza Antonia. La terza cerchia iniziava dalla torre Ippico, da dove continuava verso settentrione verso la torre Psefino per poi giungere di fronte ai monumenti di Elena (regina dell'Adiabene, figlia del re Izate), giungendo poi al monumento detto del Cardatore e congiungendosi col muro antico nei pressi della valle del Cedron. Queste mura furono costruite dal re Agrippa per proteggere quelle parti che si erano aggiunte alla città e necessitavano anch'esse di essere difese. Gli abitanti crebbero a tal punto da inglobare una quarta collina, che si chiama Bezetha (ovvero "Città Nuova"), situata di fronte alla fortezza Antonia, da cui era separata da una profonda vallata, che era stata scavata per rendere l'Antonia imprendibile. Giuseppe Flavio aggiunge che Agrippa, dopo aver disposto la costruzione di queste imponenti mura, temendo che l'imperatore Claudio sospettasse propositi di ribellione, per la grandezza dell'opera da lui ordinata, abbandonò i lavori dopo aver creato le sole fondamenta.
Secondo Giuseppe Flavio, se le mura fossero state completate, la città sarebbe risultata inespugnabile. Si trattava di mura costruite con blocchi di pietra lungi venti cubiti, larghi dieci, difficilmente rimovibili con leve di ferro o macchine d'assedio. Le mura erano spesse dieci cubiti, mentre la sua altezza di venti cubiti, che sarebbe stata ancora maggiore, se il costruttore non avesse dovuto rivedere il progetto iniziale. Erano, inoltre, dotate di merli di due cubiti e propugnacoli di tre cubiti, tanto che l'altezza complessiva raggiungeva i venticinque cubiti.
Al di sopra delle mura si elevavano le torri, alte venti cubiti e larghe altrettanto, quadrangolari e spesse come le mura. Sopra la parte massiccia delle torri, alta venti piedi, si trovavano delle stanze adibite ad abitazione, e sopra ancora dei locali destinati a trattenere le acque piovane, dotate di grandi scale a chiocciola per accedervi. Di queste torri, la terza cerchia di mura ne aveva 90, poste ad intervalli regolari di duecento cubiti. Nelle mura di mezzo erano inserite 14 torri, in quello antico 60. L'intero sviluppo della città misurava 33 stadi.

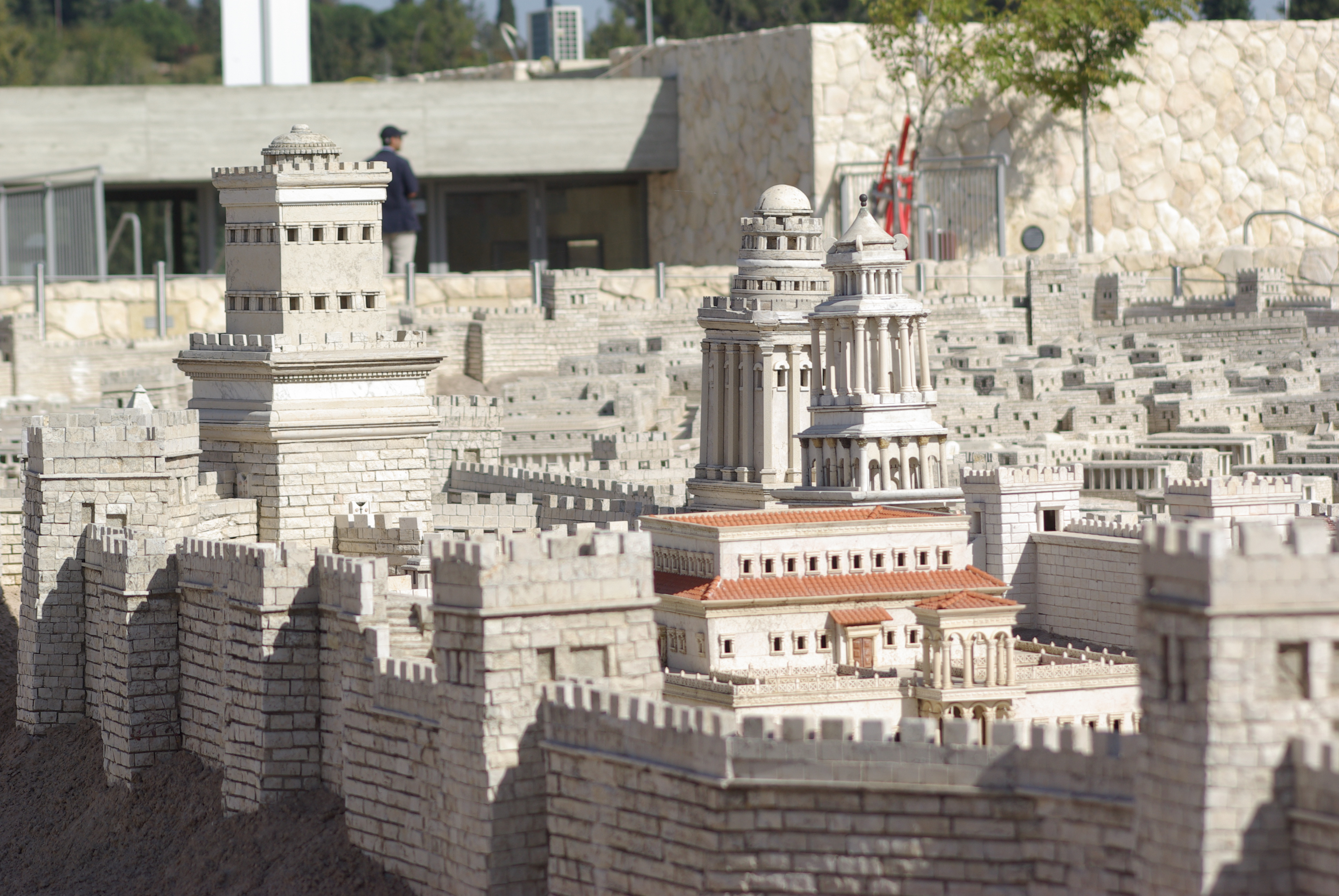
Ricostruzione ipotetica della torre Phasael (quella imponente di sinistra).

La torre Psefino sorgeva nell'angolo nord-occidentale della cinta muraria, proprio di fronte a dove Tito aveva posto il suo accampamento. Era imponente, alta settanta cubiti (31 metri) e di pianta ottagonale, tanto che dall'alto, appena sorgeva il sole era possibile vedere l'Arabia e gli estremi confini della Giudea fino al mare. Di fronte sorgeva la torre Ippico ed altre due torri, tutte facenti parte delle antiche mura del re Erode.
La torre Ippico aveva pianta quadrata, misurava venticinque cubiti di lunghezza e larghezza, era massiccia fino all'altezza di trenta cubiti. Su questa parte massiccia, poggiava un vano alto venti cubiti, che serviva per raccogliere le acque piovane. Sopra questo vano si trovavano due piani abitabili per un'altezza complessiva di venticinque cubiti. Al di sopra dei tetti di diversi colori, una serie di torrette di due cubiti e di propugnacoli di tre cubiti, sì
che nell'insieme l'altezza della torre raggiungeva gli ottanta cubiti (35,5 metri).
La seconda torre, che Erode chiamò Phasael, dal nome del fratello, aveva la larghezza e lunghezza pari a quaranta cubiti, mentre la sua parte più massiccia era alta anch'essa quaranta cubiti. Sopra questa prima parte correva un portico alto dieci cubiti, difeso da ripari e parapetti. Al centro del portico s'innalzava un'altra torre, al cui interno si trovavano dei locali compreso un bagno, tanto da sembrare una reggia. Sulla sommità si ergevano quindi delle torrette e dei propugnacoli. L'altezza complessiva era di circa novanta cubiti (40 metri), e nella forma assomigliava molto alla torre del faro di Alessandria d'Egitto. A quel tempo era usata come quartier generale di Simone.
La terza torre, si chiamava Mariamme dal nome della regina, era massiccia fino all'altezza di venti cubiti. Era larga e lunga venti cubiti. La parte superiore abitabile era più sontuosa e decorata. Re Erode, nel costruirla, credette che questa la torre, dedicata ad una donna, dovesse essere più bella e ornata di quelle che portavano nomi maschili, sebbene risultasse meno robusta. Complessivamente l'altezza di quest'ultima torre era di cinquantacinque cubiti (24,4 metri).
Le tre torri menzionate erano veramente di grandiose proporzioni, inserite nelle mura antiche, sopra una base rialzata oltre alla quale si ergevano per almeno altri trenta cubiti. Imponenti erano anche i blocchi con cui erano state costruite, poiché non si trattava di materiale comune, ma di marmo bianco. Ciascun blocco era lungo venti cubiti, largo dieci e spesso cinque. Erano molto ben connessi tra loro, tanto che ogni torre sembrava costruita quasi fosse un unico monolito, tanto da risultare impercettibile la connessione delle varie parti.

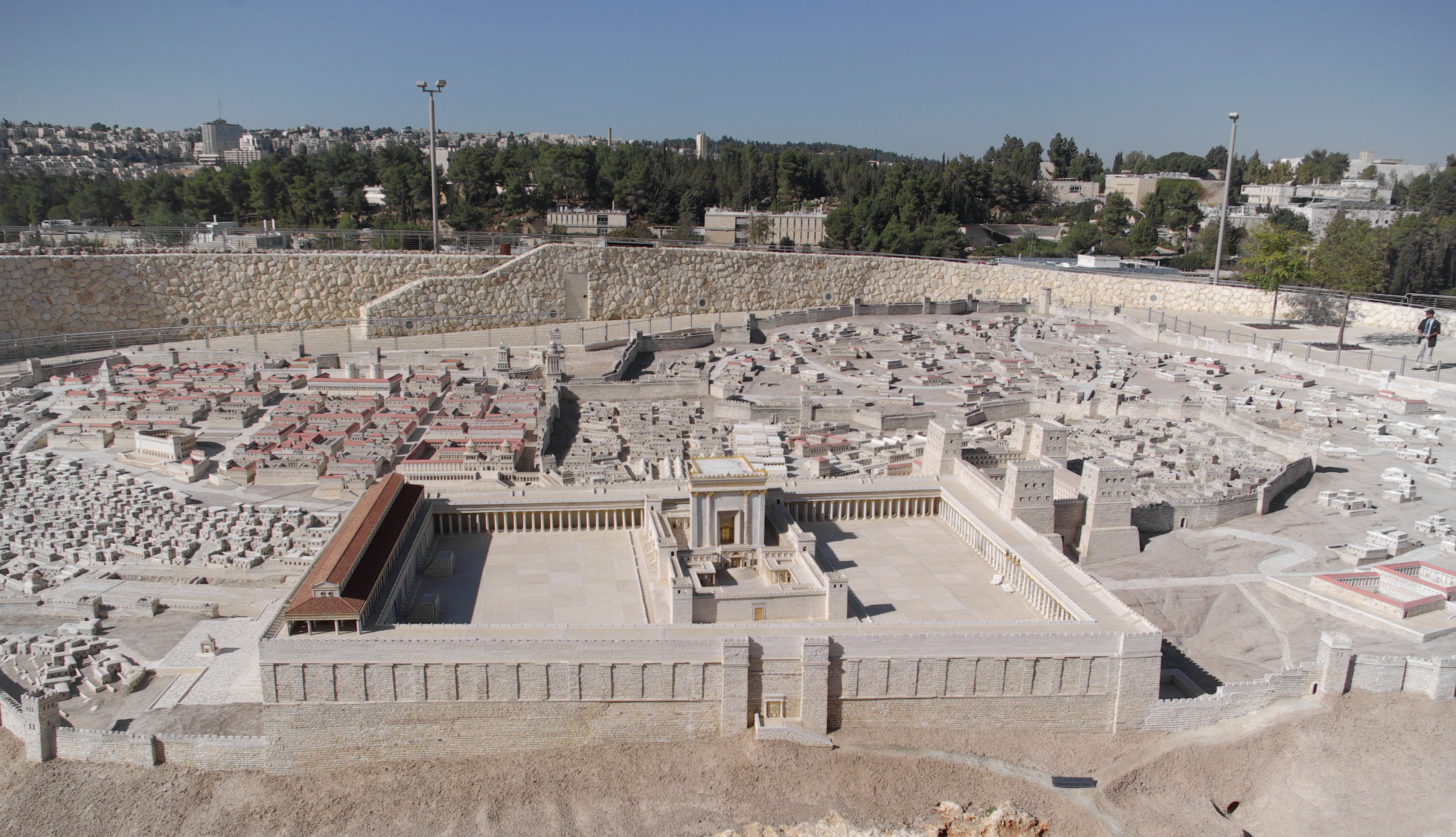
Panoramica ricostruttiva del grande tempio di Gerusalemme (al centro)

A sud di questa linea di torri, si trovava il palazzo reale, edificio meraviglioso per magnificenza. Era circondato tutt'intorno da mura alte trenta cubiti, dotate ad intervalli regolari di una serie di torri. Conteneva enormi saloni, camere da letto per almeno cento ospiti. All'interno una quantità indescrivibile di varietà di marmi, soffitti mirabili per la lunghezza delle travi e per la ricchezza degli ornamenti, con numerosi appartamenti ciascuno di forme diverse, tutti riccamente arredati con oggetti di argento e d'oro. Intorno al palazzo si trovavano numerosi porticati, ciascuno con colonne diverse, e molti spazi immersi nel verde di alberi che formavano lunghi viali fiancheggiati da profondi canali e laghetti, arricchiti da numerose statue di bronzo da cui zampillava l'acqua. Intorno alle fontane si trovavano numerose casette per colombi domestici. Molto di questa meraviglia andò però distrutto, non tanto dai Romani, ma dalla lotta interna tra le fazioni, quando venne appiccato l'incendio all'Antonia che poi si propagò alla reggia ed ai tetti delle tre torri.
Il Grande Tempio, sorgeva su una collina imprendibile, anche se ai primordi la spianata sulla sommità era appena sufficiente a contenere il santuario e l'altare, poiché tutto intorno vi erano profondi burroni. Re Salomone, che fu il fondatore del Tempio, innalzò sul lato orientale un bastione alla sommità del quale vi costruì un portico. Nel corso dei secoli seguenti il popolo di Gerusalemme continuò a trasportare terra, allargando sempre più la spianata sulla cima. Fu così che procedettero prima ad abbattere il muro settentrionale, poi allargarono lo spiazzo andando ad includere col tempo il recinto dell'intero Tempio. In seguito costruirono anche sugli altri tre lati della collina dei bastioni, vi racchiusero il santuario. Dove il terreno circostante era maggiormente scosceso e profondo, il bastione fu innalzato per trecento cubiti (133 metri) e in alcuni punti anche di più. I blocchi usati in questi lavori misuravano fino a quaranta cubiti (17,8 metri).
Tutti i portici avevano un doppio ordine di colonne alte venticinque cubiti (ciascuna di un solo pezzo di marmo bianchissimo), con i soffitti rivestiti di pannelli di cedro. La larghezza dei portici era di trenta cubiti e il loro perimetro complessivo, che racchiudeva anche la fortezza Antonia, era di sei stadi. All'interno si ergeva imperioso il grande tempio, come descrittoci da Giuseppe Flavio. L'Antonia si trovava all'angolo tra l'ala settentrionale e quella occidentale del portico che cingeva il tempio, costruita su una rocca alta cinquanta cubiti. Era stata costruita dal re Erode e la rocca era stata coperta da lastre di pietra levigata fin dalla base, sia per apparire bella esteticamente, sia per non dare appoggi a chi avesse voluto scalarla. Il corpo dell'Antonia si elevava per un'altezza di quaranta cubiti e dominava la piazza del tempio. L'interno sembrava una reggia, suddivisa in appartamenti di ogni forma, con portici, bagni e caserme. Aveva agli angoli quattro torri, tutte dell'altezza di cinquanta cubiti, a parte quella dell'angolo sud-orientale, che raggiungeva l'altezza di settanta cubiti. Sui due lati che comunicavano con i portici del tempio aveva delle scale per potervi accedere, ed utilizzate per gli uomini di guardia. Al suo interno era sempre acquartierata una coorte romana, che durante le festività si schierava in armi sopra ai portici per controllare il popolo ed evitare eventuali sommosse. La città aveva poi la propria rocca nel palazzo di Erode. Sulla collina di Bezetha, che era la più elevata della città ed era divisa dall'Antonia, sorse parte della "città nuova".

### Assalto romano alla prima cerchia di mura
Dopo aver descritto le opere difensive di Gerusalemme, Giuseppe Flavio ricorda che i Romani, dopo quattro giorni di lavoro in seguito agli scontri avvenuti presso le "Torri delle Donne", erano riusciti a spianare il terreno fino alle mura della città. Tito, non volendo far passare nuovi pericoli alle salmerie (impedimenta), schierò le sue forze di fronte al settore settentrionale e occidentale delle mura: tale schieramento era composto da sette fila di soldati, davanti i fanti e dietro i cavalieri, gli uni e gli altri su tre file; in mezzo stavano i frombolieri, che costituivano la settima fila. E così i carriaggi delle tre legioni e la massa di addetti poterono passare senza correre pericolo. Poi Tito andò ad accamparsi a circa due stadi di distanza dal muro, sull'angolo dove questo piega da settentrione ad occidente, di fronte alla torre chiamata Psefino. L'altra parte dell'esercito si accampò di fronte alla torre chiamata Ippico, sempre a due stadi dalla città. La legio X Fretensis continuò invece a rimanere accampata sul Monte degli Ulivi.

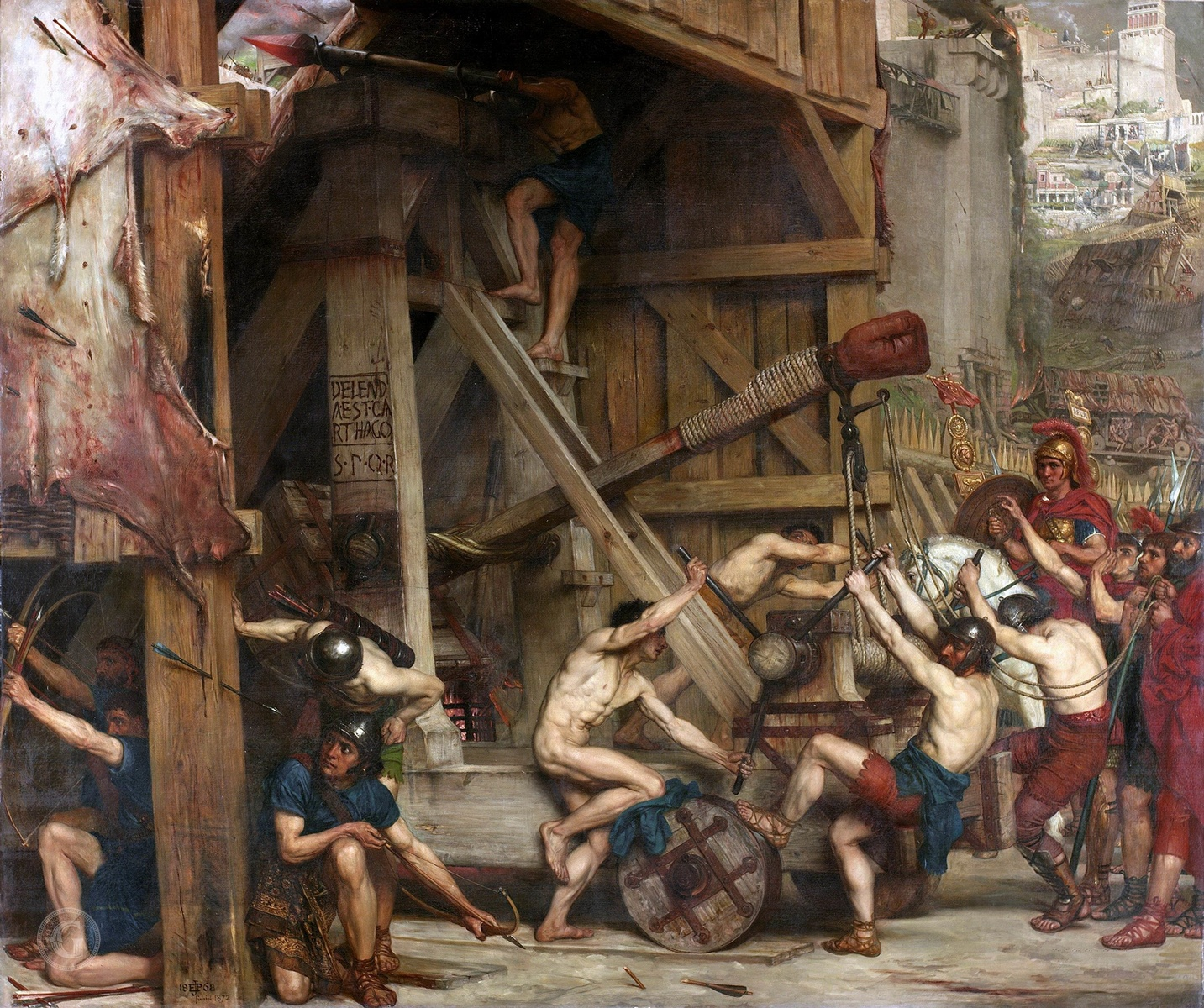
Rappresentazione di Edward Poynter dell'assedio di Gerusalemme (sullo sfondo). In primo piano una catapulta ed una torre romana

Tito insieme ad una scorta di cavalieri scelti, poco dopo, decise di costeggiare la cerchia muraria per cercare il luogo più adatto a sferrare l'attacco alla città. Considerato che da quasi tutti i lati della città si trovavano o profondi burroni (lungo il lato orientale) o mura troppo solide per le macchine d'assedio romane (sul lato occidentale), preferì sferrare l'attacco nel settore di fronte alla tomba del sommo sacerdote Giovanni. Qui le mura sono più basse e la seconda cerchia non si intersecava con la prima, poiché la parte della "città nuova" non densamente popolate non fu fortificata adeguatamente. Da qui era poi facile accostarsi alla terza cerchia muraria, potendo poi assaltare la "città alta", l'Antonia ed infine il santuario.
Tornato dall'ispezione attorno alle mura, Tito ordinò alle legioni di devastare l'intero territorio circostante alla città e di raccoglierne tutto il legname possibile per costruire numerosi terrapieni. Divise l'esercito in tre parti e negli intervalli fra i terrapieni schierò i lanciatori di giavellotto e gli arcieri (sagittarii); davanti a loro l'artiglieria pesante (catapulte e baliste) per limitare al minimo ogni possibile sortita da parte dei difensori. Intanto il popolo di Gerusalemme, che era stato per tanto tempo preso di mira dalla soldataglia delle tre fazioni interne alla città, riprese animo, sperando di avere una tregua ora che tutti erano occupati a difendersi dai Romani, e di potersi vendicare, qualora i Romani avessero vinto.
Intanto tra gli assediati, Giovanni non si muoveva contro i Romani per timore di Simone. Quest'ultimo invece mise in posizione sul muro le proprie artiglierie, comprese quelle sottratte al generale romano Cestio e quelle della guarnigione romana dell'Antonia. La verità è che pochi furono in grado di utilizzarle, istruiti dai disertori, riuscendo a lanciare dall'alto delle mura pietre e dardi, e colpendo i Romani che lavoravano ai terrapieni. Altri invece diedero l'assalto all'armata romana facendo piccole sortite di disturbo.
I Romani, impegnati nei lavori, cercavano riparo dietro a graticci stesi sopra le palizzate e respingevano gli assalti giudei anche grazie alla loro artiglieria. Tutte le legioni ne avevano un certo numero in dotazione, ma soprattutto la legio X Fretensis aveva catapulte più potenti e baliste più grosse, utili anche per contrattaccare i difensori sulle alte mura. Scagliavano pietre del peso di un talento (quasi 33 kg) e con una gittata fino a due stadi (370 metri) e oltre. I loro colpi erano così potenti da abbattere non solo la prima fila ma anche quelli che si trovavano alle loro spalle per un largo tratto.
I Giudei inizialmente provarono ad evitare i proiettili poiché, essendo di pietra bianca, non solo si sentivano arrivare grazie al forte sibilo, ma era possibile vederli da lontano per la loro lucentezza. Le loro sentinelle poste a guardia delle torri, quando l'ordigno veniva lanciato, davano l'allarme gridando: “Arriva il figlio!”. Subito dopo, quelli su cui stava piombando addosso si mettevano in salvo correndo lontano e gettandosi a terra, evitando il più delle volte i proiettili.
I Romani allora decisero di colorare i proiettili di nero, in modo che fosse maggiormente difficile riuscire a scorgerli da lontano. Questo espediente permise loro di fare molte vittime tra i Giudei con un sol colpo. Ma questi ultimi, pur subendo continue perdite, non permisero ai Romani d'innalzare liberamente i loro terrapieni, continuando con le loro azioni di disturbo di giorno, ma anche di notte.
Innalzati i terrapieni, il genio misurò la distanza dalla prima cerchia di mura lanciando un piombino legato a un filo, poi dispose di accostarvi le elepoli. subito dopo Tito fece avvicinare le artiglierie per proteggere l'azione dei suoi sotto le mura nemiche, dando l'ordine di lanciare. Da tre parti un grandissimo fragore si alzò sulla città per l'assalto combinato dei Romani ed un grande terrore scosse i ribelli, i quali, trovandosi ormai esposti a un comune pericolo, decisero finalmente di unire le forze per la comune difesa. Così Simone fece sapere a quelli del tempio, che potevano unirsi a loro per difendere le mura, e Giovanni, pur non fidandosi completamente, permise loro di andare.

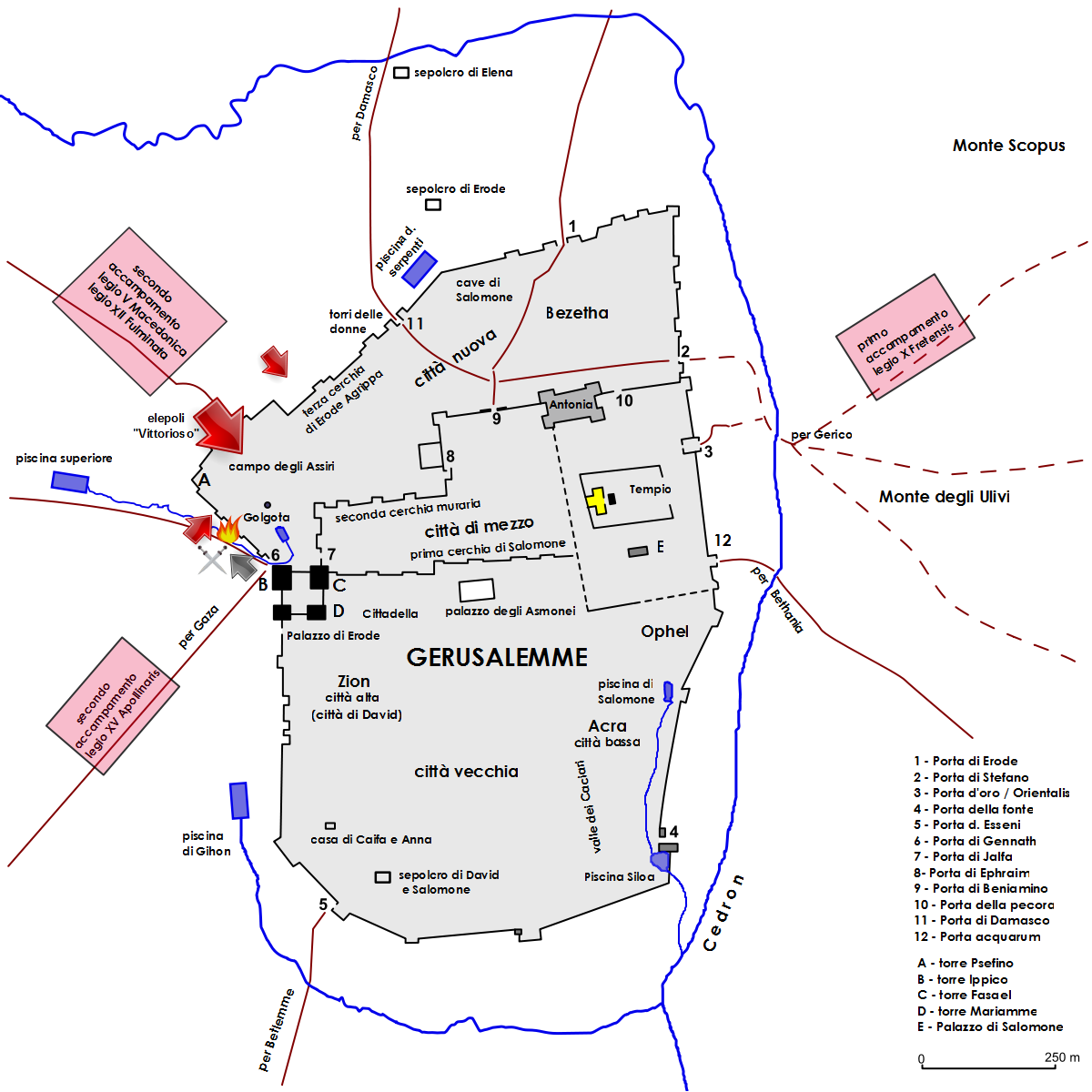
La terza fase del lungo assedio vide i Romani sfondare la prima cinta muraria e penetrare nella "città nuova", grazie all'elepoli chiamato "vittorioso"

Le due fazioni interne a Gerusalemme, messe da parte le rivalità, presero posizione sulle mura e lanciarono un gran numero di proiettili incendiari contro le macchine d'assedio romane, mentre i Romani spingevano le loro elepoli. I più coraggiosi tra i Giudei, si avventuravano anche in sortite fuori dalle mura, strappando i graticci delle macchine e avventandosi contro i serventi romani, riuscendo spesso a sopraffarli. Intanto Tito accorreva ovunque per sostenere di persona i singoli reparti in difficoltà, collocando su entrambi i fianchi delle macchine d'assedio, reparti di cavalleria e di arcieri, riuscendo a proteggerli e permettendo alle elepoli di avanzare e colpire le mura nemiche. Le mura però resistevano ai colpi e l'ariete della legio XV Apollinaris riuscì solo a frantumare lo spigolo di una torre.
I Giudei sospesero provvisoriamente le sortite, aspettando che i Romani, credendo che i nemici si fossero ritirati, si rilassassero e tornassero ai lavori sui terrapieni e, in parte, rientrassero nei loro accampamenti. Quando ciò accadde, tornarono all'assalto fuori dalle mura attraverso una porta nascosta presso la torre Ippico, spingendosi ad incendiare le opere d'assedio romane fino addirittura ai loro accampamenti. L'audacia dei Giudei non permise ai Romani, almeno inizialmente, di organizzare un'adeguata difesa, tanto che molti furono travolti da questo assalto inaspettato.
Attorno alle macchine d'assedio infuriò una violenta battaglia, dove i Giudei cercavano di appiccarvi il fuoco, i Romani di impedirglielo. Molti erano quelli che cadevano nelle prime file, ma il furore giudeo ebbe il sopravvento ed il fuoco cominciò a divampare sulle opere d'assedio romane, col rischio di distruggerle completamente, se non fosse intervenuta prima la legione di Alessandria (legio XV Apollinaris) e poi lo stesso Tito con i più forti reparti di cavalleria.
(Giuseppe Flavio, La guerra giudaica, V, 6.5.288-289.)
Al termine della ritirata, Giovanni, a capo degli Idumei, un uomo straordinario per valore e intelligenza, fu colpito al petto davanti alle mura, da un arciere arabo e morì sul colpo.
La notte successiva, una delle tre torri romane, alte cinquanta cubiti che erano state poste su ciascun terrapieno, crollò da sola. Ciò produsse un grande fragore che portò scompiglio nell'esercito romano, tanto che tutti corsero alle armi nella totale confusione generale, pensando si trattasse di un attacco nemico. Lo scompiglio ed il panico continuarono fino a quando Tito comprese cosa era realmente accaduto e, comunicandolo alle legioni, ripristinò l'ordine e la calma.
I combattimenti proseguirono e videro i Giudei che, per opponendo una valorosa resistenza, subivano gravi perdite dalle torri, essendo esposti al tiro dell'artiglieria leggera romana, dei lanciatori di giavellotto, degli arcieri e dei frombolieri. Avevano, quindi, grande difficoltà a causa dell'esagerata altezza delle stesse e poiché risultava pressoché impossibile eliminarle, considerata la loro mole, peso, e la difficoltà nell'appiccarvi il fuoco, visto che erano ricoperte di ferro. Se poi i Giudei si fossero ritirati per evitare di essere sotto il costante tiro dei Romani, non avrebbero più potuto ostacolare l'azione degli arieti, che piano piano stavano cominciando a sgretolare le pareti delle mura cittadine.
(Giuseppe Flavio, La guerra giudaica, V, 7.2.299-300.)
I Romani così poterono cominciare ad arrampicarsi lungo la breccia prodotta da "Vittorioso", mentre i Giudei abbandonarono le loro postazioni e si rifugiarono entro la seconda cerchia di mura. Subito dopo vennero aperte le porte della prima cerchia ed i Romani poterono entrare con tutto l'esercito. Così dopo quindici giorni - era il sette del mese di Artemisio - Tito si impadronì della prima cerchia, che venne distrutta quasi per intero, insieme con buona parte della "città nuova" (quartiere settentrionale), che in passato era già stata devastata da Cestio.

### Assalto romano alla seconda cerchia di mura
Tito trasferì l'accampamento all'interno della prima cerchia di mura, nel luogo chiamato "Campo degli assiri", occupando poi tutta l'estensione fino alla valle del Cedron, ma tenendosi fuori tiro dalla seconda cerchia. Poco dopo riprese ad attaccare.
I Giudei da parte loro tornarono a difendersi con accanimento: gli uomini di Giovanni combattevano dalla fortezza Antonia, lungo il portico settentrionale del Tempio e davanti alla tomba del re Alessandro, mentre quelli di Simone lungo la via d'accesso vicino alla tomba del sommo sacerdote Giovanni, fino alla porta dove passava l'acqua diretta alla torre Ippico. Facevano spesso sortite dalle porte, venendo però respinti e subendo pesanti perdite per la miglior preparazione e abilità militare dei Romani, ma riuscivano comunque a difendersi dalle alte mura.

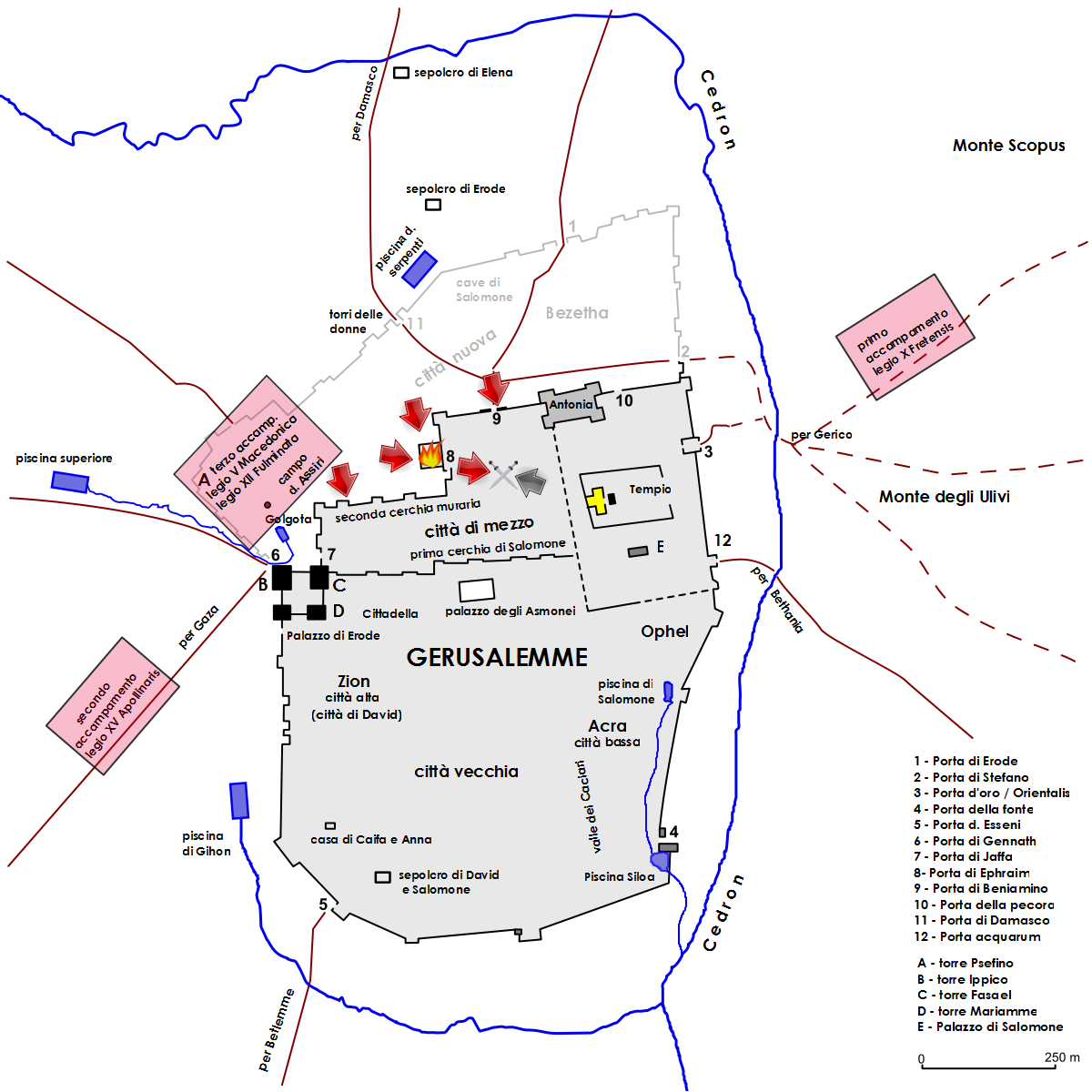
In questa fase i Romani prima sfondarono la seconda cerchia, venendo subito dopo respinti dai Giudei, ma quattro giorni dopo tornarono all'attacco e conquistarono la "città di mezzo". Anche le mura della seconda cerchia vennero abbattute

E così le giornate trascorrevano tra continui attacchi, battaglie lungo le mura, sortite di grossi reparti e scontri di ogni genere. Non sempre la notte costituiva un momento di tregua per chi combatteva fin dall'alba, risultando per entrambi insonne, poiché i Giudei temevano un assalto alle mura da un momento con l'altro, i Romani al loro stesso accampamento. E al primo chiarore, imbracciavano le armi, pronti a dar battaglia. E se i Giudei facevano a gara, esponendosi al pericolo in prima fila per guadagnarsi l'approvazione dei loro comandanti, i Romani non erano da meno, poiché erano spronati dall'abitudine a vincere, dalle continue campagne militari ed esercitazioni, ma soprattutto da Tito che era sempre al loro fianco. Giuseppe Flavio racconta di un episodio di valore di un soldato romano:
(Giuseppe Flavio, La guerra giudaica, V, 7.3.312-314.)
Anche i Giudei mostravano pari valore, incuranti della morte. Tito però, che si preoccupava della sicurezza dei suoi soldati, in funzione della vittoria finale, dichiarò che l'essere incauti era da biasimare, mentre il vero valore era la prudenza nell'evitare inutili rischi, comandando a tutti di comportarsi di conseguenza.
A questo punto il generale romano dispose di accostare l'elepoli alla torre di mezzo del muro settentrionale, sulla quale era rimasto un giudeo di nome Castore, insieme ad altri dieci, mentre gli altri si erano ritirati per proteggersi dal tiro degli arcieri romani. Costoro riuscirono con l'inganno, facendo credere a Tito di volersi arrendere, a rallentare l'avanzata romana. Quando Tito se ne avvide, riconobbe che la compassione in guerra era stata dannosa e, furente per essere stato preso in giro, diede ordine di rimettere in azione l'elepoli con maggior violenza. Quando poi la torre nemica cominciò a cedere, Castore e i suoi uomini vi appiccarono il fuoco e si lanciarono tra le fiamme per raggiungere il sottostante riparo.
Cinque giorni dopo l'espugnazione della prima cinta muraria, Tito conquistò anche la seconda cinta di questo settore. E mentre i Giudei si ritiravano in fuga, egli penetrò con mille legionari e truppe scelte nella parte della "città nuova" in cui si trovava il mercato della lana, le officine dei fabbri e il mercato delle vesti, tra strette vie. Entrato nel quartiere, non permise a nessuno, né di mettere a morte alcun prigioniero, né d'incendiare le abitazioni; al contrario offrì ai ribelli la possibilità di uscire allo scoperto per affrontarlo e misurarsi in battaglia senza coinvolgere il popolo; egli voleva infatti conservare sia la città, sia il Tempio. Ma mentre il popolo era favorevole alle sue proposte, i rivoluzionari pensarono che Tito non fosse in grado di espugnare il resto della città e che stesse provando a trattare la loro resa.
Così i ribelli minacciarono di morte il popolo, qualora avesse deciso di arrendersi, e si gettarono sui Romani con un attacco improvviso: alcuni vennero affrontati nelle strette vie, altri bersagliati dalle abitazioni. Quelli invece che si trovavano oltre la seconda cerchia, vennero assaliti dalle vicine porte con una sortita, tanto che quelli posti a guardia delle mura fuggirono fino al vicino accampamento. Se non fosse intervenuto Tito, tutti coloro che si aggiravano per le strette vie della "città nuova", sarebbero stati massacrati dai ribelli. Cesare, infatti, dopo aver disposto gli arcieri agli sbocchi delle vie, si pose nel luogo dove maggiore era la calca e bloccò l'avanzata nemica fino a quando tutti i suoi soldati furono posti in salvo.
Così i Romani, che erano riusciti a penetrare nella seconda cerchia di mura, vennero respinti ed i ribelli tornarono a prendere animo per il successo ottenuto. Ma i Romani non mollarono la presa e provarono subito ad aprirsi un nuovo varco. Nei tre giorni successivi i Giudei riuscirono a fermarli, battendosi valorosamente, rafforzando le difese e ponendosi a protezione della breccia, ma al quarto giorno non furono più in grado di resistere all'impeto delle legioni romane e, sopraffatti, furono costretti a ritirarsi all'interno della terza ed ultima cerchia. Tito, impadronitosi ancora una volta del secondo muro, ne fece immediatamente abbattere tutta la parte settentrionale (la più orientale) e, posti dei presidi sulle torri della parte meridionale, studiò un piano per espugnare l'ultima cerchia.

### Breve tregua romana
Tito preferì sospendere per un poco l'assedio, offrendo ai ribelli il tempo per riflettere se non fosse il caso di arrendersi, considerata la minaccia della fame. E così giunto il giorno della distribuzione della paga ai soldati romani, dispose di schierare l'esercito in un luogo dove i nemici potessero vederlo e mettere in bella mostra il fatto di distribuire gli stipendi. E così i legionari indossarono le loro armi ed armature da parata, che essi utilizzavano solo in speciali occasioni, mentre i cavalieri condussero i loro cavalli tutti bardati. La parata militare rifulse di argento e d'oro, risultando terrificante per il nemico giudeo che si affacciava dalle antiche mura e dal lato settentrionale del tempio. Giuseppe Flavio sostiene che:
(Giuseppe Flavio, La guerra giudaica, V, 9.1.354.)

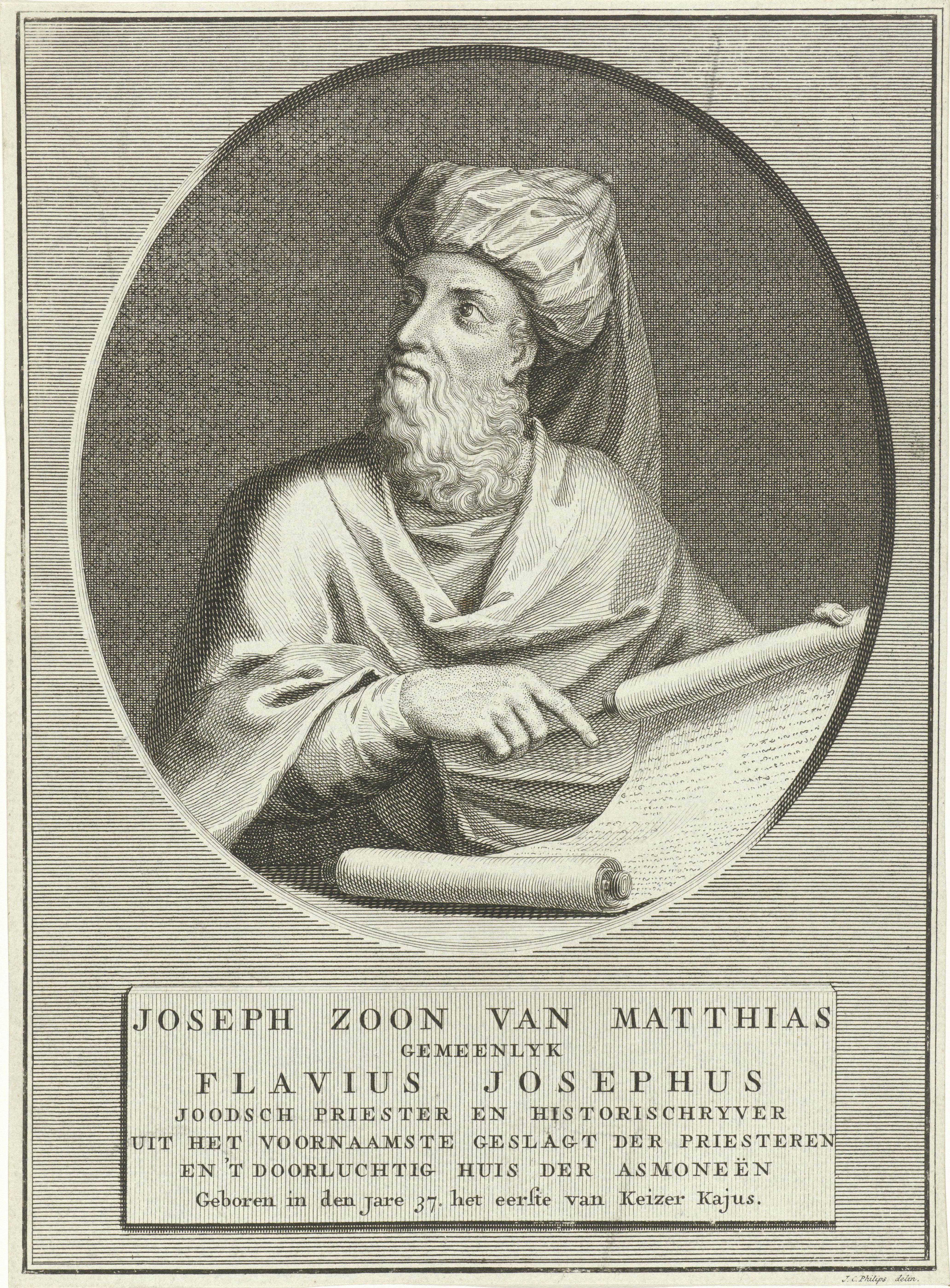
Ritratto di Giuseppe Flavio, che fece il possibile per salvare il popolo di Gerusalemme dal martirio dei ribelli e dalla distruzione dei Romani.

In quattro giorni i Romani riscossero lo stipendio, legione per legione; al quinto, poiché nessuna proposta di pace giungeva dai Giudei, Tito divise le legioni in due gruppi e cominciò a elevare i terrapieni di fronte alla fortezza Antonia e alla tomba di Giovanni (a nord ovest della porta di Jaffa), con l'obiettivo di assaltare la città da entrambe queste parti, per poi penetrare attraverso l'Antonia nel tempio. Il compito di costruire due terrapieni in ciascuno di questi due punti, venne affidato a ciascuna legione.
Quelli che lavoravano presso il monumento di Giovanni erano costantemente ostacolati dalle sortite degli Idumei e dei ribelli di Simone; quelli che lavoravano di fronte all'Antonia, dalle forze di Giovanni e dagli Zeloti. I Giudei, poi tutti insieme, martellavano i Romani con continui lanci di proiettili, ora che avevano imparato a usare le macchine. Essi avevano infatti trecento catapulte e quaranta baliste, con cui ostacolavano quotidianamente i lavori di riempimento dei Romani.
Tito, però, sempre non trascurando il fatto di poter convincere i Giudei a porre fine alle ostilità, alternava all'azione di guerra i consigli, invitandoli personalmente a salvarsi e consegnando la città, da troppo tempo sotto assedio e ormai presa. Decise allora di inviare Giuseppe a parlamentare con loro, ritenendo che forse si sarebbero lasciati convincere da uno di loro.
Giuseppe, seguendo il perimetro del muro a una distanza di sicurezza, pregò a lungo i Giudei affinché si arrendessero e risparmiassero la patria e il tempio. Disse loro che aveva avuto la garanzia da parte dei Romani che avrebbero rispettavano i loro luoghi sacri, qualora avessero acconsentito a porre fine alla guerra. Ricordò le difficoltà superate dai loro padri nel corso dell'intera storia d'Israele, ma le preghiere a loro rivolte da Giuseppe risultarono inascoltate. Il popolo, al contrario dei ribelli, si sentì incitato a disertare, tanto che alcuni, dopo aver venduto a poco prezzo chi le proprietà, chi gli oggetti di maggior valore, inghiottivano le monete d'oro recuperate per non farle scoprire dai ribelli e fuggivano presso i Romani. E Tito che li accoglieva, permetteva poi loro di andare ovunque volessero e nessuno venne ridotto in schiavitù. Ma gli uomini di Giovanni e di Simone se ne accorsero e impedirono l'uscita di costoro, in alcuni casi anche mettendoli a morte. Intanto la popolazione della città ed i ribelli soffriva sempre più la fame:
(Giuseppe Flavio, La guerra giudaica, V, 10.2-3.427-431.)
La situazione interna alla città risultava così drammatica, con i cittadini costretti a subire continue sopraffazioni da parte dei ribelli. I cittadini più altolocati erano spesso presi di mira e trascinati dinanzi ai capi. Molti erano messi a morte con la falsa accusa di cospirazione o di voler passare dalla parte dei Romani, per appropriarsi delle loro proprietà e ricchezze. Giuseppe Flavio, inorridito per quanto accadeva in città scrisse che:
(Giuseppe Flavio, La guerra giudaica, V, 10.5.442.)

### Inizio dell'assalto romano alla terza cerchia di mura
Intanto progrediva il lavoro dei Romani sui terrapieni, nonostante i legionari subissero gravi e continui colpi da parte dei difensori delle mura, mentre Tito decise di inviare un corpo di cavalleria ad intercettare tutti coloro che uscivano dalla città calandosi per i dirupi in cerca di cibo. Fra questi vi erano anche alcuni ribelli armati, anche se la maggior parte erano poveri popolani che, temendo per la sorte dei propri familiari abbandonati in città in mano ai banditi, non osavano disertare. La fame li rendeva arditi, ma spesso venivano catturati dai Romani che li flagellavano e, dopo aver subito ogni sorta di supplizi, li crocifiggevano di fronte alle mura, quale monito per tutti gli abitanti di Gerusalemme ad arrendersi. Giuseppe Flavio aggiunge:
(Giuseppe Flavio, La guerra giudaica, V, 11.1.450-451.)
I ribelli di fronte a questo spettacolo terrificante non solo non si arresero, ma utilizzarono tale argomento per convincere il resto della popolazione, mostrando loro quale fine avrebbero fatto se fossero passati dalla parte dei Romani. Ma se molti di quelli che avrebbero voluto disertare vennero frenati, qualcuno tentò ugualmente la fuga, preferendo la morte per mano dei nemici, piuttosto che morire di fame all'interno della città. Tito fece mozzare le mani a molti prigionieri, affinché non sembrassero dei disertori, e li inviò da Simone e da Giovanni, esortandoli alla resa per scongiurare la distruzione dell'intera città. Contemporaneamente quando ispezionava i terrapieni, incitava i soldati affinché lavorassero con maggior celerità in vista dell'imminente vittoria finale. A tali esortazioni i Giudei risposero imprecando contro Tito Cesare e contro suo padre, gridando di non aver paura della morte, che avrebbero fatto ai Romani tutto il male possibile, che Dio era loro alleato e tutto dipendeva da Lui.

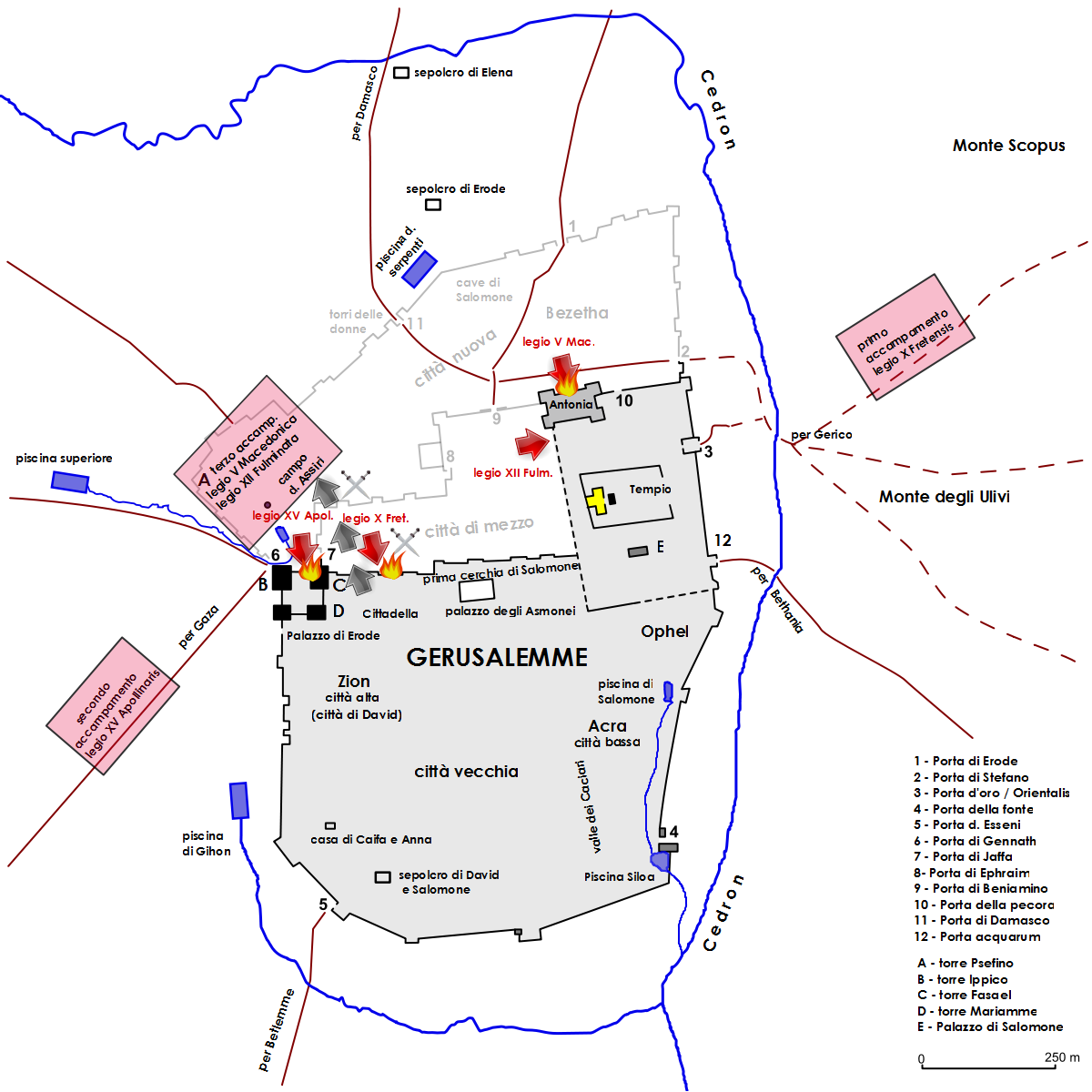
I Romani assaltarono la terza cerchia con due legioni nei pressi della fortezza Antonia ed altre due più ad occidente (non lontano dalla porta di Jaffa). I Giudei riuscirono però a distruggere i loro terrapieni e molte delle macchine d'assedio, ottenendo un breve successo, fin nei pressi degli accampamenti romani. Alla fine però vennero respinti, grazie all'arrivo di Tito.

Nel frattempo giunse un altro alleato dei Romani, Antioco Epifane, inviato dal padre Antioco IV di Commagene, con un buon numero di fanti e una guardia del corpo chiamata "Macedoni", composta da uomini della stessa età (appena usciti dall'adolescenza), di alta statura, armati e addestrati all'uso macedonico, dal quale traevano il loro nome. Giunto di fronte a Gerusalemme esclamò che si meravigliava del perché i Romani esitassero tanto ad attaccare le mura. Antioco Epifane era un guerriero di valore, dotato di una grande forza, che raramente non riusciva a portare a termine le sue più audaci imprese. Tito allora, con un sorriso, gli rispose:
(Giuseppe Flavio, La guerra giudaica, V, 11.3.463.)
Grazie alla sua forza ed esperienza riuscì a schivare i dardi giudei, ma molti dei suoi giovani compagni vennero uccisi o feriti, ostinandosi a battersi senza speranza, fino a quando non furono costretti a ritirarsi, riflettendo che:
(Giuseppe Flavio, La guerra giudaica, V, 11.3.465.)
I Romani, che avevano iniziato ad innalzare i terrapieni il dodici del mese di Artemisio (metà di aprile), li terminarono il ventinove, dopo diciassette giorni di incessanti lavori. Si trattava di quattro immense opere d'assedio: la prima, contro l'Antonia, fu innalzata dalla legio V Macedonica al centro della cisterna chiamata "del passeretto"; la seconda, dalla legio XII Fulminata a distanza di circa venti cubiti (9 metri circa); la terza, dalla legio X Fretensis assai lontano dalle altre due, di fronte al settore settentrionale e alla cisterna chiamata "dei mandorli"; la quarta, dalla legio XV Apollinaris a trenta cubiti di distanza (13,5 metri circa), di fronte al monumento del sommo sacerdote Giovanni Ircano.
E mentre i Romani stavano già portando le macchine sulle rampe d'assedio, Giovanni, che aveva scavato una galleria dall'interno dell'Antonia fin sotto ai terrapieni, dopo averla accuratamente puntellata con pali che reggevano l'opera d'assedio dei Romani, si decise a mettere all'interno della galleria, legna intrinsa di pece e bitume e vi appiccò il fuoco. Quando i pali furono consumati dalle fiamme, la galleria crollò con un tremendo boato e fece sprofondare il terrapieno della legio V Macedonica. Poi le fiamme attecchirono anche sui resti della rampa, divampando liberamente. I Romani, colti alla sprovvista dal grande disastro provocato dai Giudei, proprio mentre credevano di avere la vittoria in pugno, furono raggelati nelle loro speranze di prendere la città. E anche se il fuoco alla fine venne domato, i terrapieni erano ormai sprofondati.
Due giorni dopo, gli uomini di Simone attaccarono anche agli altri terrapieni, dove i Romani erano riusciti ad accostare le elopoli e già "battevano" le mura. Giuseppe Flavio racconta che un Gefteo, con un certo Magassar ed Adiabeno, afferrarono delle torce e si lanciarono contro le macchine d'assedio romane in modo estremamente audace, come mai prima d'ora si era visto.
(Giuseppe Flavio, La guerra giudaica, V, 11.5.476-477.)

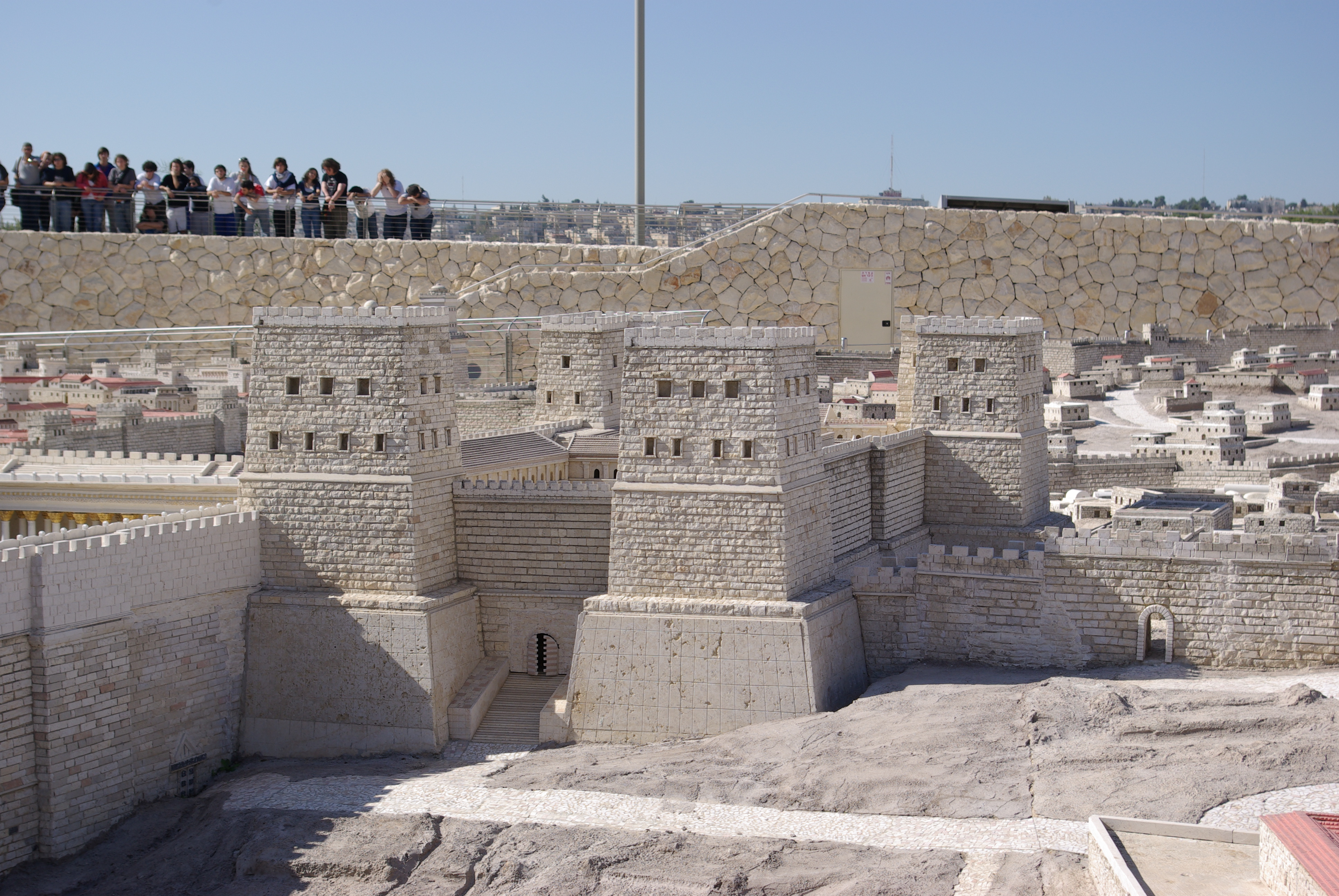
Ricostruzione della fortezza Antonia che resistette strenuamente all'assedio romano.

E quando ormai le fiamme erano alte, i Romani accorsero in massa dagli accampamenti per spegnerle, i Giudei, al contrario, non solo li ostacolarono dall'alto delle mura lanciando numerosi proiettili su di loro, ma uscirono anche in campo aperto per combattere contro coloro che provavano a spegnere l'incendio. E così, se da una parte i Romani provavano a trascinare lontano dal fuoco le elepoli, dall'altra parte i Giudei cercavano di trattenerle aggrappandosi anche ai ferri roventi per il calore, trattenendo gli arieti nemici. Ma poi il fuoco ebbe il sopravvento e i Romani, ormai circondati dalle fiamme, disperando di poter salvare i lavori, si ritirarono negli accampamenti, incalzati dai Giudei, che, sempre più numerosi ed ardimentosi per il successo conseguito, non riuscirono a moderare la loro azione, spingendosi fino ai trinceramenti romani. Qui molti dei soldati romani schierati a guardia degli accampamenti vennero trucidati, ma i restanti reparti tornati indietro dalla ritirata, si schierarono con le catapulte e frenarono la massa di Giudei che sopraggiungeva.
Finalmente per i Romani giunse Tito, di ritorno dall'Antonia, dove era andato per ordinare la ricostruzione di nuovi terrapieni. Dopo aver rimproverato i suoi, ora che si trovavano in pericolo presso i propri accampamenti e che si erano trasformati da assedianti ad assediati, contrattaccò il nemico sui fianchi insieme a reparti di truppe scelte. La battaglia infuriò, tanto che nella mischia la polvere offuscò la vista, il clamore assordò le orecchie e nessuno fu più in grado di distinguere un reparto amico da uno nemico. Alla fine i Romani ebbero i sopravvento, grazie anche al fatto che il loro generale si esponeva in prima fila insieme a loro; ed avrebbero finito per sterminare l'intera massa dei Giudei, se questi non si fossero ritirati in città prima della disfatta. Ma la distruzione dei terrapieni demoralizzò non poco i soldati romani, a cui avevano dedicato tanto tempo e fatica. Molti temettero, infatti, di non essere più in grado di conquistare la città, almeno con le solite macchine d'assedio.

### I Romani costruiscono una circonvallazione attorno alla città
Tito convocò i suoi generali, alcuni dei quali espressero il parere di mettere in campo tutte le forze per prendere d'assalto le mura. Fino a quel momento, infatti, erano stati inviati contro i Giudei solo alcuni reparti isolati. Nel caso fossero stati mossi all'attacco tutti insieme, secondo alcuni, i Giudei non sarebbero stati in grado di resistere all'urto. I più prudenti consigliarono sia di erigere nuovi terrapieni, sia di costruire una circonvallazione intorno alla città per bloccare ogni genere di sortita da parte degli assediati, oltre all'introduzione di viveri, costringendo gli abitanti di Gerusalemme a patire ancor di più la fame, evitando ai Romani di doversi scontrare con un nemico tanto disperato che sembrava aspirasse solo a finire ucciso sopra ad una spada.
Tito allora espresse il proprio parere: se da un lato gli sembrava poco proficuo restare del tutto inoperoso con un esercito tanto imponente, dall'altro giudicava inutile attaccare degli uomini che si stavano ammazzando tra loro. Il generale romano si rendeva altresì conto che vi erano grandi difficoltà:
- nell'innalzare nuovi terrapieni, data la mancanza di legname necessario;[58]
- nell'impedire nuove sortite nemiche, disponendo l'esercito come un "cordone" attorno alla città, vista la grande estensione della stessa e le asperità del terreno, compreso il pericolo di un attacco nemico concentrato presso un unico punto;[58]
- nel tenere sotto controllo tutti i passi conosciuti, per evitare che i Giudei potessero introdurre furtivamente viveri in città, protraendo ulteriormente l'assedio in corso.[58]

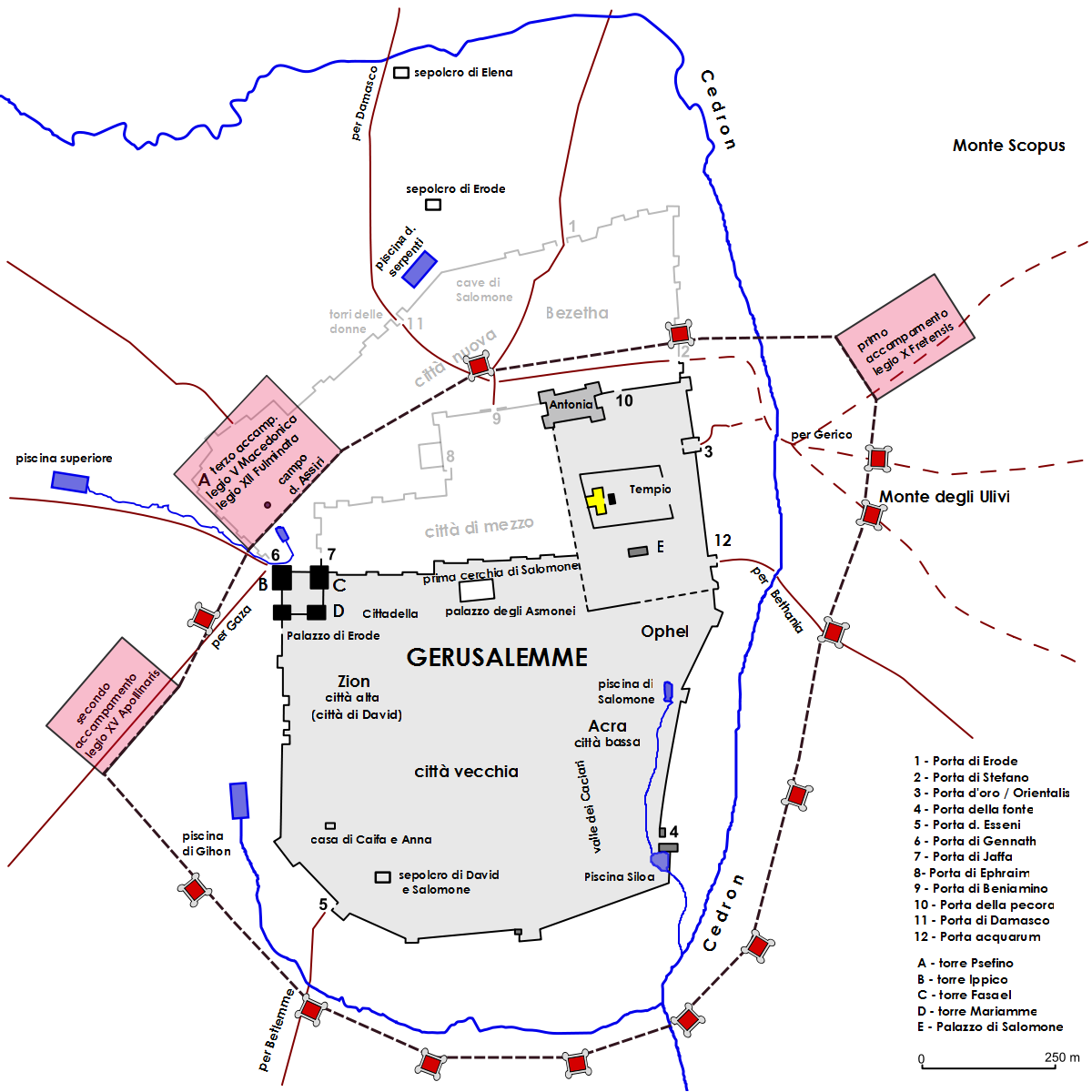
Tito dispose di costruire una circonvallazione tutto intorno alla città, come accadeva raramente se non in casi di particolari difficoltà nell'assedio da parte dei Romani. Basterebbe ricordarne due del passato: l'assedio di Alesia condotto da Giulio Cesare e quello di Numanzia sotto il comando di Scipione Emiliano

Tito si rendeva conto che l'abilità stava nel portare alla vittoria la sua armata nel più breve tempo possibile. Ma se voleva conciliare la rapidità d'azione con la sicurezza per i suoi uomini, era necessario circondare l'intera città con un vallo: solo così sarebbe stato in grado di bloccare tutte le vie d'uscita e, prima o poi, i Giudei si sarebbero arresi, stremati dalla fame. Pensava, inoltre, di riprendere a costruire i terrapieni appena i difensori avessero opposto una minor resistenza.
Avendo persuaso i suoi generali, Tito procedette a ripartire il lavoro fra le diverse legioni. I soldati, presi da un ardore sovrumano quando vennero assegnati i diversi settori della circonvallazione, non soltanto gareggiarono fra loro, ma anche tra reparti di una stessa legione, dove ogni semplice miles si sforzava di guadagnarsi l'elogio del proprio decurione (posto a capo di un contubernium), quest'ultimo del proprio centurione, il quale a sua volta cercava l'approvazione del proprio tribunus militum, che la cercava presso il proprio legatus legionis (a capo di ogni legione). Dei quattro legati legionis, Tito ne era il giudice indiscusso. Egli ogni giorno compiva numerosi giri d'ispezione alle opere d'assedio in corso per controllare lo stato dei lavori.
La circonvallazione cominciava dal "Campo degli assiri", dove si trovava l'accampamento del comandante in capo, poi girava verso la parte più bassa della "Città Nuova", di lì attraverso la valle del Cedron raggiungeva il monte degli Olivi (presso l'accampamento della legio X Fretensis); piegava quindi verso sud, racchiudendo il monte fino alla rupe chiamata Colombaia e la vicina collina che dominava i pendii della fonte Siloa; da qui volgeva ad Occidente, scendendo nella valle della fonte e risaliva lungo il monumento del sommo sacerdote Anano, volgendo verso nord; raggiunta una località chiamata "Casa dei Ceci", cingeva il monumento di Erode, volgeva ad Oriente e si ricollegava all'accampamento da dove era partito.
Questo vallo aveva la lunghezza di trentanove stadi (pari a 7,200 km) e comprendeva, verso l'esterno, tredici fortini i cui perimetri assommavano complessivamente a dieci stadi (1,85 km; dove ogni fortino aveva lati pari a 35 metri circa). Cosa incredibile, l'intero lavoro venne condotto a termine in tre giorni. Chiusa così la città dentro questa cerchia e collocate le guarnigioni nei fortini, Tito riservò per sé l'ispezione del primo turno di guardia durante la notte, affidò il secondo turno a Tiberio Giulio Alessandro, mentre il terzo venne assegnato per sorteggio ai quattro diversi generali (legati legionis). Anche per gli uomini di guardia erano sorteggiate le ore di riposo, mentre durante l'intera notte erano obbligati a pattugliare le fortificazioni tra un fortino e l'altro.
Ai Giudei veniva così preclusa ogni speranza di salvezza, mentre la fame continuava a mietere vittime ed intere casate con sempre maggior frequenza. Nelle case si osservavano donne e bambini consunti, per le strade vecchi ridotti a pelle e ossa, i ragazzi avevano invece i corpi come tumefatti e si aggiravano nelle piazze come fantasmi, fino a quando non stramazzavano al suolo privi di vita. Molti non avevano neppure la forza per seppellire i propri parenti, altri cadevano morti sopra quelli che stavano seppellendo. La città era così percorsa da un profondo silenzio e la notte piena di morte.
I ribelli invece scassinavano le case, trasformatesi in sepolcri, e spogliavano i morti anche degli indumenti. Trafiggevano anche chi non era ancora morto, non si curavano invece di quelli che li supplicavano di ucciderli per mettere fine alle loro sofferenze, lasciandoli morire di fame. I ribelli, ancora, inizialmente disposero che i cadaveri fossero sepolti a spese pubbliche, non sopportandone il fetore, ma quando furono troppo numerosi, li fecero lanciare dall'alto delle mura nei burroni.

### L'Antonia cade in mano romana
Quando Tito vide, nei suoi giri d'ispezione, che i burroni erano pieni di cadaveri e, sotto i corpi putrefatti, scorreva un denso liquame, ebbe pena per questa orrenda strage e levò le mani al cielo, quasi che Dio gli fosse testimone che tutto ciò non era opera sua, ma dei ribelli. Questa era la situazione in città. I Romani invece avevano il morale altissimo, poiché erano riforniti abbondantemente di grano e di quant'altro a loro fosse necessario dalla vicina Siria e dalle altre province romane vicine. Molti si disponevano di fronte alle mura e mettevano in bella mostra una gran quantità di viveri, stimolando la fame dei nemici con la loro sazietà.
Ma Tito, vedendo che i ribelli non cedevano e provando compassione per il popolo di Gerusalemme, preso in ostaggio da quei banditi, tornò ad innalzare nuovi terrapieni, anche se la difficoltà di procurarsi nuovo legname era diventata sempre più difficile, poiché tutti gli alberi intorno alla città erano già stati abbattuti. I legionari dovettero, pertanto, andare alla ricerca di nuovo materiale alla distanza di non meno di novanta stadi (più di 16 km) e cominciarono ad innalzare i terrapieni solo di fronte all'Antonia, divisi in quattro sezioni, molto più grandi delle precedenti.

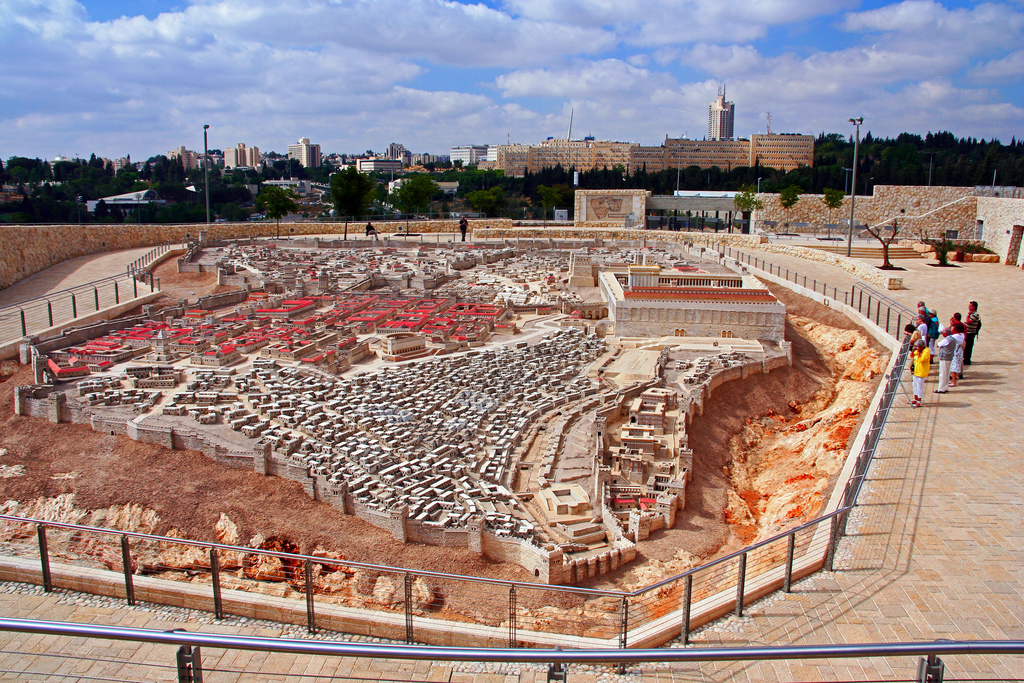
Modello ricostruttivo di Gerusalemme al tempo dell'assedio, con vista dal lato sud dell'Ophel. Gli accampamenti romani si trovavano prevalentemente a nord della città

Giuseppe Flavio racconta di numerosi e terribili episodi che la popolazione di Gerusalemme dovette patire in quei giorni:
- Un certo Mattia, che aveva consegnato la città a Simone bar Giora, non fu risparmiato dalla sua furia omicida; accusato di parteggiare per i Romani insieme con tre figli, perché il quarto era riuscito a rifugiarsi presso Tito, venne ammazzato sopra ai suoi figli, che già erano stati trucidati sotto i suoi occhi.[62]
- Un gruppo di dieci ribelli, capitanati da un certo Giude, preoccupati per la propria sorte, decisero di tradire Simone e consegnare la città ai Romani, invitandoli dall'alto delle mura ad entrare in città. La sorte volle che, un po' il sospetto da parte dei Romani che si trattasse di un tranello, un po' l'essere stati scoperti per tempo da Simone, vennero catturati ed uccisi sotto gli occhi dei Romani e, mutilati i cadaveri, furono scaraventati davanti alle mura.[63]
- Alcuni disertori, per la disperazione, si buttavano giù dalle mura, altri facendo finta di andare all'assalto, cercavano la salvezza presso i Romani. Giunti poi al campo romano, gonfi per il digiuno come se fossero malati d'idropisia, riempivano il loro stomaco vuoto sovraccaricandolo al punto da morire, salvo pochi che seppero dosare l'appetito, visto che il loro corpo non era più abituato al cibo. E quelli che si salvarono, caddero vittima di un'altra sciagura. Uno di loro fu scoperto mentre raccoglieva monete d'oro fra i suoi escrementi, avendole ingerite prima di tentare la fuga. Scopertolo, si diffuse la notizia negli accampamenti, tanto che Arabi e Siri si diedero a sventrarne alcuni per vedere cosa avessero negli intestini.[64] Quando Tito venne informato di questa bestiale ferocia, per poco non diede ordine alla cavalleria di circondare i colpevoli e di massacrarli. Lo trattenne il gran numero di costoro. Convocò, quindi, i comandanti dei corpi ausiliari e delle legioni - poiché anche qualche legionario sembrava coinvolto in questa vicenda - e manifestò il suo sdegno. Ad Arabi e ai Siri espresse la sua collera, perché avevano coinvolto il nome dei Romani con la loro ferocia sanguinaria e per il loro odio nei confronti dei Giudei. A costoro minacciò la pena di morte nel caso in futuro avessero commesso nuovamente tali azioni infamanti, ai legionari impose di trovare i colpevoli e portarli al suo cospetto. Ma ciò che Tito vietò sotto pena di morte, venne continuato nascostamente a danno dei disertori, tanto che alcuni andavano per primi incontro ai fuggiaschi, li trucidavano, li sventravano e traevano dalle budella il loro bottino, sebbene fossero in pochi i "portatori" d'oro. Tale eccidio costrinse molti disertori a cambiare idea.[65]
- Giovanni, quando non ci fu più nulla da portar via al popolo, cominciò a spogliare il tempio, facendo fondere molti doni votivi e oggetti necessari alle cerimonie sacre, non rispettando neppure i vasi per contenere il vino, offerti a suo tempo da Augusto e da sua moglie. Poi usò il vino e l'olio santo, che i sacerdoti conservavano nel tempio, e lo distribuì alla sua banda.[66]
- In quei giorni si rifugiò presso Tito un certo Manneo, figlio di Lazzaro, il quale riferì che attraverso una sola porta, affidata alla sua sorveglianza, nel periodo compreso tra il quattordici del mese di Xanthico (marzo), quando i romani si erano accampati presso la città, e il primo del mese di Panemo (giugno), erano stati portati fuori dalle mura ben 115 800 cadaveri, tutti appartenenti ai ceti più bassi del popolo. Egli li aveva dovuti contare, poiché doveva pagare col pubblico denaro le spese di trasporto. Gli altri erano stati sepolti a costo dei parenti. Dopo Manneo, altri notabili che si rifugiarono presso Tito, riferirono che i cadaveri dei poveri gettati fuori dalle porte, erano complessivamente 600 000, mentre non era possibile fare un conto preciso di tutti gli altri. Poiché infatti non avevano più la forza di trasportare fuori i cadaveri della povera gente, le ammassavano dentro le case più grandi.[11]
- Il costo di una misura di grano costava fino ad un talento (pari a 26 kg d'argento); con il blocco della città, non potendo più uscire per cibarsi con l'erba, alcuni furono costretti a raccogliere lo sterco cercando nelle fogne o tra il vecchio letame bovino, cibandosi di ciò.[11]
- Lo stesso Giuseppe, mentre girava attorno alle mura esortando i Giudei ad arrendersi, fu colpito al capo da una pietra e cadde, perdendo conoscenza. I ribelli, scesi dalle mura per prenderne il corpo, per poco non se ne impadronirono se Tito non avesse inviato prontamente un reparto di soldati in suo soccorso, senza che lo stesso Giuseppe si capacitasse di cosa gli fosse accaduto. Quando poi Giuseppe si riebbe, tornò sotto le mura, gridando contro i ribelli ed incoraggiando il popolo ad aver fiducia. Il suo riapparire rianimò il popolo, portando sgomento tra i ribelli.[67]

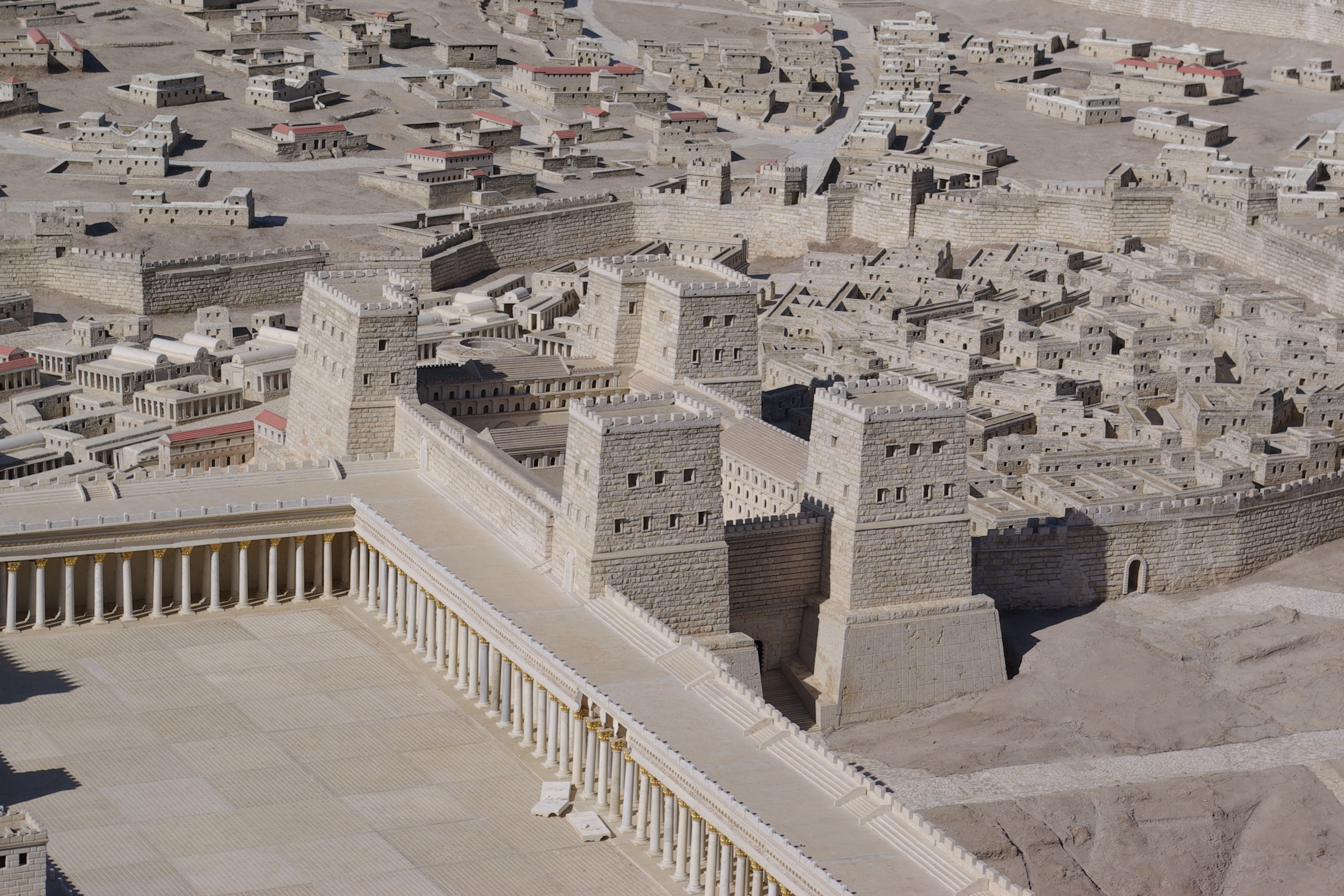
La fortezza Antonia ed il vicino cortile esterno del secondo tempio

E mentre si faceva sempre più drammatica la situazione di Gerusalemme, l'incredibile moltitudine di cadaveri ammonticchiati ovunque per la città emanava un tanfo pestifero e creava i presupposti per un'epidemia. Frattanto i Romani, pur avendo avuto serie difficoltà nel procurarsi il legname necessario, riuscirono in soli ventun giorni a costruire i terrapieni, dopo aver tagliato tutti gli alberi intorno alla città, entro un raggio di novanta stadi, tanto che il paesaggio circostante era diventato desolato, ridotto ad una landa deserta. La guerra aveva così cancellato ogni traccia dell'antico splendore di quella regione della Giudea.
Il portare a termine i terrapieni fu fonte di timore non solo per i Giudei, ma anche per i Romani. I primi sapevano che dovevano distruggerli a tutti i costi col fuoco, pena la distruzione della città; i secondi consideravano di fondamentale importanza per la vittoria finale la costruzione di questi ultimi terrapieni, poiché data la scarsità di legname non sarebbe stato facile reperirne di nuovo, e poi perché ai soldati romani cominciavano a mancare le forze e il morale per le fatiche del lungo assedio.
Frattanto gli uomini di Giovanni, che presidiavano l'Antonia, costruirono opere di fortificazione interna, nel caso in cui il muro esposto agli attacchi romani fosse stato abbattuto, e tentarono a loro volta di portare un attacco ai terrapieni romani, prima che fossero issati sopra gli arieti. Alla fine, seppure armati di fiaccole incendiarie, desistettero dall'avvicinarsi e tornarono indietro. I Giudei infatti trovarono un "muro" di legionari schierati a difesa dei terrapieni, così fitto da non lasciar nessuno spiraglio a chi volesse incunearsi per appiccarvi il fuoco, ognuno pronto a morire piuttosto che abbandonare la propria posizione. I Romani sapevano che, qualora quei terrapieni fossero andati distrutti, ciò avrebbe causato il definitivo crollo delle loro speranze di raggiungere la vittoria finale. Allo stesso modo fu molto efficace il sostegno dell'artiglieria romana, sotto il cui tiro i Giudei furono costantemente presi di mira.
Dei Giudei che riuscirono a oltrepassare il "fuoco di sbarramento" romano, alcuni indietreggiarono prima del "corpo a corpo", annichiliti alla vista della ferrea disciplina dell'armata romana, schierata a ranghi serrati; altri sotto i colpi dei giavellotti romani. Fu così che alla fine si ritirarono senza aver concluso nulla. Quest'azione venne tentata nel mese di Panemo (giugno).
Non appena i Giudei si ritirarono, i Romani passarono al contrattacco, mettendo in posizione le elepoli, sebbene fossero sottoposti al costante lancio di pietre, fuoco, ferro e quant'altro, dall'alto della fortezza Antonia. Le mura di quest'ultima resistettero ai terribili colpi delle elepoli romane, anche se i Romani erano colpiti dalle pietre gettate contro di loro dall'alto. Alla fine però, riparandosi il corpo sotto gli scudi, a forza di mani e di paletti, riuscirono a scalzare le fondamenta della fortezza ed a rimuovere quattro grossi blocchi. La notte pose fine all'azione di entrambe le parti, ma nel corso della stessa, le mura crollarono d'improvviso. Ciò fu dovuto soprattutto sia per i continui colpi degli arieti romani del giorno antecedente, sia per il cedimento del terreno, sotto il quale Giovanni aveva fatto costruire una galleria per causare il crollo dei terrapieni.
I Giudei, che avrebbero dovuto rimanere demoralizzati, al contrario, avendo adottato le opportune contromisure al crollo, ripresero animo quando videro che l'Antonia rimaneva ancora in piedi. I Romani invece furono delusi, dopo un iniziale momento di euforia, quando videro un altro muro alle spalle di quello appena crollato. Sicuramente assaltare questo secondo muro si presentava più facile, perché sarebbe stato più agevole scalarlo sulle macerie del precedente e molto più debole, trattandosi di un'opera eseguita così rapidamente. Ma nessuno aveva il coraggio di dar per primo la scalata poiché sarebbe andato incontro a morte certa.

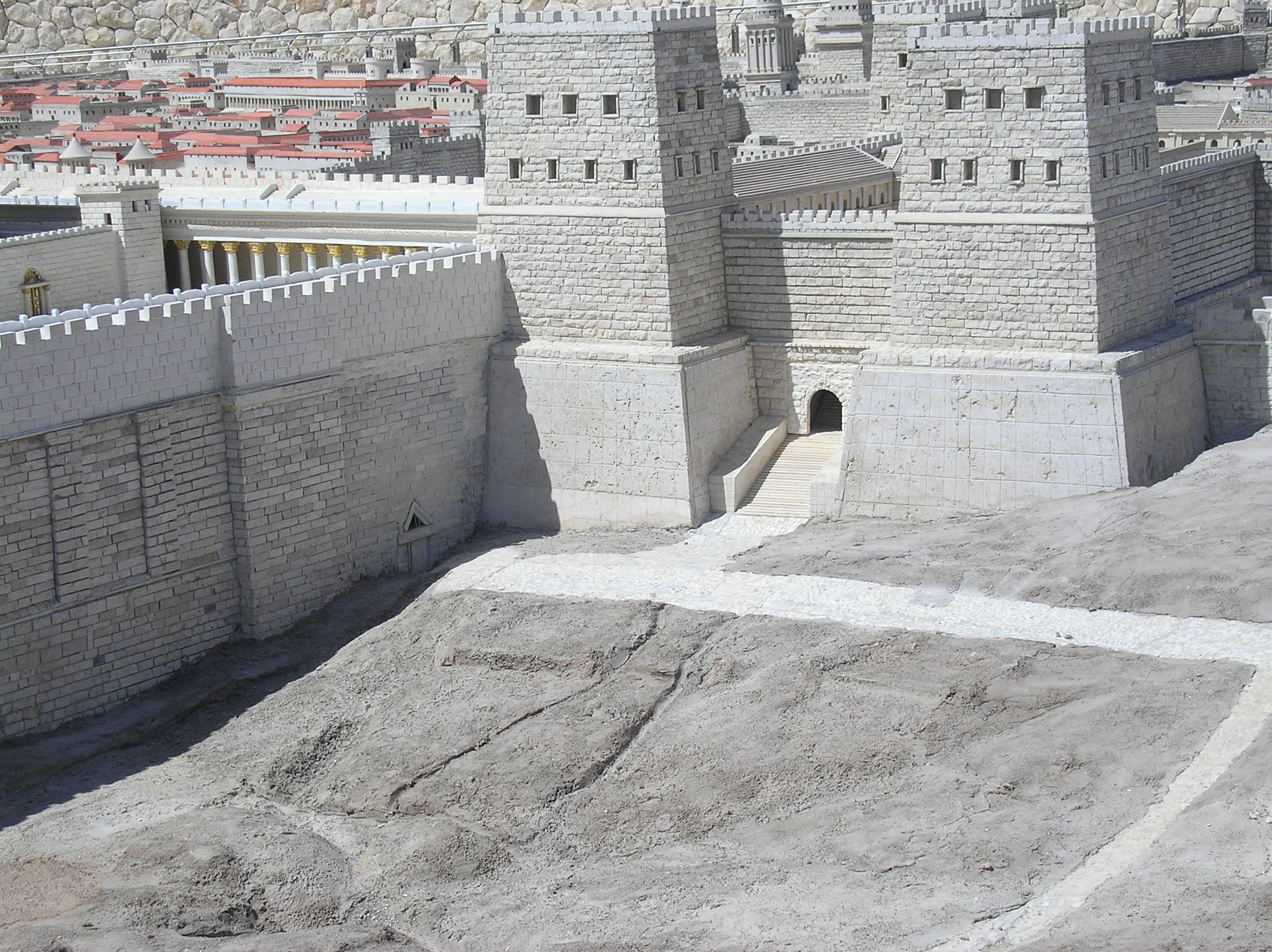
La fortezza Antonia vista dal lato orientale. Sulla sinistra il cortile interno del secondo tempio

Allora Tito, ritenendo che spesso le esortazioni e le promesse fanno dimenticare i pericoli e disprezzare la morte, raccolse i più valorosi e li esortò a compiere questa difficile impresa, ormai prossimi alla vittoria finale. Egli, pur riconoscendo la difficoltà nel dare la scalata alle mura, aggiunse che non avrebbe lasciato senza compenso chi, per il valore dimostrato, avesse per primo attaccato. Li esortò ricordando loro di essere soldati romani, istruiti in tempo di pace a far la guerra e in tempo di guerra a raggiungere la vittoria. I Giudei, seppure valorosi erano condotti dalla disperazione, ma pur sempre inferiori. Ricordò loro che, una volta occupata l'Antonia, avrebbero avuto in pugno la città, trovandosi in una posizione dominante sul nemico, ormai prossimi ad una vittoria rapida e totale. Concluse, quindi, il suo discorso dicendo loro:
(Giuseppe Flavio, La guerra giudaica, VI, 1.5.51-53.)
E poiché tutti restavano paralizzati, un uomo delle coorti ausiliarie, un certo Sabino nativo della Siria, fu il primo a levarsi dicendo:
(Giuseppe Flavio, La guerra giudaica, VI, 1.6.56-57.)
Detto ciò sollevò con la sinistra lo scudo sopra la testa e, sguainata con la destra la spada, si lanciò verso le mura. Era la sesta ora di quel giorno (tra le 11.00 e le 12.00). Lo seguirono solo undici uomini, che lui stesso precedeva di molto, spinto da un impulso divino. I difensori, dall'alto delle mura, cominciarono a bersagliarli con giavellotti e frecce, oltre ad enormi macigni fatti rotolare sui Romani, che travolsero alcuni degli undici armati. Sabino, però, non frenò il suo slancio prima di essere arrivato in cima e di aver messo in fuga il nemico. I Giudei, infatti, impressionati dalla sua forza e dal suo coraggio, credendo che alla scalata partecipassero molti più Romani, si diedero alla fuga.
Sabino, giunto in cima, mise un piede in fallo e, urtando contro una roccia, cadde con un gran colpo. I Giudei si voltarono indietro e, avendolo visto in difficoltà, tornarono indietro, lo circondarono e cominciarono a colpirlo. Egli tentò di difendersi e, pur ferendone molti, a causa dei colpi ricevuti non poté più muovere la destra e venne ucciso. Degli altri undici, tre giunti anch'essi in cima furono uccisi a colpi di pietra, gli altri otto furono ricondotti nell'accampamento, feriti. Quest'azione si svolse il terzo giorno del mese di Panemo (giugno).

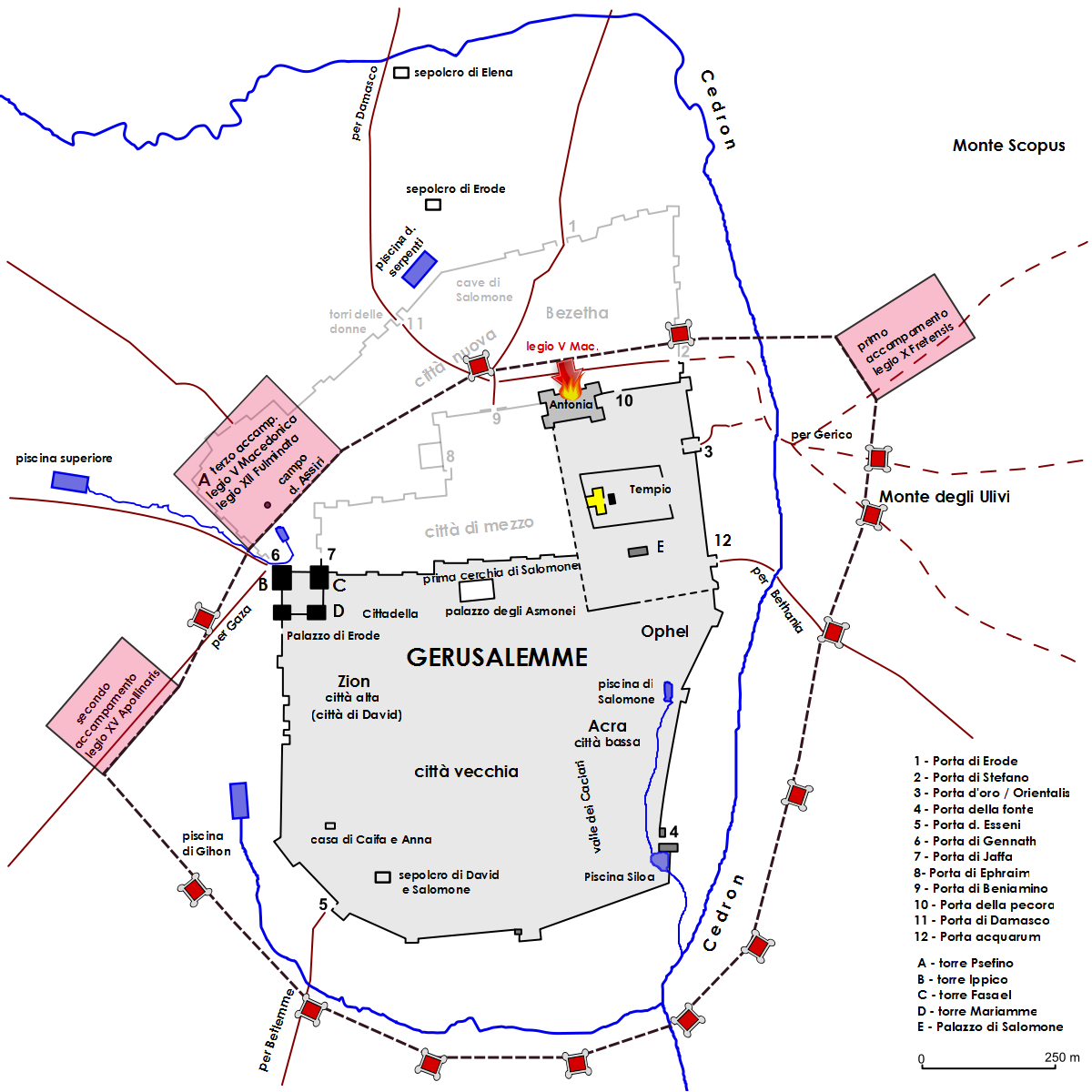
Tito riuscì finalmente ad assaltare ed occupare la fortezza Antonia grazie ad un'azione notturna di venti dei suoi legionari

Due giorni dopo, venti legionari, che erano di guardia ai terrapieni decisero di tentare l'impresa, unitisi sotto un vexillifer della legio V Macedonica, accompagnati da due cavalieri delle ali ausiliarie e un trombettiere, attorno all'ora nona della notte (tra le due e le tre) scalarono l'Antonia passando sulle macerie e, uccise nel sonno le sentinelle, s'impadronirono delle mura. Il trombettiere diede, quindi, fiato alla tromba per avvisare i compagni. Al sentire gli squilli, buona parte delle sentinelle dei Giudei che ancora dormivano, una volta balzate in piedi, per il gran terrore di essere state attaccate in forze dei Romani, si diedero alla fuga, senza aver compreso che si trattava di soli venti uomini.
Appena Tito udì il segnale, ordinò a tutto l'esercito di prendere le armi e salì egli stesso tra i primi sulle mura. E poiché i Giudei si erano ritirati di corsa nel tempio, i Romani riuscirono a penetrare nella galleria che Giovanni aveva in precedenza scavato per raggiungere i terrapieni. I ribelli sia di Giovanni, sia di Simone, pur restando separati, cercarono di bloccare il passaggio ai Romani, avendo capito che l'irruzione romana nel tempio avrebbe significato per loro la definitiva disfatta. Attorno a questi ingressi si scatenò una tremenda battaglia. Nessuno dei due schieramenti era però in grado di far uso di proiettili o giavellotti, e si battevano nel corpo a corpo con le sole spade. La mischia fu talmente furibonda che non si riusciva a comprendere chi fossero gli alleati e chi i nemici, tant'erano mescolati in quello spazio ristretto e nell'enorme frastuono.
(Giuseppe Flavio, La guerra giudaica, VI, 1.7.76-78)
Alla fine i Giudei ebbero la meglio sui Romani, che cominciarono a cedere. Il combattimento si era protratto dall'ora nona della notte fino alla settima del giorno (dalle 2/3 di notte alle 12/13 di giorno), e se da una parte i Giudei avevano lottato tutti in massa, dall'altra non tutti i reparti dei Romani erano riusciti a superare le mura. Tito allora, preferì fermare lo slancio delle sue truppe ed accontentarsi di aver occupato l'Antonia.
Giuseppe Flavio racconta un episodio di coraggio fuori dal comune tra le file romane, da parte di un certo Giuliano, centurione di un corpo ausiliario di Bitini:
(Giuseppe Flavio, La guerra giudaica, VI, 1.8.83-88)
Tito rimase impressionato per questo gesto di estremo coraggio, osservando a quale fine orribile fosse andato incontro il suo centurione, massacrato sotto gli occhi di tanti suoi compagni d'arme. Avrebbe voluto accorrere in sua difesa, ma da dove si trovava non ne ebbe la possibilità. Così Giuliano lasciò grandissima fama di sé non solo presso i Romani e Tito, ma anche presso il nemico, che s'impadronì delle sue spoglie e riuscì a respingere i Romani fin dentro l'Antonia. Il generale romano ordinò poi ai suoi soldati di abbattere l'Antonia dalle fondamenta e creare un grande terrapieno per farvi salire facilmente tutto l'esercito. Affidò, quindi, a Giuseppe, il giorno diciassette del mese di Panemo (giugno), il compito di trasmettere un messaggio in ebraico ai ribelli, invitando il loro capo, Giovanni, a lasciar libero il popolo e combattere solo con quanti avessero deciso di seguirlo, scontrandosi con i Romani senza coinvolgere nella sua rovina la città e il tempio. E se come era presumibile, Giovanni non accettò di scendere a patti, il discorso di Giuseppe impressionò molti dei nobili giudei, alcuni dei quali ne approfittarono per fuggire e rifugiarsi presso i Romani. Fra questi i sommi sacerdoti Giuseppe e Gesù, oltre ad alcuni figli dei sommi sacerdoti come i tre dell'Ismaele che fu decapitato a Cirene, i quattro di Mattia e uno di quel Mattia, che Simone figlio di Ghiora aveva fatto uccidere insieme ad altri tre figli. Oltre ai sommi sacerdoti fuggirono anche numerosi altri nobili. Tito, non solo li accolse benevolmente, ma li mandò a Gofna invitandoli a rimanervi, almeno fino al termine dell'assedio. Poco più tardi, però, Tito li richiamò da Gofna e volle che girassero attorno alle mura, insieme con Giuseppe, per farsi vedere dal popolo e far capire che non erano stati uccisi o incatenati dai Romani. Fu così che da quel momento, maggiori furono le defezioni e coloro cercarono rifugio oltre le linee romane. Allora i ribelli, in tutta risposta, s'irritarono ancor di più, e collocarono sopra alle sacre porte la loro artiglieria, da scorpioni, a catapulte, macchine lanciamissili, ecc. tanto che se l'area circostante il tempio sembrava un cimitero per il numero di morti presenti, il tempio appariva come un forte.

### Assalto al portico esterno del grande tempio

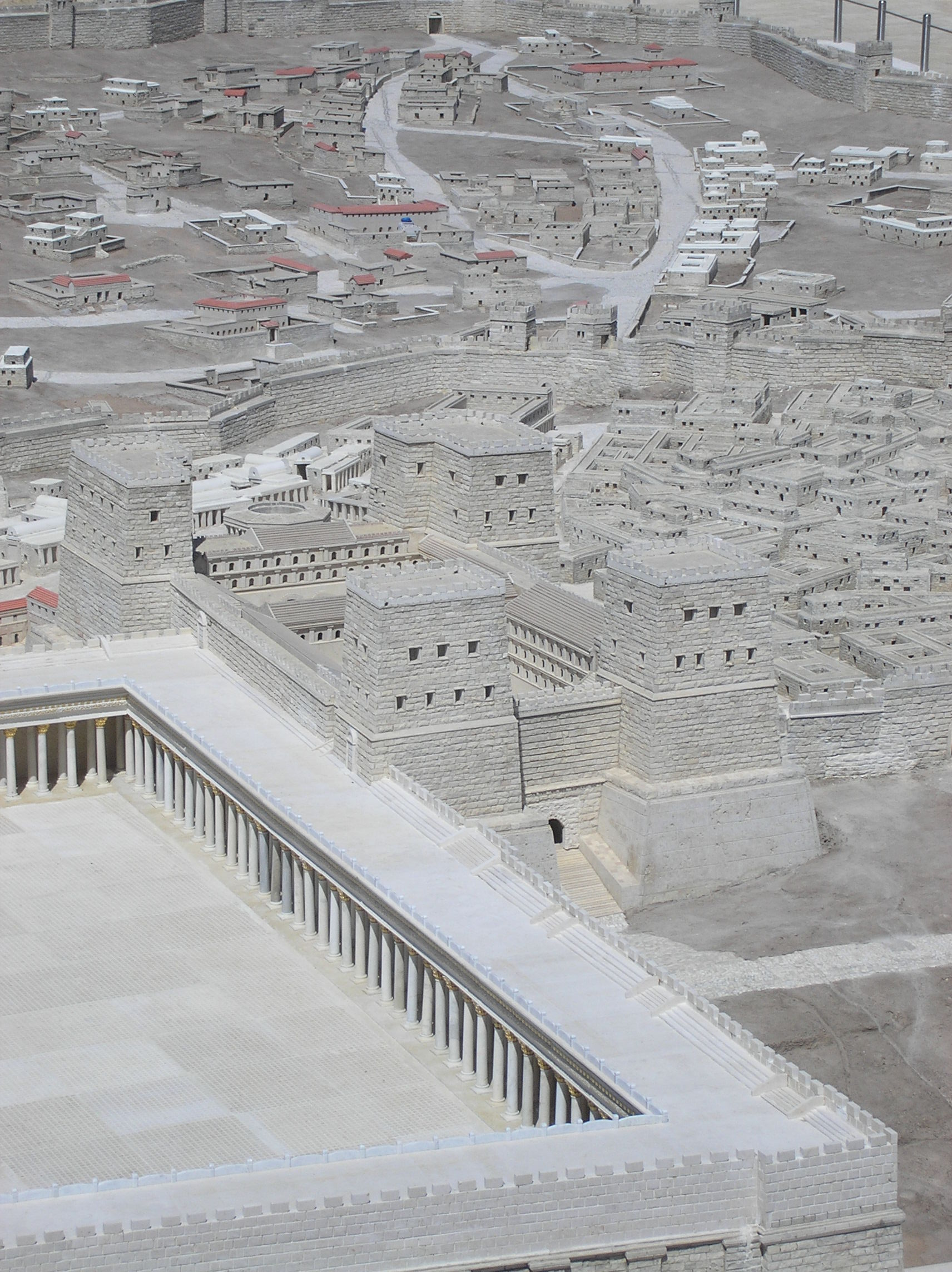
Il recinto settentrionale del grande tempio (adiacente all'Antonia), dove i Romani costruirono i loro terrapieni per sferrare l'attacco decisivo.

Avendo capito Tito, che non c'era alcuna possibilità di trattare con i ribelli, i quali «né provavano pietà per sé stessi, né intendevano risparmiare il santuario», riprese le operazioni militari. Non potendo condurre contro il nemico l'intero esercito per mancanza di spazio, scelse da ciascuna centuria i trenta più valorosi e, affidati ogni mille uomini a un tribuno, li mise alle dipendenze di Ceriale (legatus legionis della V Macedonica) con l'ordine di attaccare le sentinelle verso l'ora sesta della notte (attorno alla mezzanotte). Tito stesso si armò, pronto ad intervenire, ma glielo impedirono gli amici e gli stessi generali, sostenendo che sarebbe stato più utile alla vittoria finale il fatto di dirigere le operazioni militari dall'Antonia, non in prima fila dove avrebbe inutilmente rischiato la vita. Cesare, postosi sull'Antonia, lanciò quindi i suoi uomini all'assalto e rimase in attesa degli eventi.
I soldati romani inviati all'attacco non trovarono però le sentinelle addormentate, come speravano che fosse. Al contrario, si alzarono in piedi con grande prontezza e cominciarono ad urlare richiamando l'attenzione dell'esercito giudeo e scatenando una furiosa battaglia. I Romani riuscirono a resistere al primo contrattacco giudeo, ma quando sopraggiunsero gli altri, tutto degenerò in una totale confusione, dove molti si scagliarono per errore sui compagni, credendo che fossero nemici a causa dell'oscurità. I combattenti erano accecati, chi dal furore, chi dalla paura, tanto da menare dei gran colpi senza badare a chi colpissero lì vicino, se amici o nemici. I Romani, che avevano congiunti i loro scudi, attaccavano a ranghi serrati, e sembra patissero un minor danno dalla generale confusione della battaglia, anche perché ciascuno conosceva la parola d'ordine. Al contrario i Giudei, disposti in modo disordinato, spesso ondeggiavano e non riconoscevano nell'oscurità chi di loro si ritirava, scambiandolo per un romano e ferendone tanti dei loro.
Una volta spuntato il giorno, la battaglia continuò tra le due schiere, che una volta separatesi, cominciarono ad utilizzare anche l'artiglieria. Nessuno però cedette il passo all'altro: i Romani, che sapevano di essere osservati dal loro comandante, gareggiavano fra loro con atti di valore per potersi guadagnare una promozione; i Giudei, invece, erano animati dalla disperazione. Lo scontro ebbe così un andamento statico, anche perché nessuna delle due parti aveva sufficiente spazio per fuggire o per inseguire l'avversario. Sembrava di assistere "a teatro" ad una scena di guerra, dove Tito ed i suoi generali non perdevano di vista nessun dettaglio dello scontro. Giunta l'ora quinta del giorno (tra le 10.00 e le 11.00), dopo che ci si batteva dall'ora nona della notte (dalle 2.00 alle 3.00), le due schiere si separarono senza vinti o vincitori.
Intanto il resto dell'esercito romano, provvide a demolire in sette giorni le fondamenta dell'Antonia, spianando un'ampia via per creare una rampa d'accesso al tempio. Le legioni cominciarono, poi, ad accostarsi alle mura e ad innalzare quattro grandi terrapieni:
- uno di fronte all'angolo nord-occidentale del tempio interno;[80]
- un altro di fronte all'esedra settentrionale che si trovava tra le due porte;[80]
- un altro ancora di fronte al portico occidentale del tempio esterno;[80]
- l'ultimo, esternamente contro il portico settentrionale.[80]

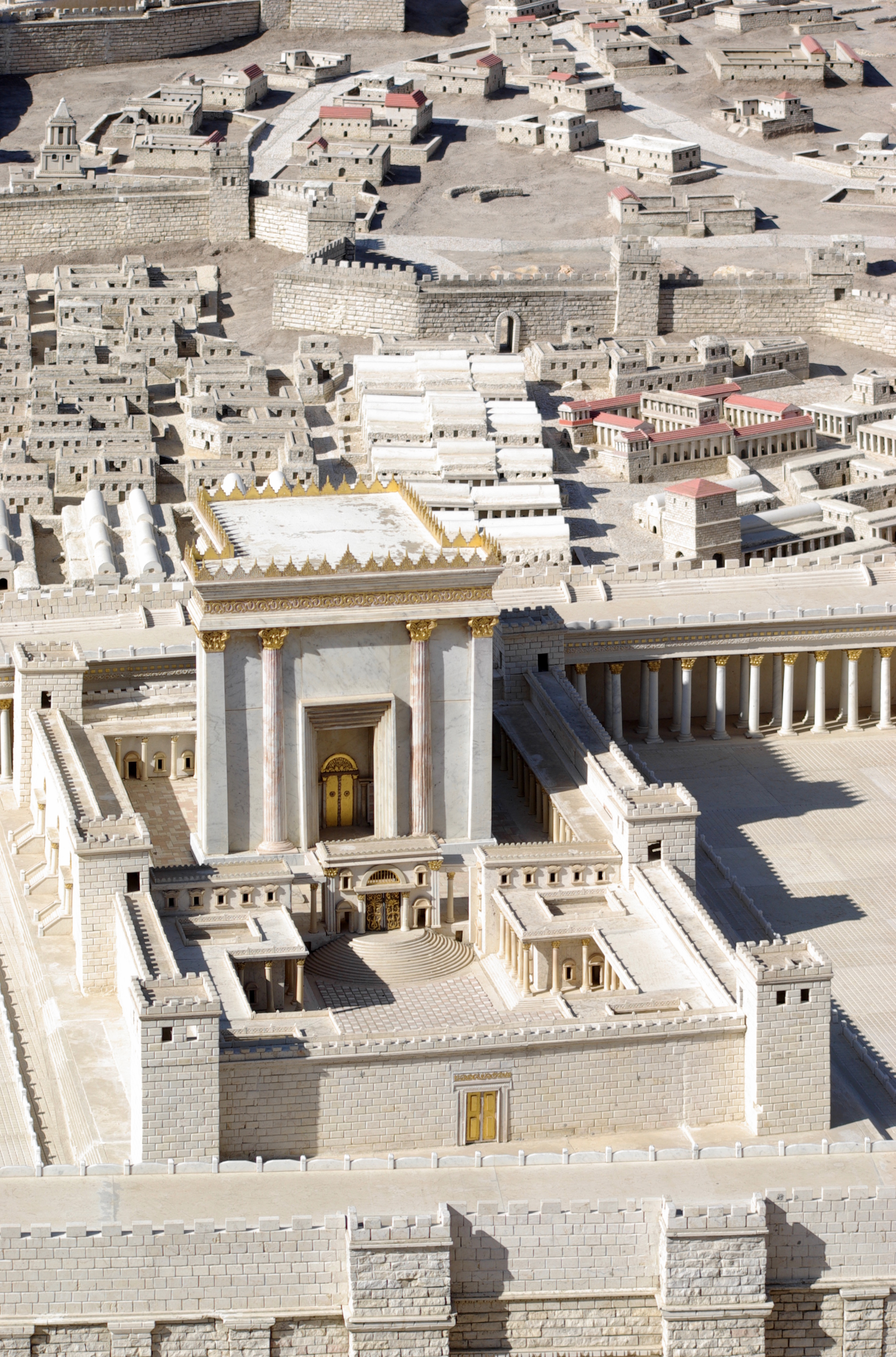
Il grande tempio con alle spalle il portico (a destra) distrutto dai Giudei, dove perirono tanti Romani, e che confinava con la "città di mezzo".

Il lavoro però progrediva lentamente tra grandi difficoltà, poiché non vi era più disponibilità di legname nelle vicinanze e lo si doveva trasportare da almeno cento stadi di distanza (18,5 km), oltre al fatto che spesso i Romani erano costretti a subire continue imboscate, con conseguenti perdite di vite umane e di molti cavalli.
Il giorno successivo attorno all'undicesima ora (16.00-17.00), molti dei ribelli, poiché non c'era più nulla da depredare nella città e la fame si faceva sentire, assaltarono la circonvallazione romana sul monte degli Olivi, credendo di prenderla di sorpresa. Ma i Romani si accorsero del loro assalto e, accorrendo prontamente dai vicini fortilizi, riuscirono a impedire che la palizzata fosse scavalcata o abbattuta. La battaglia che ne seguì, vide da entrambe le parti molti atti di valore. Tra questi Giuseppe Flavio ricorda di un cavaliere di una coorte equitata, di nome Pedanio, che, quando i Giudei si stavano ritirando giù verso il burrone, spronò al galoppo il suo cavallo contro il fianco dei nemici in fuga, ne afferrò uno per la caviglia, un giovane robusto con armi ed armatura, mentre il cavallo era in corsa, facendo sfoggio della sua grande abilità nel cavalcare e lo portò a Tito stesso. Il generale romano si complimentò con lui e ordinò di punire il prigioniero per aver tentato di assaltare le fortificazioni romane.
Fu allora che i Giudei, visto che i Romani stavano per raggiungere il tempio, appiccarono il fuoco alla parte nord-occidentale del portico, che era congiunta con l'Antonia, e poi ne abbatterono una ventina di cubiti (quasi 9 metri), iniziando ad incendiare i luoghi santi. Due giorni dopo, il ventiquattro del mese di Panemo (giugno), i Romani incendiarono l'altro lato del portico. Quando il fuoco si propagò per quindici cubiti, i Giudei abbatterono il tetto, troncando il collegamento con l'Antonia. Intanto, intorno al tempio continuavano incessanti combattimenti. Si racconta di un giudeo di piccola statura, di nome Gionata, che giunto nei pressi del monumento del sommo sacerdote Giovanni, sfidò il più valoroso tra i romani a duello. Per parecchio tempo nessuno si fece avanti, fino a quando un cavaliere ausiliario, di nome Pudente, venne fuori per duellare. Dopo un primo scontro favorevole, perse l'equilibrio, e Gionata gli saltò addosso riuscendo a ucciderlo. Montato sul cadavere, lanciò grida bellicose contro l'esercito romano, facendosi vanto del nemico ucciso. Ma un centurione di nome Prisco, lo trafisse con una freccia, uccidendolo, tra le grida trionfanti dei Romani e le maledizioni dei Giudei.
I ribelli asserragliati nel tempio, il giorno ventisette del mese di Panemo, ordirono un tranello ai danni dei Romani. Riempirono di legna secca l'intercapedine fra le travi del portico occidentale e il soffitto, aggiungendovi anche pece e bitume. Fingendo poi di non essere più in grado di resistere, si ritirarono. Molti Romani, visto ciò, trasportati dalla foga, li incalzarono e montarono sul portico appoggiandovi le scale; altri insospettiti da questa imprevista ritirata, mantennero la posizione. Frattanto il portico era pieno di soldati romani, e i Giudei improvvisamente vi appiccarono il fuoco. In un lampo le fiamme si levarono alte, propagandosi da ogni parte, gettando nel panico i Romani e mettendone molti in trappola. Circondati dalle stesse, alcuni si lanciarono nella città che si trovava alle loro spalle, altri "tra le braccia" dello stesso nemico, altri saltarono in mezzo ai compagni fratturandosi in varie parti del corpo. L'incendio, che ormai si stava propagando in modo devastante, ben presto fece vittime sempre maggiori. Tito, infuriato contro quelli che senza il suo comando erano montati sui portici senza averne avuto l'ordine, al tempo stesso provando una grande compassione per non poterli aiutare, incitò i suoi a fare il possibile per tirarli fuori da quel disastro. Alcuni riuscirono a trovare una via di scampo sulla parete del portico, ma pur salvandosi dalle fiamme, nuovamente assediati dai Giudei, vennero tutti uccisi.
(Giuseppe Flavio, La guerra giudaica, VI, 3.2.186-187)

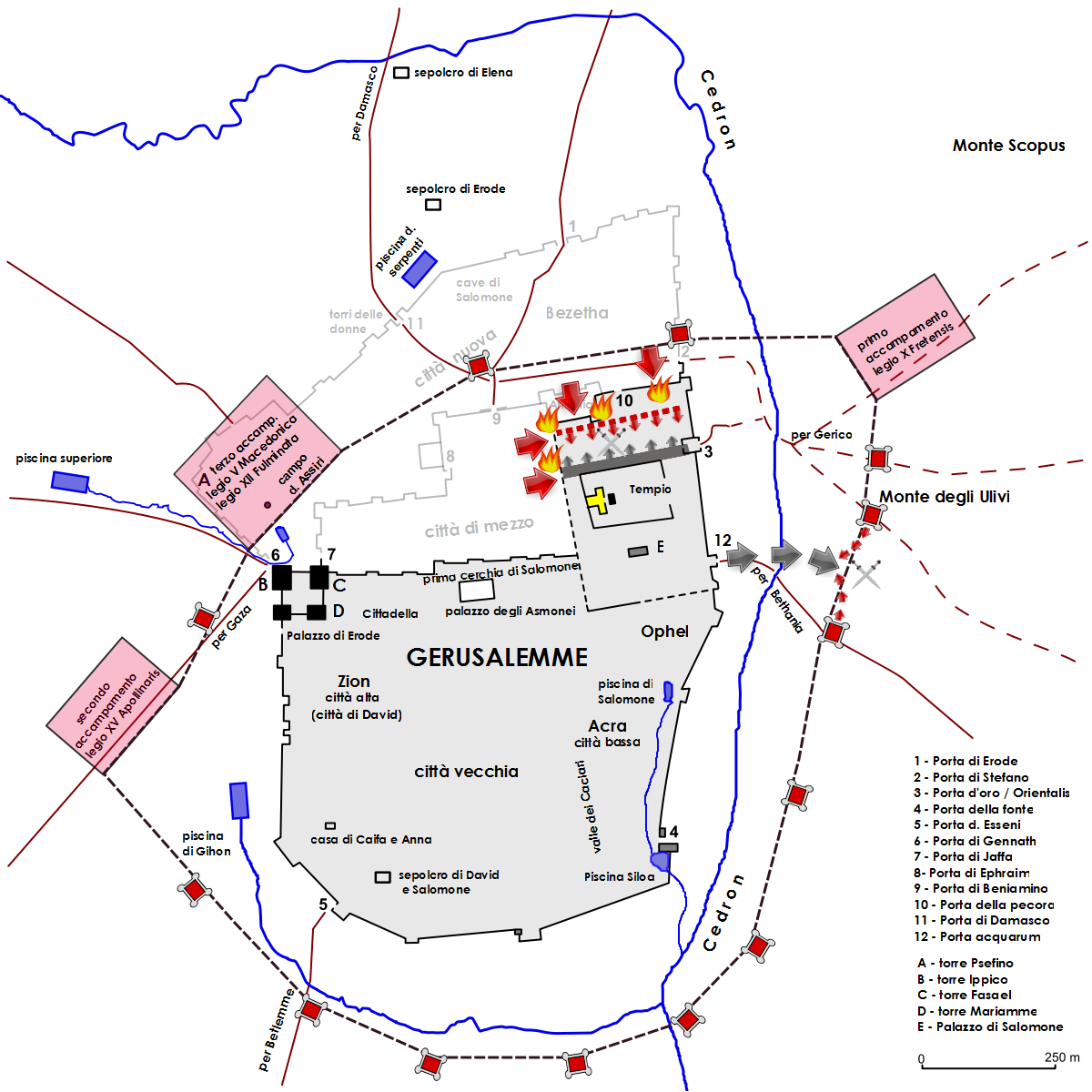
Inizia la penetrazione romana all'interno del perimetro esterno del grande tempio. Contemporaneamente i Romani della circonvallazione, sul Monte degli Ulivi, vennero attaccati dai Giudei, riuscendo a respingerli

E se questo disastro gettò lo sconforto nei Romani, per il futuro li rese più accorti evitando di cadere nuovamente nei tranelli tesi dai Giudei. Il fuoco distrusse il portico fino alla torre che Giovanni, durante la lotta con Simone, aveva costruito sulle porte che portavano fuori sul Xisto. Il resto lo abbatterono i Giudei dopo aver fatto strage dei Romani che vi erano montati sopra. Il giorno dopo anche i Romani incendiarono tutto il portico settentrionale fino ai confini orientali, a picco sullo strapiombo della valle del Cedron, che in quel luogo era molto profondo.
E mentre i due eserciti si fronteggiavano nei pressi del tempio, la fame mieteva un numero incredibile di vittime e di indicibili sofferenze. Ovunque apparisse del cibo si scatenava una zuffa. La necessità portò a mangiare qualunque cosa, anche la più immonda, dalle cinghie, ai calzari, strappando perfino il cuoio dagli scudi per provare a masticarlo. Giuseppe Flavio racconta, infine, di un episodio raccapricciante, secondo il quale una donna, di nome Maria, dopo aver a lungo lanciato insulti e maledizioni contro i saccheggiatori, afferrò il bambino che allattava e lo uccise, mettendolo poi a cuocere; una metà ne mangiò, l'altra la conservò in un luogo nascosto. Quando giunsero i banditi, sentendo odore di cibo, minacciarono di ucciderla se non li avesse messi al corrente di cosa fosse. La donna mostrò allora i resti del figlioletto, generando un brivido di terrore tra quegli uomini che, impietriti alla vista del cadaverino, uscirono dall'abitazione tremanti. Sparsasi la voce tra la popolazione, lo shock fu grande per tutti. E seppure morsi dalla fame, non vedevano l'ora di morire, ritenendo fortunato chi era morto prima di sentire o vedere una simile atrocità. Ben presto questa notizia terrificante raggiunse anche i Romani, generando in alcuni incredulità, in altri commiserazione, in molti un odio ancor maggiore verso i Giudei. Tito proclamò che avrebbe avuto cura di seppellire questo tremendo misfatto della madre divoratrice del figlio sotto le macerie della sua patria. Comprendeva anche che di fronte ad una tale disperazione, era pressoché impossibile rinsavire per quel popolo.
Contemporaneamente due legioni avevano completato la costruzione dei terrapieni, e l'ottavo giorno del mese di Loos (luglio), Tito ordinò di portare avanti gli arieti contro l'esedra occidentale del portico. Nei sei giorni precedenti, l'elepoli più imponente aveva battuto senza sosta le mura, senza però alcun risultato significativo, a causa della grandezza dei blocchi e della loro connessione assai resistente. Altri cominciarono a scavare le fondamenta della porta settentrionale, riuscendo pur con immani sforzi a rimuovere i blocchi frontali. La porta però poggiava su blocchi retrostanti e così non fu per nulla danneggiata, tanto che i Romani decisero di abbandonare le macchine d'assedio e le leve, dando l'assalto ai portici con semplici scale.
I Giudei preferirono attaccare i Romani quando questi furono montati sul portico. Qui ne respinsero molti, facendoli precipitare all'indietro dall'alto delle mura, altri vennero invece uccisi nel corpo a corpo. Quei Romani che riuscirono a portare le insegne sulle mura, si batterono con grande coraggio attorno ad esse, cercando di difenderle ad ogni costo. Ma alla fine i Giudei ebbero il sopravvento e se ne impadronirono, abbattendo tutti coloro che le difendevano e le avevano trasportate, provocando così la ritirata romana. Tito, osservato ciò, non essendo più disposto a veder morire molti dei suoi soldati per risparmiare un tempio straniero, ordinò di appiccare il fuoco alle porte.

### Distruzione del grande tempio

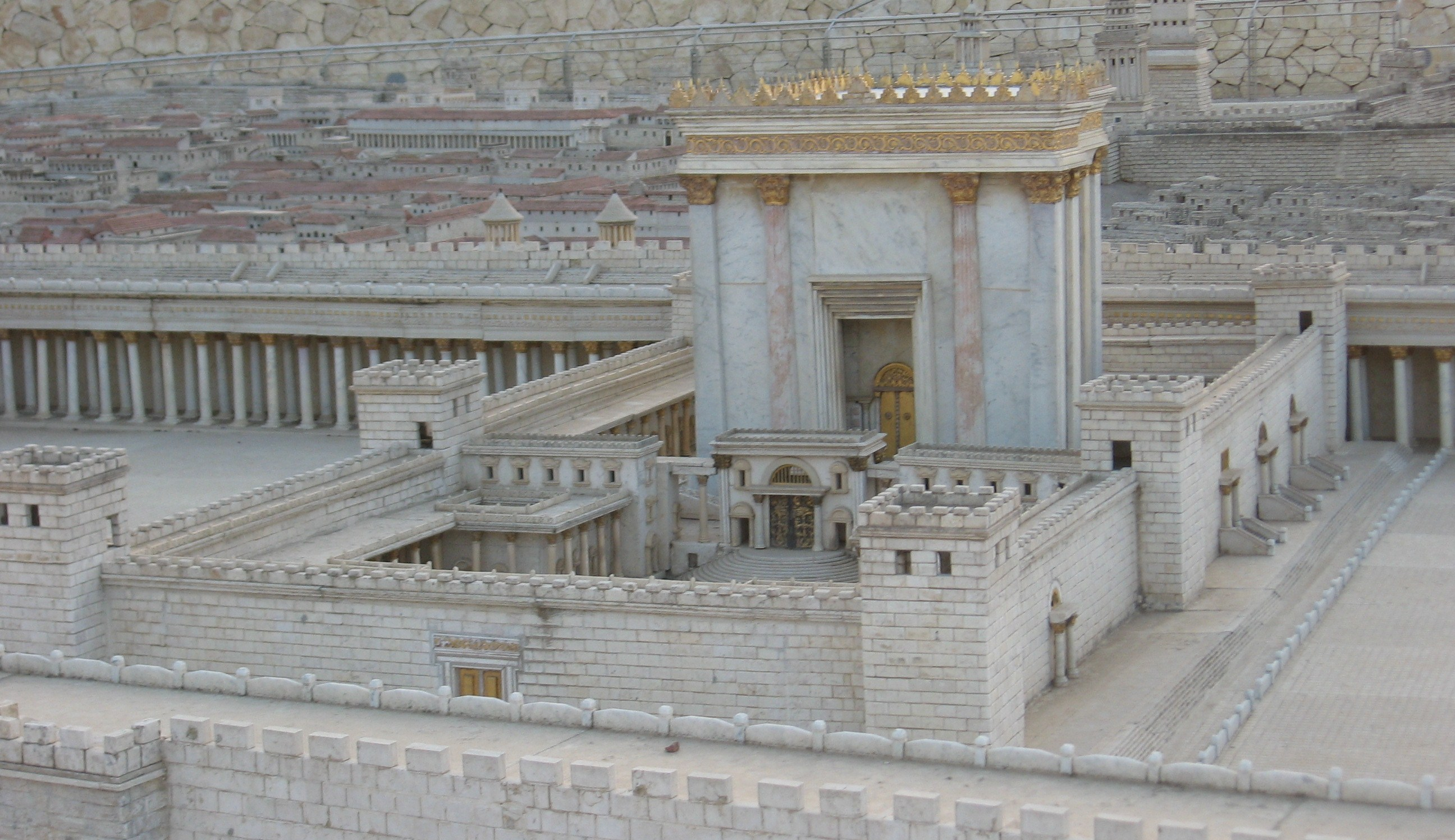
Il grande tempio all'interno del perimetro interno. Si vede frontalmente il portone sul lato orientale da cui fecero una sortita i Giudei e quattro porte laterali (del lato settentrionali), alcune delle quali vennero date alle fiamme dai Romani

I soldati romani avevano ormai appiccato l'incendio alle porte e l'argento si stava liquefacendo, mentre le fiamme si propagarono rapidamente al legname circostante avvolgendo i portici in un mare di fiamme. I Giudei ormai circondati dal fuoco, persero il solito coraggio e per lo sbigottimento rimasero impietriti ad osservare senza fare nulla per spegnere l'incendio. L'incendio divampò per tutto il giorno e la notte seguente, mentre i Romani appiccavano il fuoco al portico da più parti, a tratti successivi.
Il giorno seguente, Tito comandò a una parte dell'esercito di spegnere il fuoco e di spianare la via verso le porte per permettere una migliore avanzata verso l'alto del tempio da parte delle legioni. Convocò pertanto un consiglio di ufficiali. Erano presenti sei dei generali con il grado più elevato: il prefetto d'Egitto Tiberio Giulio Alessandro, ora anche prefetto di tutti gli accampamenti; Sesto Vettuleno Ceriale, legatus legionis della legio V Macedonica; Aulo Larcio Lepido Sulpiciano della legio X Fretensis; Tittio Frugi della legio XV Apollinaris; Eternio Frontone delle due legioni alessandrine; e Marco Antonio Giuliano procurator Augusti della Giudea. Intervennero anche procuratori e tribuni militari.
Alcuni sostenevano che il tempio dovesse subire la dure legge della guerra, e che i Giudei mai avrebbero piegato il capo fino a quando restava in piedi il tempio; altri ritenevano sufficiente una sua evacuazione, sia da parte dei Giudei che delle loro armi, ora che era stato dagli stessi trasformato in una vera e propria fortezza. Tito allora prese la parola e disse che neppure se i Giudei avessero preso posizione sul tempio, egli avrebbe mai dato alle fiamme un edificio così maestoso, poiché lo riteneva un monumento tanto importante per tutto l'Impero romano. Confortati da quanto suggeriva il loro comandante in capo, si espressero in favore di questa soluzione, Frontone, Alessandro e Ceriale. Tito sciolse la riunione e diede ordine di far riposare gli uomini, in vista dell'imminente battaglia, ad eccezione di alcune coorti scelte, a cui fu dato l'incarico di aprire una strada attraverso le macerie e di spegnere l'incendio.

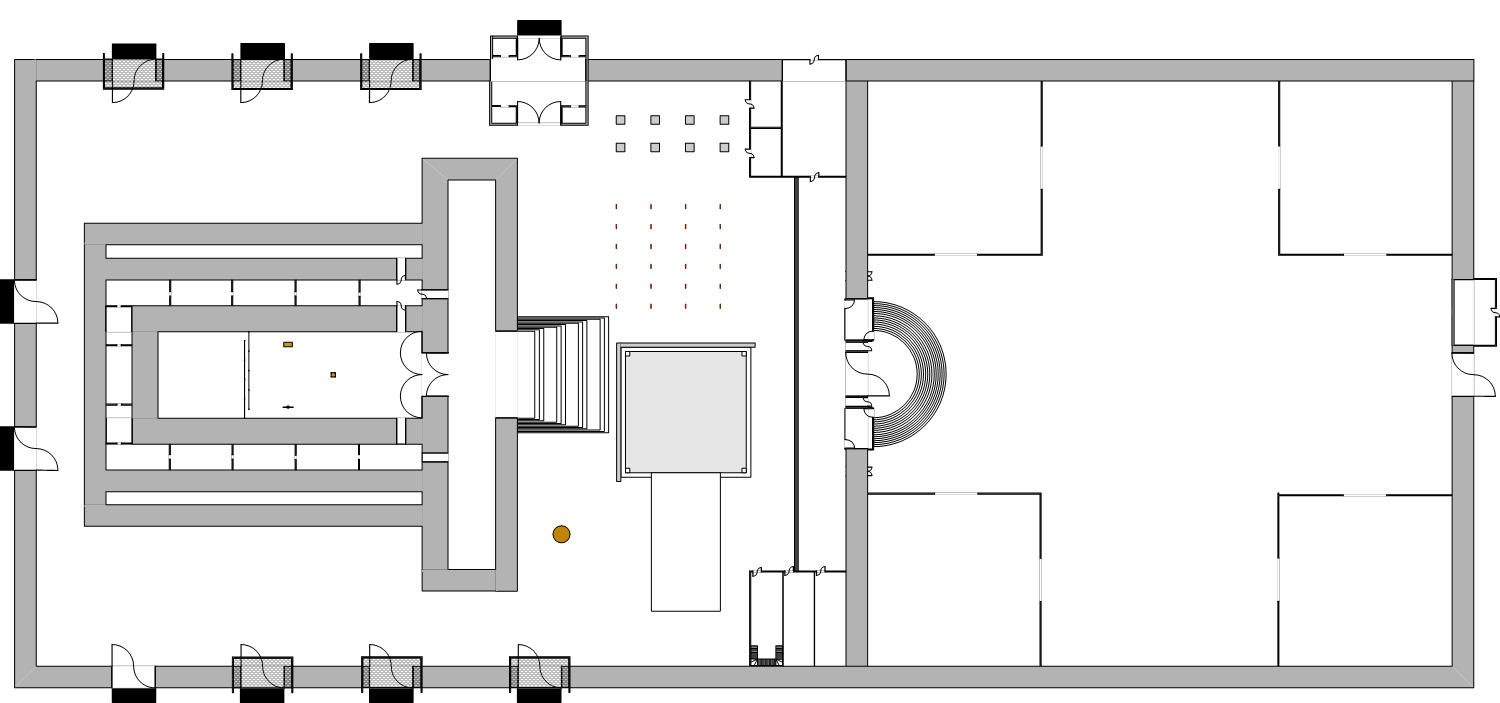
Pianta della parte centrale del grande tempio, dove si svolsero gli ultimi atti della battaglia prima della distruzione del grande tempio.

Per quel giorno la stanchezza e lo sgomento bloccarono gli assalti dei Giudei. Il giorno seguente, ripreso coraggio, attorno all'ora seconda fecero una sortita dalla porta orientale contro i legionari schierati a guardia del piazzale esterno. I Romani sostennero il primo assalto, serrando le file e formando con gli scudi un muro, ma era chiaro che non avrebbero resistito a lungo a causa del gran numero degli assalitori. Allora Tito Cesare, che osservava lo scontro dall'Antonia, inviò in appoggio truppe scelte di cavalleria. Furono così i Giudei a non resistere alla carica romana, dandosi alla fuga. Quando però i Romani recuperarono la posizione, arretrando, i Giudei tornarono all'assalto, ma alla fine retrocedettero finché verso l'ora quinta furono travolti e bloccati nel piazzale interno.
Tito si ritirò nell'Antonia pronto a scatenare una nuova offensiva all'alba del giorno, con tutte le forze a disposizione da ogni lato del tempio. Il dieci del mese di Loos (luglio), le fiamme vennero causate dagli stessi Giudei. Ritiratosi Tito, i ribelli dopo una breve pausa tornarono a scagliarsi contro i romani, facendo infuriare uno scontro fra i difensori del santuario e i Romani che erano intenti a spegnere il fuoco nel piazzale interno. Questi, messi in fuga i Giudei, li inseguirono fino al tempio, e fu allora che un soldato afferrò un tizzone ardente e lo scagliò dentro attraverso una finestra dorata che dava sulle stanze vicine al tempio lungo il lato settentrionale. Al divampare delle fiamme molti Giudei con grida terrificanti si precipitarono in soccorso cercando di spegnere le fiamme.
Qualcuno corse ad avvisare Tito, che si trovava nella sua tenda per riposarsi un po'. Balzato in piedi, corse senza esitare verso il tempio per dare ordini affinché si cercasse di domare l'incendio. Lo seguirono tutti i generali e poi le legioni, ma tale era la confusione che, malgrado Cesare provasse ad urlare e a sbracciarsi perché si adoperassero a spegnere il fuoco, nessuno udì le sue parole, assordati dai clamori del combattimento e dalla furia devastatrice. Accalcandosi davanti alle entrate, molti furono calpestati, e quando i Romani furono vicini al tempio, non ascoltarono neppure più il loro comandante. I ribelli ormai non potevano più mettersi in salvo: ovunque fu una strage senza pietà e la maggior parte delle vittime furono popolani, trucidati sul posto. Intorno all'altare si accumularono mucchi di cadaveri, lungo la scalinata del tempio correva un fiume di sangue e rotolavano i corpi di coloro che venivano ammazzati su in alto.

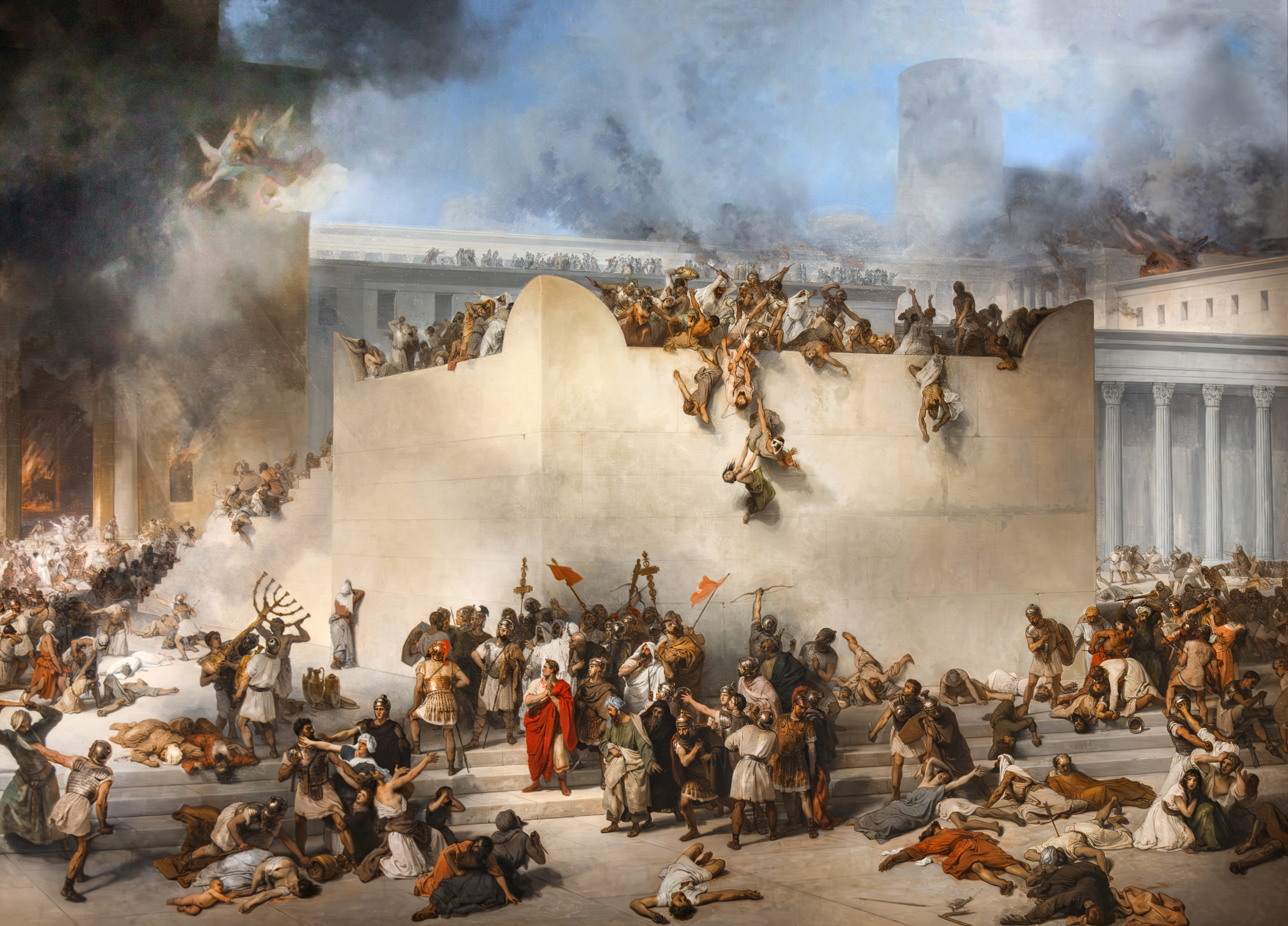
La distruzione del tempio di Gerusalemme, da un dipinto di Francesco Hayez conservato a Venezia.

Tito, ormai consapevole del fatto che era impossibile bloccare la furia devastatrice dei suoi soldati, accompagnato dai suoi generali, entrò nel tempio per osservare quel luogo sacro. E poiché le fiamme non erano ancora penetrate all'interno del tempio, ma solo nelle stanze adiacenti intorno, Cesare ritenne che l'edificio poteva essere ancora salvato e, uscito rapidamente, esortò personalmente i soldati a spegnere l'incendio. Diede, quindi, ordine ad un suo centurione della guardia dei lancieri, di colpire a bastonate chi trasgredisse all'ordine dato. Ma nei soldati prevalse il furore della battaglia, l'odio cieco contro i Giudei per il lungo assedio e la speranza di far bottino. Improvvisamente un soldato romano, proprio quando Cesare era uscito per provare a fermare i soldati, gettò un tizzone sopra i cardini della porta, scatenando un improvviso incendio. Tutti allora si ritirarono, Tito e i suoi generali, e nessuno poté più impedire la distruzione del tempio.
E mentre il tempio bruciava, i Romani saccheggiarono ogni cosa gli capitasse a tiro, facendo anche una grande strage di tutti coloro che incontrarono, senza alcun distinguo per l'età o il ruolo ricoperto: da bambini a vecchi, da laici a sacerdoti. Ovunque si trovavano cadaveri e i soldati, per inseguire chi fuggiva, erano costretti a calpestare cumuli di corpi. I ribelli riuscirono a fatica ad aprirsi un varco tra i Romani, prima correndo nel piazzale esterno del tempio e poi giù nella città, mentre i sopravvissuti del popolo cercarono rifugio sul portico esterno. Alcuni sacerdoti inizialmente cominciarono a togliere alla sommità del tempio gli spuntoni ed i loro sostegni in piombo, per poi scagliarli contro i Romani; visto però che non ottenevano alcun risultato e che le fiamme si stavano propagando, si ritirarono sul muro, largo otto cubiti (3,5 metri circa), e vi rimasero.

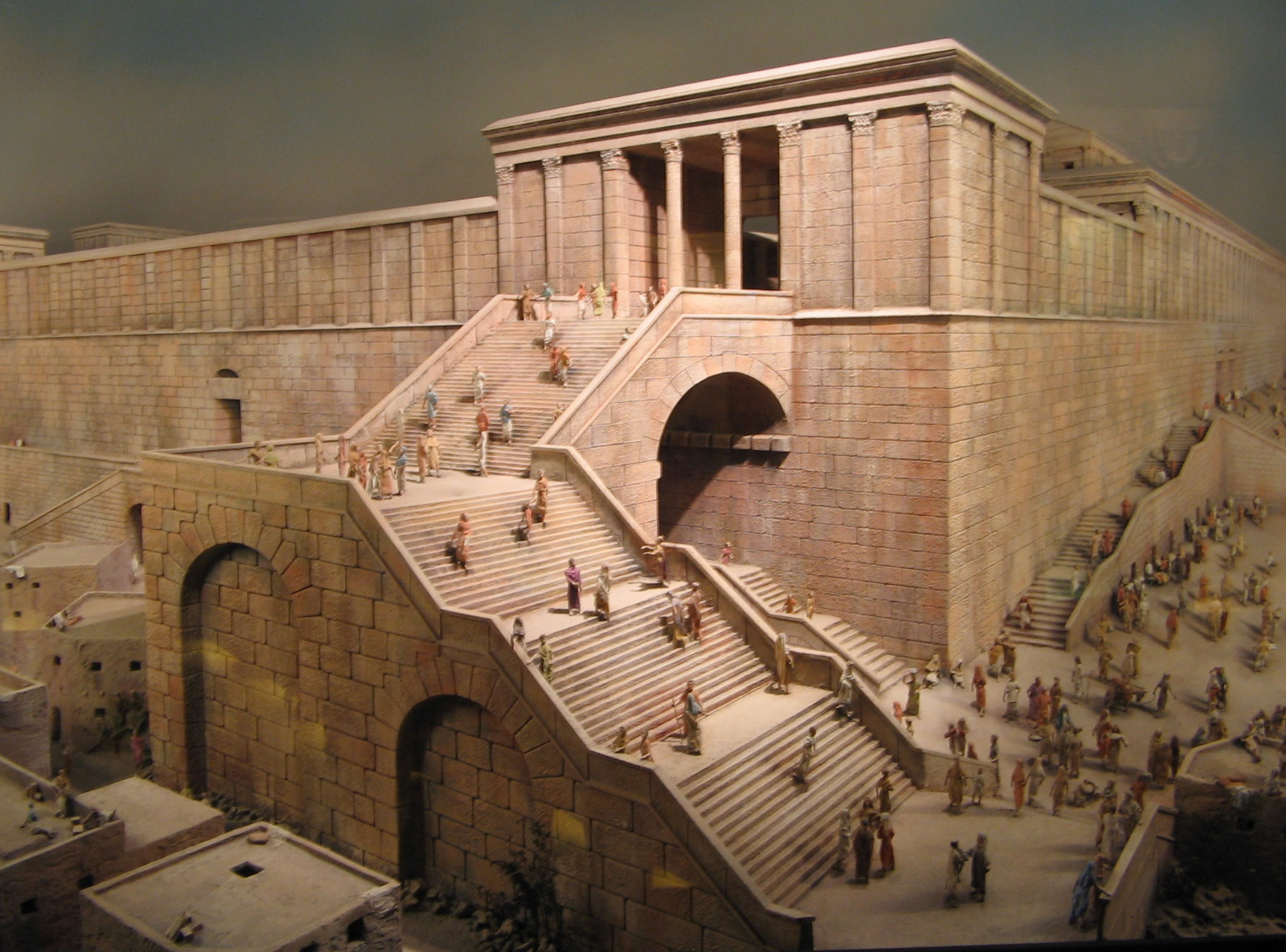
Il lato sud-ovest del perimetro esterno del grande tempio, da dove probabilmente fuggirono le truppe ribelli verso la "città bassa".

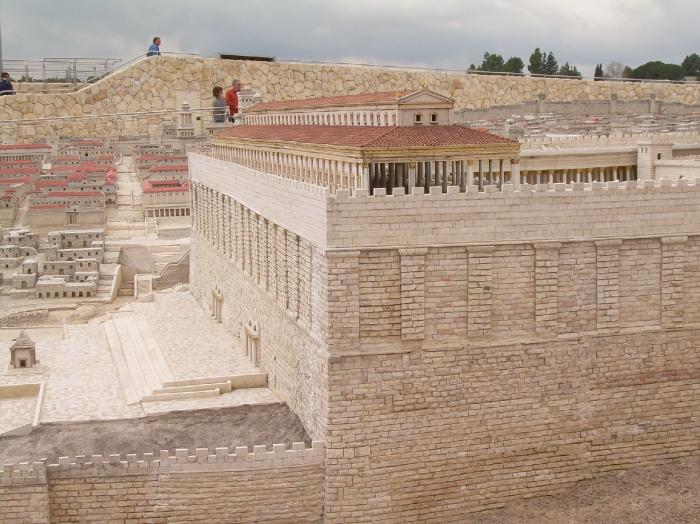
Portico meridionale "esterno" del grande tempio con colonnato ed esedra, dove persero la vita 6000 popolani.

I Romani continuarono ad appiccare il fuoco a tutti gli edifici circostanti al tempio, compresi i resti dei portici, e alle porte, tranne due: quella orientale (che si apre sulla valle degli Ulivi) e quella meridionale (che si apre sulla "città bassa"), anche se più tardi distrussero anche queste. Incendiarono, quindi, le stanze del tesoro, in cui si trovavano una quantità enorme di denaro, vesti preziose e altri oggetti di valore: in sostanza tutte la ricchezza dei Giudei, che era stata qui trasferita dalle loro abitazioni. Giunsero poi all'unico portico rimasto in piedi, quello meridionale del piazzale esterno, dove si trovavano donne, bambini ed una massa di seimila persone del popolo. E prima che Tito potesse dare i suoi ordini, i soldati travolti dal furore incendiarono il portico, e tutti quelli che si trovavano sopra perirono: nessuno riuscì a salvarsi.
Secondo lo storico ebreo Giuseppe Flavio, autore della Guerra Giudaica, alcuni particolari eventi precedettero la distruzione di Gerusalemme, e furono spesso interpretati come segni soprannaturali dagli abitanti e dai sacerdoti della città. Giuseppe Flavio li descrive:

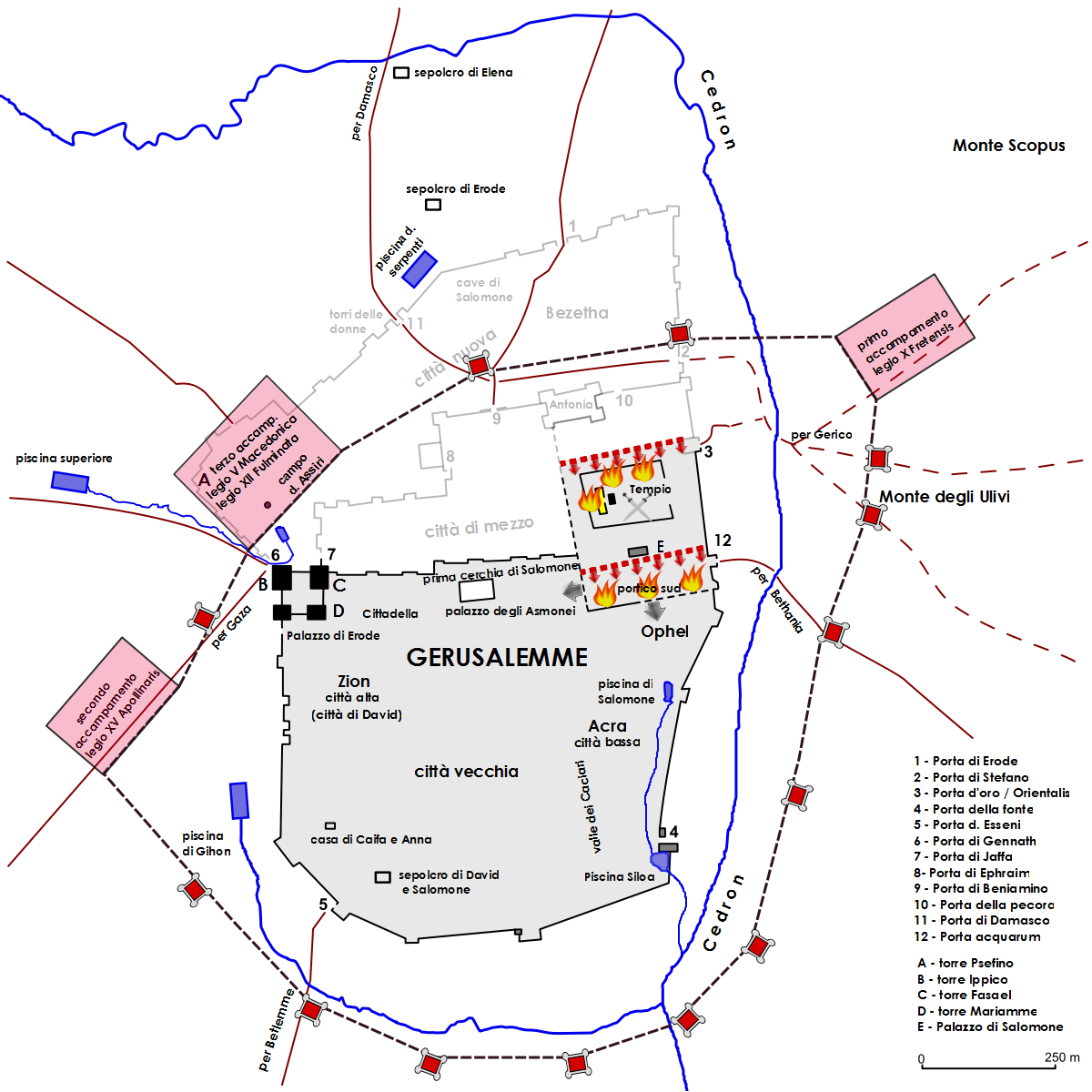
Il grande tempio venne distrutto dalla forza devastatrice romana. I rivoltosi riuscirono a fuggire dal cortile esterno fino nella "città bassa", mentre 6000 popolani vennero uccisi dalle fiamme lungo il portico meridionale

(Guerra Giudaica, di Giuseppe Flavio, Libro VI 288-294)
(Guerra Giudaica, di Giuseppe Flavio, Libro VI 296-299)
Sempre Giuseppe Flavio continua:
(Guerra Giudaica, di Giuseppe Flavio, Libro VI 300-304)
(Guerra Giudaica, di Giuseppe Flavio, Libro VI 305-309)

### Ultime resistenze giudee: l'assalto romano alla "città bassa" e poi "alta"
I Romani, dopo che i ribelli erano fuggiti verso la città bassa e il santuario bruciava insieme a tutti gli edifici circostanti, portarono le loro insegne nel grande piazzale di fronte al tempio e, una volta averle disposte a fianco della porta orientale, celebrarono un sacrificio e acclamarono Tito imperator con grande manifestazione di giubilo. Giuseppe Flavio aggiunge che i soldati romani si erano procurati tanto di quel bottino, che in tutta la Siria l'oro venne deprezzato fino alla metà del valore precedente. Al quinto giorno i sacerdoti, vinti dalla fame, chiesero alle sentinelle di poter parlare con Tito e lo supplicarono di risparmiarli, ma il comandante romano disse loro che era ormai trascorso il tempo del perdono e li mise tutti a morte.

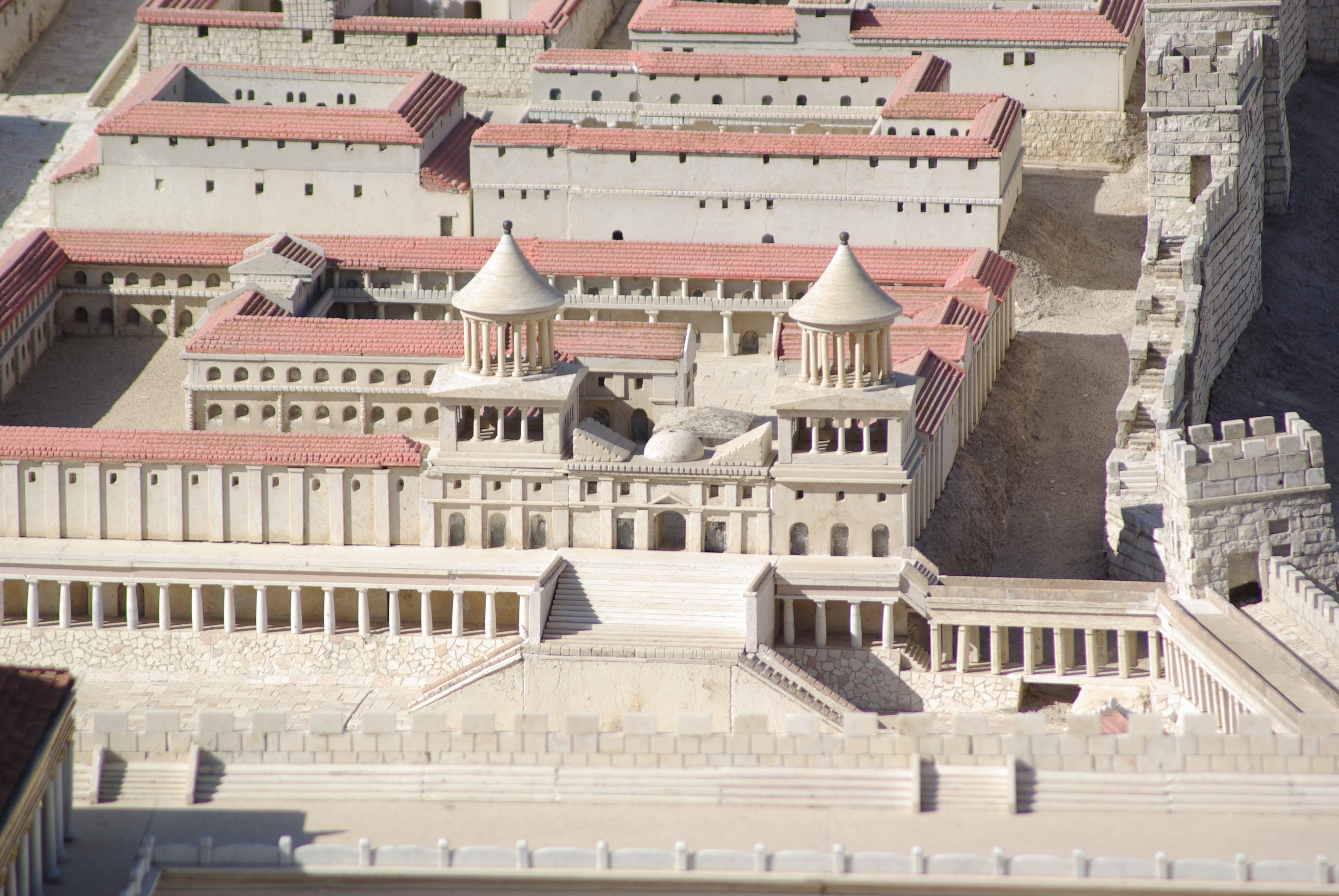
In primo piano il palazzo reale degli Asmonei, al di là del ponte e del Xisto.

I capi dei ribelli, avendo ormai compreso di essere prossimi alla definitiva disfatta, circondati com'erano senza alcuna possibilità di scampo, chiesero a Tito di potergli parlare. Tito, desideroso di risparmiare la città, convinto che ormai i ribelli avrebbero accettato la resa, si portò nella parte occidentale del piazzale esterno del tempio. Qui le porte si aprivano sul Xisto, dove si trovava un ponte che collegava il tempio con la "città alta", dove si trovavano i ribelli. Da entrambi i lati si schierarono, da una parte i Giudei di Simone e Giovanni, sperando nel perdono, dall'altra i Romani alle spalle del loro comandante, curiosi di ascoltare le loro richiesta. Tito diede, quindi, ordine ai soldati di tenere a freno i loro animi e le armi e, chiamato un interprete, iniziò a parlare per primo, come si conviene a chi risulta essere il vincitore. Ricordò loro quale disgrazia procurarono alla città di Gerusalemme ed ai loro abitanti. Le gesta dei Romani, padroni del mondo allora conosciuto, che i Giudei avevano sottovalutati:
(Giuseppe Flavio, La guerra giudaica, VI, 6.2.333-335.)
Ancora Tito ricordò loro che quando giunse suo padre, Vespasiano, nel loro paese, non fu per punirli di ciò che avevano fatto al governatore Gaio Cestio Gallo, ma per ammonirli. Ma evidentemente i Giudei scambiarono la disponibilità del padre in debolezza. Quando poi morì Nerone, assunsero un atteggiamento ancor più ostile, favoriti anche dai disordini interni all'impero romano, e ne approfittarono per compiere i necessari preparativi per la guerra.
(Giuseppe Flavio, La guerra giudaica, VI, 6.2.345.)
Tito concluse dicendo:
(Giuseppe Flavio, La guerra giudaica, VI, 6.2.350.)

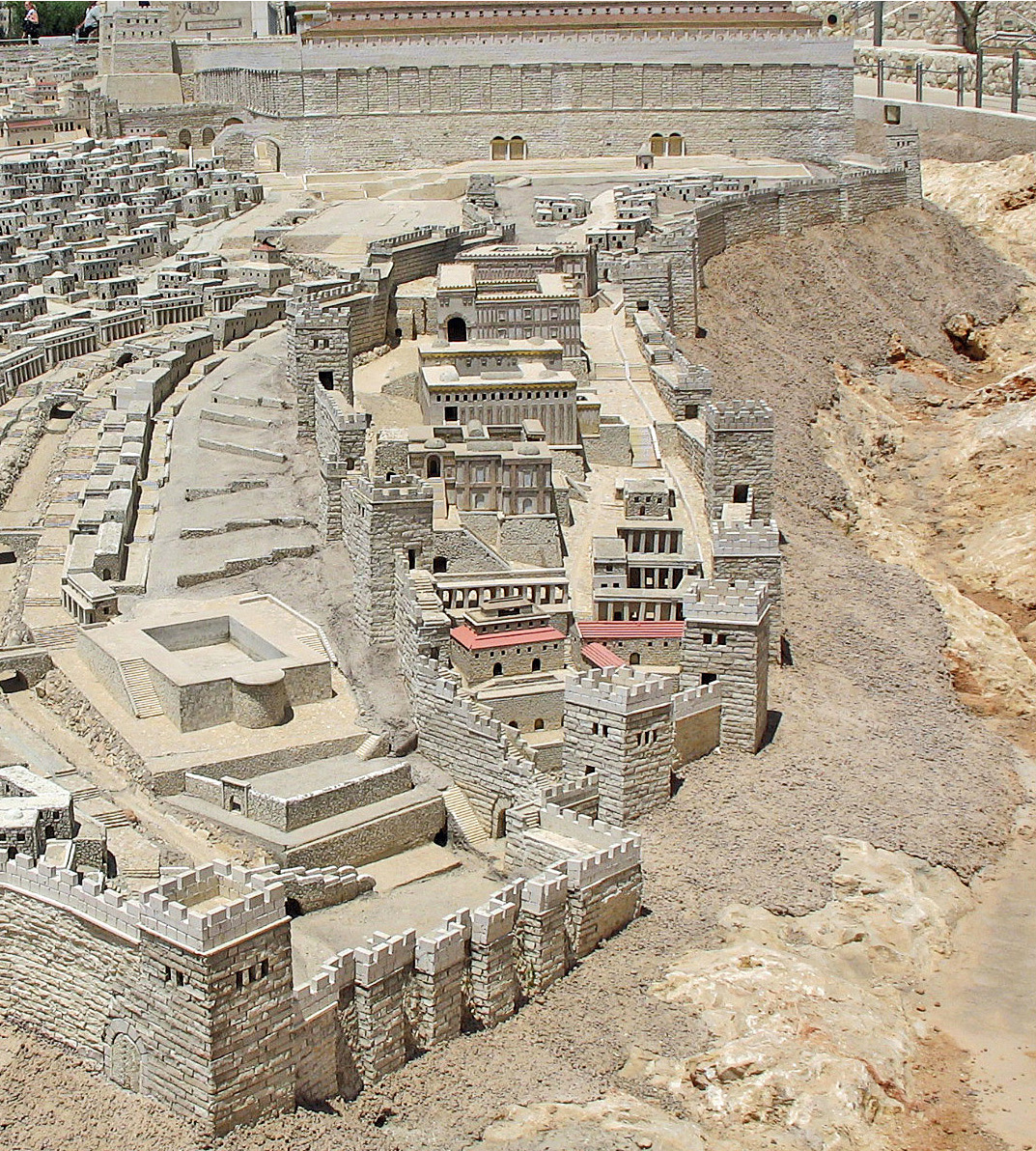
La "città bassa" con l'Acra e la piscina della Siloa (in primo piano), vista da sud. Sullo sfondo le mura esterne del tempio e ai suoi piedi l'Ophel. A metà il palazzo di Elena.

Di fronte a questo discorso i ribelli risposero di non poter accettare simili condizioni di resa, poiché lo avevano giurato. Chiesero invece di poter attraversare la linea di circonvallazione con mogli e figli, promettendo che si sarebbero ritirati nel deserto. Tito allora perse la calma al vedere che questi, ormai prossimi alla sconfitta, gli presentavano le loro proposte quasi fossero i veri vincitori. Fece dire all'interprete di non sperare più nella sua grazia, che non avrebbe risparmiato più nessuno e avrebbe applicato le leggi di guerra. Dispose, per il giorno seguente, che i soldati incendiassero e mettessero a sacco la città, cominciando dagli archivi, fino all'Acra, alla sala del Consiglio e al quartiere detto Ophel. Il fuoco allora divampò nelle strade ricolme di cadaveri delle vittime della guerra, fino alla reggia di Elena, che sorgeva nel mezzo dell'Acra.
Quello stesso giorno i figli e i fratelli del re Izate, insieme ad un gran numero di nobili cittadini, si presentarono a Tito e lo supplicarono di accettare la loro resa. Il generale romano, benché fosse ancora alterato per il comportamento dei ribelli, non poté rinunciare alla sua grande umanità e li accolse. Inizialmente li mise in prigione, in seguito i figli e i parenti del re li condusse a Roma in catene come ostaggi.
I ribelli assaltarono poco dopo il palazzo reale (fatto costruire da Erode), dove molti cittadini avevano messo ciò che possedevano di valore, poi respinsero i Romani e, dopo aver messo a morte 8 400 popolani, si impadronirono dei loro beni. Riuscirono nel corso dello scontro a catturare anche due soldati romani: un cavaliere e un fante. Quest'ultimo fu ammazzato subito e venne trascinato per la città, in segno di vendetta contro tutti i Romani; il cavaliere, che aveva loro proposto una via di salvezza, fu portato davanti a Simone, ma non sapendo in realtà cosa inventarsi pur di non essere messo a morte, gli furono legate le mani dietro la schiena e bendati gli occhi, ma quando il boia stava sguainando la spada per decapitarlo, riuscì a fuggire presso i Romani con uno scatto velocissimo. Giunto al cospetto di Tito, il generale romano non se la sentì di metterlo a morte, ma, giudicandolo non degno di essere un soldato romano poiché era stato catturato vivo, lo espulse dalla legione, umiliazione peggiore della morte.
Trascorso un nuovo giorno, i Romani riuscirono a respingere i ribelli dalla "città bassa", incendiarono tutta l'area fino alla Siloa, ma non poterono far bottino, poiché i ribelli, prima di rifugiarsi nella "città alta" avevano depredato ogni cosa. E ancora una volta le suppliche di Giuseppe risultarono vane di fronte alla crudeltà ed empietà dei ribelli. Addirittura, poiché si erano come chiusi in una prigione, abituati com'erano ad uccidere, si sparpagliarono alla periferia della città e misero a morte tutti coloro che cercarono di disertare e gettarono i loro corpi ai cani. Nella città ormai c'erano morti ovunque, vittime della fame o dei ribelli.
Per i capi ribelli e i loro seguaci l'ultima speranza era rappresentata dalle gallerie sotterranee. Qui pensavano che i Romani non li avrebbero mai cercati e una volta espugnata la città, i Romani se ne sarebbero andati, senza accorgersi che questi erano rimasti in vita. Ma non si rendevano conto che erano destinati ad essere scovati dai Romani. Frattanto, facendo affidamento su questi nascondigli sotterranei, appiccarono il fuoco più dei Romani stessi, uccidendo il popolo che cercava rifugio in quelle gallerie.
(Giuseppe Flavio, La guerra giudaica, VI, 7.3.373.)

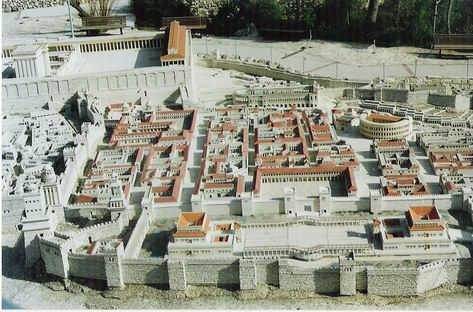
In primo piano il palazzo reale di Erode circondato da alte e spesse mura di difesa. Lungo queste mura (il lato occidentale della città) i Romani costruirono nuovi terrapieni per dare l'assalto al palazzo reale ed alla "città alta"

Tito sapeva che, senza costruire nuovi terrapieni, sarebbe risultato impossibile impadronirsi della "città alta", considerando i profondi precipizi che la circondavano. Così il venti del mese di Loos (luglio), divise il lavoro fra le sue forze. Il vero problema era come recuperare il legname, poiché per la costruzione dei precedenti terrapieni si era provveduto a recuperare legna ad una distanza di almeno cento stadi dalla città. Le opere vennero costruite dalle quattro legioni lungo il lato occidentale della città, di fronte al palazzo reale, mentre le truppe ausiliarie e le restanti forze ne innalzavano un altro al Xisto, dove si trovava il ponte e la torre di Simone (fatta costruire quando quest'ultimo era in lotta con Giovanni).
Frattanto i capi degli Idumei, che si erano adunati di nascosto, stabilirono di arrendersi e inviarono a Tito cinque ambasciatori per concedere loro salva la vita. Il generale romano, sperando che ciò avrebbe poi indotto anche i capi ribelli ad arrendersi, acconsentì. E mentre gli Idumei erano pronti ad andarsene, Simone se ne accorse e ordinò di uccidere i cinque ambasciatori sulla strada del ritorno, mise in prigione i loro capi, tra i quali vi era Giacomo figlio di Sosa ed infine, dispose un maggior numero di sentinelle per tener d'occhio la massa degli Idumei. Queste però non furono in grado di impedire numerose diserzioni, sebbene molti furono uccisi.
I Romani che li accoglievano, vendettero come schiavi tutti quelli che fuggivano dalla città, insieme a mogli e figli, ad esclusione di quanti erano cittadini, ad un prezzo bassissimo, considerata l'abbondanza della merce e i pochi compratori. Giuseppe Flavio sostiene che i cittadini risparmiati furono oltre quarantamila, e Tito permise loro di andare liberi dove volessero. Sempre in questi giorni un sacerdote di nome Gesù, figlio di Thebuthi, ottenuta da Tito la promessa di essere lasciato libero una volta gli avesse consegnato alcuni dei preziosi oggetti sacri, portò al generale romano: due candelabri che erano stati nascosti nel muro del tempio, simili a quelli posizionati all'interno del tempio, tavole, vasi e coppe d'oro massiccio; oltre a questi oggetti portò veli e paramenti dei sommi sacerdoti con gemme preziose e molti altri arredi utilizzati durante le cerimonie religiose. Venne poi catturato il tesoriere del tempio, di nome Finea, che si guadagnò il perdono portando a Tito: tuniche, cinture dei sacerdoti, una grande quantità di stoffe colorate di porpora, utilizzate per riparare il velario del tempio; grandi quantità di cinnamomo, di cassia e tanti altri profumi, che servivano per essere bruciati al Dio; molti altri oggetti preziosi e numerosi paramenti sacri.

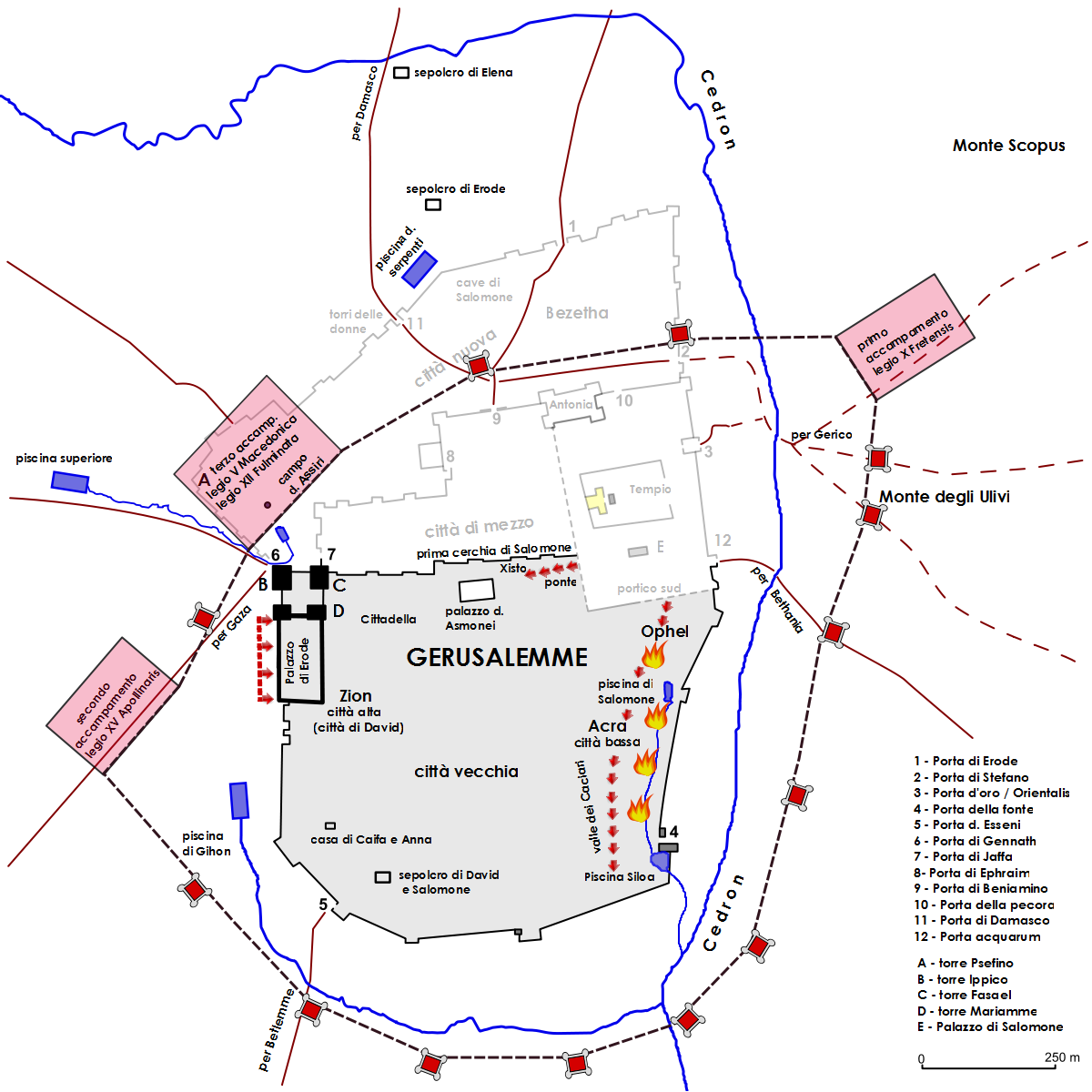
La fase finale dell'assedio: i Romani penetrarono dal grande tempio nella "città bassa" fino alla Siloa e dal palazzo di Erode alla "città alta".

Portati a termine i terrapieni dopo diciotto giorni di lavoro, il sette del mese di Gorpieo (settembre), i Romani spinsero su le macchine, tanto che alcuni dei ribelli, vedendo ormai prossima la fine della città, si ritirarono dalle mura nell'Acra, altri scesero nelle gallerie sotterranee. Molti si posero invece a difesa delle mura contro l'avanzare delle elepoli romane.
I Romani li affrontarono e li sbaragliarono grazie al loro numero ed all'ardore che li animava, mentre i Giudei erano ormai demoralizzati e stanchi. Quando nelle mura fu aperta una breccia e alcune torri crollarono sotto i colpi degli arieti, i Giudei si diedero alla fuga, compresi i capi dei ribelli. Qualcuno cercò una via di scampo, correndo verso la linea di circonvallazione con l'intenzione di superarla, sperando di aprirsi un varco a forza contro le sentinelle, ma non vi riuscì. I capi ribelli vennero, quindi, informati che l'intero muro occidentale era stato definitivamente abbattuto; presi dallo sgomento scesero da quelle tre imponenti torri, di cui si è parlato sopra, capaci di resistere ai numerosi ordigni romani, e di fatto consegnandosi nelle mani romane.
Si ritirarono subito dopo nel burrone che si trovava sotto la Siloa, per poi attaccare il vicino settore della linea di circonvallazione. Ma il loro attacco si rivelò insufficiente e così, respinti dalle sentinelle, vennero dispersi e si rifugiarono nei sotterranei. I Romani intanto, impadronitisi delle mura, piantarono le loro insegne sulle torri, inneggiando alla vittoria.
(Giuseppe Flavio, La guerra giudaica, VI, 8.5.403.)
I Romani sparpagliatisi per le strade della città con le spade sguainate, massacrarono tutti quelli che trovarono e, se qualcuno si rifugiava nelle case, vi appiccavano il fuoco bruciandoli vivi. In molte di queste, trovarono intere famiglie morte, con le stanze piene di cadaveri causati dalla fame. La carneficina terminò verso sera, ma durante la notte il fuoco aumentò tanto che l'ottavo giorno del mese di Gorpieo (settembre), Gerusalemme era avvolta nelle fiamme. Subito dopo lo stesso Tito poté entrare nella città, ammirandone quel che rimaneva delle fortificazioni e soprattutto l'imponenza delle torri. Più tardi, quando distrusse il resto della città e abbatté le mura, risparmiò le torri a ricordo della sua vittoria.
Ai legionari romani venne ordinato di uccidere solo chi portava armi con sé e opponeva resistenza, mentre tutti gli altri di farli prigionieri. Ma i soldati uccisero anche vecchi e persone deboli, mentre giovani e uomini in forze furono ammassate nel tempio. Tito affidò quindi all'amico Frontone l'incarico di stabilire la sorte per ciascuno di loro: questi mise a morte tutti i ribelli; tra i giovani scelse i più alti e di bell'aspetto per il trionfo; tutti quelli di età superiore ai diciassette anni, li mandò in catene a lavorare in Egitto, oppure in dono alle varie province per gli spettacoli gladiatori o per essere dilaniati dalle belve feroci (venationes); quelli che avevano ancora diciassette anni furono venduti come schiavi. Nei giorni che Frontone dedicò a decidere cosa fare dei prigionieri, morirono di fame ben 11 000 prigionieri, soprattutto per la scarsità di grano.

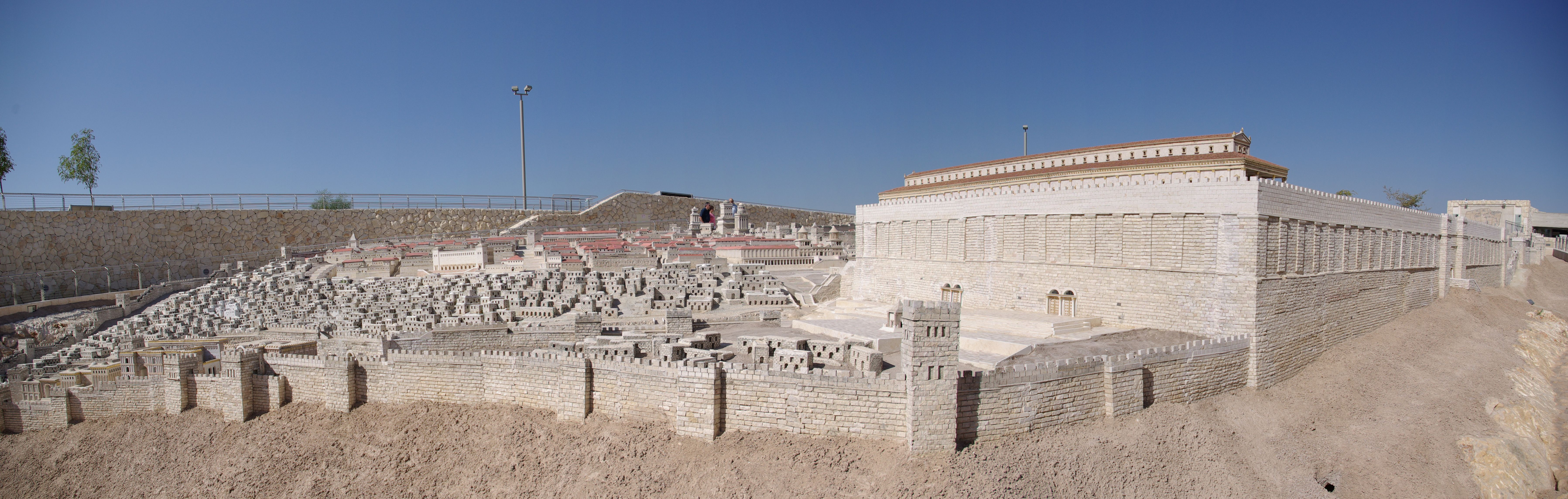
Il perimetro esterno del grande tempio (sulla destra), a sinistra la "città bassa" vista dal Monte degli Ulivi.

## Conseguenze

### Reazioni immediate
Il numero complessivo dei prigionieri catturati durante l'intera guerra fu di 97 000, i morti al termine dell'assedio di Gerusalemme fu di 1 100 000. La maggior parte erano giudei, non di Gerusalemme, giunti da ogni parte del paese per la festa degli Azzimi, e il superaffollamento generò prima la pestilenza e poi il flagello della fame.
Il numero delle vittime risultò superiore a quello di qualsiasi altro sterminio prima di allora, secondo quanto riportato da Giuseppe Flavio. I Romani si misero a dar la caccia a tutti coloro che si erano nascosti nelle gallerie sotterranee, uccidendo tutti quelli che trovarono. Molti poi si tolsero vicendevolmente la vita, piuttosto che cadere in mano al nemico. Non furono pochi gli oggetti di valore recuperati in quelle gallerie. Giovanni, distrutto dalla fame nei sotterranei insieme con i fratelli, chiese con insistenza gli fosse concessa la grazia, in passato più volte rifiutata, mentre Simone si arrese dopo una lunga lotta. A quest'ultimo fu riservata la pena di morte dopo aver sfilato in trionfo a Roma, Giovanni fu invece condannato al carcere a vita. I Romani, infine, incendiarono fino alla periferia della città e abbatterono l'intera cerchia di mura.

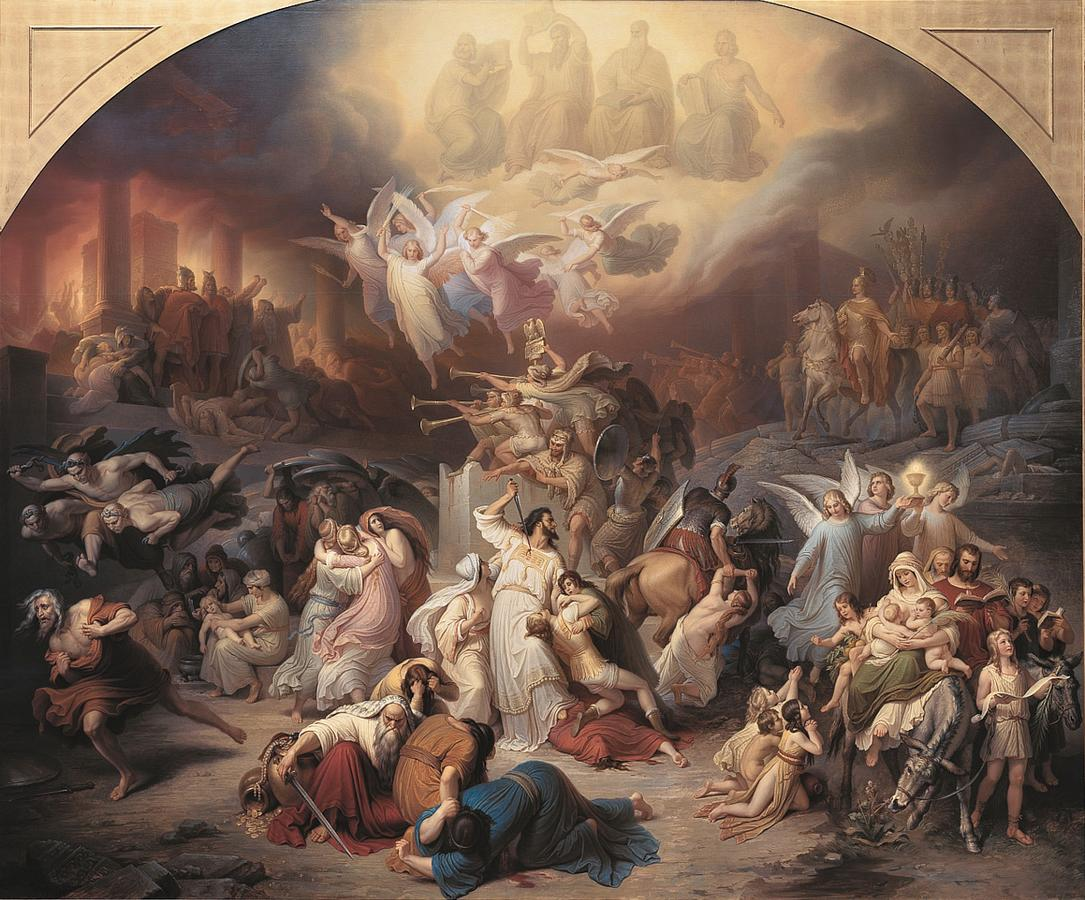
La distruzione di Gerusalemme nella visione religiosa di Wilhelm Kaulbach (Nuova Pinacoteca, Monaco di Baviera)

Gerusalemme fu espugnata e distrutta nel secondo anno di regno di Vespasiano, il 70, il giorno otto del mese di Gorpieo (1 settembre). In precedenza la città era stata presa altre quattro volte: la prima ad opera di Asocheo, re degli egiziani; poi fu la volta di Antioco IV (nel 167 a.C.); quindi in seguito all'assedio del 63 a.C. di Gneo Pompeo Magno e infine con l'occupazione del generale romano Gaio Sosio, che poi l'affidò ad Erode il Grande (nel 37 a.C.). Prima di loro fu il re dei babilonesi Nabucodonosor II, che prese e distrusse la città, 1 468 anni e sei mesi dopo la sua fondazione (587 a.C.). La seconda distruzione avvenne sotto Tito, 2 177 anni dalla fondazione.
Tito dispose, quindi, di radere al suolo l'intera città e il tempio, risparmiando solo le torri che superavano le altre in altezza: la Fasael, l'Ippico e la Mariamme (quale testimonianza di com'era stata grande e fortificata la città caduta in mano romana dopo un difficile assedio), oltre al settore occidentale delle mura, che serviva per proteggere l'accampamento della legio X Fretensis che qui sarebbe rimasta come guarnigione permanente (insieme ad un certo numero di ali di cavalleria e coorti di fanteria). Tutto il resto della cinta muraria fu abbattuto e completamente spianato, tanto che nessuno avrebbe mai creduto che prima vi sorgesse una città con fortificazioni tanto imponenti. Ancora il comandante romano, avendo portato a termine le operazioni di guerra, volle elogiare l'intero esercito per il valoroso comportamento e distribuire le dovute ricompense a chi si era particolarmente distinto. Pronunciò, pertanto, un discorso (adlocutio) alle truppe riunite ai piedi di una tribuna, dove i suoi generali lo assistevano (dai legati legionis ai governatori provinciali).
(Giuseppe Flavio, La guerra giudaica, VII, 1.3.13-17.)
Subito dopo dispose che il resto dell'esercito venisse inviato nelle località stabilite, ad esclusione della legio X Fretensis, che lasciò a presidio di Gerusalemme. La legio XII Fulminata venne rimossa dalla Siria e, mentre prima era accampata a Raphana, la spedì nella città chiamata Melitene posizionata presso l'Eufrate, lungo il confine tra il regno d'Armenia e la provincia di Cappadocia. Le altre due legioni, la legio V Macedonica e la legio XV Apollinaris, lo seguirono fino in Egitto. Poi egli marciò con il suo esercito fino a Cesarea marittima, dove mise al sicuro l'enorme bottino e pose sotto custodia la grande massa di prigionieri, anche perché l'inverno gli impediva di prendere il mare per l'Italia.
Ripartito da Cesarea sul mare, si trasferì a Cesarea di Filippo, dove si trasferì a lungo offrendo alla popolazione ogni genere di spettacoli. Qui trovarono la morte molti dei prigionieri: alcuni gettati alle belve, altri costretti a scontrarsi tra loro a gruppi. Poi Tito venne raggiunto dalla notizia che anche Simone figlio di Ghiora era stato finalmente catturato.
Con la cattura di Simone, i Romani nei giorni seguenti scoprirono un gran numero di altri ribelli nelle gallerie sotterranee. Quando Cesare tornò a Cesarea marittima, gli venne portato in catene Simone, e Cesare diede ordine di riservarlo per il trionfo che presto avrebbe celebrato a Roma.

### Interpretazioni teologiche della distruzione di Gerusalemme
Gli ebrei attribuiscono la distruzione del tempio di Gerusalemme e della città ad una punizione divina per l'odio infondato che pervadeva la società ebraica in quel periodo.
I cristiani credono che gli eventi che riguardano l'assedio e la distruzione di Gerusalemme siano il compimento di una profezia contenuta in Daniele e che sarebbe stata riportata da Gesù quaranta anni prima che gli eventi avessero luogo. Il discorso escatologico è un sermone di Gesù che si trova nei Vangeli sinottici. Nella sua Storia ecclesiastica, Eusebio di Cesarea ricorda che i cristiani che vivevano a Gerusalemme all'epoca fuggirono al momento del ritiro di Gaio Cestio Gallo, quattro anni prima dell'assedio. Alcuni cristiani (preteriti) credono altresì che gli eventi ruotanti intorno all'anno 70 siano l'adempimento di varie profezie antico-testamentarie. Ad esempio, Isaia parla di un «giorno del castigo», quando «la rovina arriverà da lontano», mentre Daniele preconizza un giorno in cui «il popolo d'un capo che verrà, distruggerà la città e il santuario; la sua fine verrà come un'inondazione».